# Música de Cuba
Por música cubana o música de Cuba se entiende aquella música desarrollada en el país e isla de Cuba, con raíces en la música española así como también en ritmos y cantos africanos, surgida desde el siglo XVI. También puede señalarse cierta influencia asiática por el uso de la corneta china en la conga de los carnavales, un hecho que comenzó con la llegada de los primeros inmigrantes chinos a la isla. A partir de 1848 llegaron numerosos culíes chinos a Cuba y para 1874, año en que concluyó la contratación de trabajadores agrícolas de China, había en Cuba 132, 435 culíes. Cualquier clasificación que se pretenda hacer de la música cubana depende del grado de mezcla entre las influencias españolas y africanas que se descubran en ella, pues en realidad es resultado creativo de estas dos fuentes, al que se han sumado la influencia de más culturas y tendencias musicales.

## Introducción
Cuba desarrolló una amplia gama de estilos musicales acriollados, basada en sus orígenes culturales españoles y africanos. Desde el siglo XIX, la música cubana ha gozado de enorme popularidad e influencia, constituyéndose como una de las formas más populares de música en el mundo.

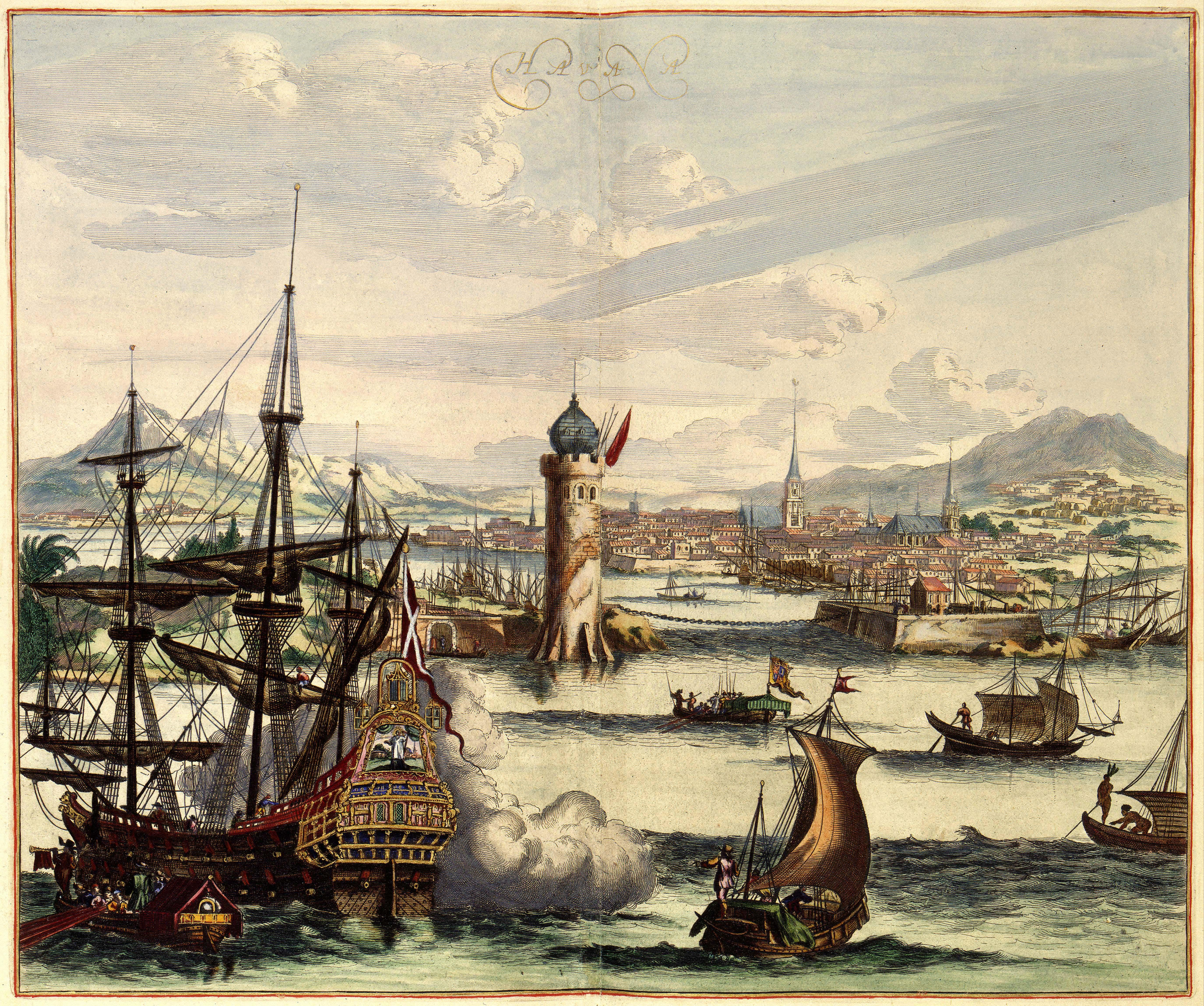
Grabado antiguo de la Habana colonial. Ámsterdam,.

La música de Cuba, incluyendo los instrumentos y las danzas, es en su mayor parte de origen europeo (español) y africano. La mayoría de las formas actuales son fusiones y mezclas de estas dos fuentes, y apenas queda nada de las tradiciones indígenas originales.
Grandes cantidades de esclavos africanos e inmigrantes europeos (principalmente españoles) vinieron a Cuba y trajeron sus propias formas de música a la isla. Esas danzas y músicas populares europeas incluían formas españolas como el zapateo, el fandango, el pasodoble y el retambico. Más tarde, otras formas de Europa como la gavota, el minué, la contradanza, el vals y la mazurca aparecieron entre los blancos urbanos. También hubo una importante inmigración de obreros chinos en el siglo XIX.
Fernando Ortiz, el primer gran folklorista cubano, describe las innovaciones musicales de Cuba como derivadas de la interacción (transculturación) entre los esclavos africanos que se asentaron en las grandes plantaciones de azúcar y españoles, como los habitantes de las Islas Canarias (y otras regiones de España) que cultivaron el tabaco en pequeñas fincas. Los esclavos africanos y sus descendientes crearon variados instrumentos de percusión y conservaron los ritmos que habían conocido en su patria.
Los instrumentos más importantes fueron los tambores, de los cuales hubo originalmente unos cincuenta tipos diferentes; En la actualidad solo el bongó, las congas (o tumbadoras) y los tambores "batá" son vistos con regularidad (los timbales cubanos son descendientes de los timbales [kettledrums] de las bandas militares españolas). También son importantes las claves (dos trozos cilíndricos cortos de madera) y el cajón (una caja de madera hecha originalmente de tablas. Las claves todavía se utilizan a menudo, y los cajones se utilizaron ampliamente durante los períodos cuando fue prohibido el tambor. Además, existen otros instrumentos de percusión en uso para ceremonias religiosas de origen africano. Los inmigrantes chinos contribuyeron con la corneta china (o Suona), un instrumento chino de lengüeta de caña, todavía utilizado en las comparsas (grupos del Carnaval) de Santiago de Cuba.
La gran aportación instrumental de los españoles fue la guitarra, pero más importantes aun fueron la tradición de notación musical desarrollada en el continente europeo y las técnicas de composición musical. Los Archivos de Hernando de la Parra proporcionan alguna de la primera información disponible sobre la música cubana. Él informó sobre instrumentos como el clarinete, el violín y la vihuela. Hubo pocos músicos profesionales en aquellos momentos, y muy pocas de sus canciones sobreviven. Una de las primeras melodías es el Son de la Ma Teodora documentada por el músico y escritor Laureano Fuentes Matons en su libro Las artes en Santiago de Cuba publicado en 1893, supuestamente compuesta por Teodora Ginés hacia 1562, una esclava libre de Santiago de Cuba, que aparentemente adquirió fama por sus composiciones. Se dice que esta pieza es similar a las canciones españolas del siglo XVI.
La música cubana tiene sus raíces principales en España y África occidental, pero con el tiempo ha sido influida por diversos géneros de diferentes países. Entre estos se destacan Francia y sus colonias en Latinoamérica y los Estados Unidos.
La música cubana también ha influido considerablemente en otros países. Ha contribuido no solo al desarrollo del jazz y la salsa, sino también al desarrollo del tango argentino, el high-life ghanés, el afrobeat de África occidental, los géneros dominicanos de la bachata y el merengue, la cumbia colombiana y el flamenco español.
Las creencias africanas y sus prácticas ejercieron una poderosa influencia en la música de Cuba. La percusión polirrítmica es un elemento inherente de la música africana, así como el estilo de la melodía es parte de la tradición musical europea. También, en la tradición africana, la percusión siempre se encuentra asociada a la canción y al baile, así como a un ambiente social particular. Debido a la unión de culturas europeas y africanas, la mayor parte de música popular cubana ha sido el resultado de esa fusión. Esta transculturación de la vida cubana se ha llevado a cabo durante un largo período de tiempo, desde mucho antes del siglo XX, y los elementos de las creencias africanas, la música y el baile se encuentran sólidamente integrados en las formas populares.

## SiglosXVIIIyXIX

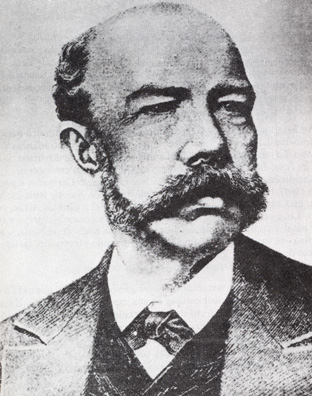
Manuel Saumell

Entre los compositores de fama mundial del género académico, puede contarse al compositor barroco Esteban Salas y Castro (1725-1803), quien pasó la mayor parte de su vida enseñando y componiendo música para la iglesia.
Él fue sustituido en la Catedral de Santiago de Cuba por el sacerdote Juan París (1759-1845). París era un hombre excepcionalmente laborioso, y un compositor importante. Él se dedicó a estimular la realización de diversos y continuos eventos musicales.Pág. 181.

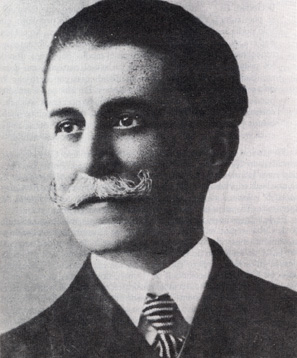
Ignacio Cervantes

Aparte de la música rural y la música folklórica afrocubana, el género más popular de la música de baile criolla urbana en el siglo XIX fue el de la contradanza, que comenzó como una forma local de la danza regional inglesa country dance y de su derivado, la contredanse francesa, así como de la contradanza española. Mientras muchas contradanzas fueron escritas para el baile, desde mediados de siglo varias fueron compuestas como piezas de salón ligeras para el piano. El primer compositor distinguido en ese estilo fue Manuel Saumell (1818-1870), quien es consecuentemente aclamado en ocasiones como el padre del desarrollo musical criollo cubano. En las manos de su sucesor, Ignacio Cervantes (1847-1905), la danza (como era más típicamente llamada hacia finales del siglo XIX), consiguió aún mayor sofisticación en su lenguaje pianístico.
«Después de la labor visionaria de Saumell, todo lo que quedaba por hacer era desarrollar sus innovaciones, las cuales influyeron profundamente en la historia de los movimientos nacionalistas musicales cubanos». Cervantes fue denominado por Aaron Copland como un Federico Chopin cubano, a causa de sus composiciones para piano de estilo chopinesco. La reputación de Ignacio Cervantes descansa hoy casi únicamente en sus famosas cuarenta y una Danzas cubanas, de las cuales Alejo Carpentier (escritor y musicólogo) dijo que, «ocupan el lugar que las Danzas noruegas de Edvard Grieg o las Danzas eslavas de Antonín Dvořák ocupan en las tradiciones musicales de sus respectivos países. La ópera inconclusa de Cervantes, Maledetto, ha sido largamente olvidada.
En la década de 1840, la habanera emergió como una lánguida canción vocal con ritmo de contradanza. (Los no cubanos llaman a veces «habaneras» a las contradanzas cubanas). La habanera llegó a ser muy popular en España y otros lugares. La contradanza/danza cubana también ejerció una importante influencia sobre la danza puertorriqueña, que pasó a disfrutar de su propia carrera dinámica y distintiva a través de los años 1930. En Cuba, en la década de 1880, la contradanza/danza dio a luz al danzón, que efectivamente llegó a superarle en popularidad.
Laureano Fuentes (1825-1898) provenía de una familia de músicos y escribió la primera ópera compuesta en la isla, La hija de Jefté. Esta más tarde fue alargada y organizada bajo el título de Seila. Sus numerosas obras abarcaron todos los géneros. Gaspar Villate (1851-1891) produce una abundante y amplia obra, toda centrada en la ópera.pág. 239 José White (1836-1918), un mulato de padre francés y madre Afro-cubana, fue un compositor y violinista de mérito internacional. Aprendió a tocar dieciséis instrumentos y vivió alternadamente entre Cuba, Hispanoamérica y Francia. Su obra más famosa es La bella cubana, una habanera.

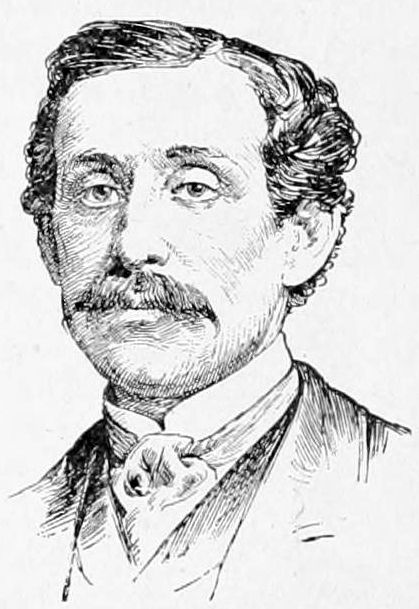
L. M. Gottschalk

Durante los años intermedios del siglo XIX, un joven músico estadounidense llegó a La Habana: Louis Moreau Gottschalk (1829-1869). Su padre era un empresario judío de Londres y su madre una criolla blanca de origen católico francés. Gottschalk fue criado por su abuela negra y su nodriza Sally, ambas de Saint Domingue. Fue un prodigio del piano que había escuchado y presenciado la música y el baile en Congo Square, Nueva Orleans desde su infancia. Su estancia en Cuba duró desde 1853 hasta 1862, incluyendo algunas cortas visitas a Puerto Rico y Martinica. Gottschalk compuso muchas piezas de estilo criollo, como la habanera Bamboula, Op. 2 Danse de negres) (1845), cuyo título se refiere a un tambor Afro-Caribeño; El cocoye (1853), basado en un tema popular cubano; la contradanza Ojos criollos (Danse cubaine, 1859) y una versión de María la O, que se refiere a un cantante mulato cubano. En estos números hizo frecuente uso de los típicos patrones rítmicos cubanos. En uno de sus conciertos de despedida él interpretó su Adiós a Cuba, causando una gran ovación y gritos de ¡bravo! Lamentablemente, la partitura de esta obra no ha sobrevivido.
En febrero de 1860, Gottschalk produjo una gran obra en La Habana, llamada La nuit des tropiques. En la ejecución de esa pieza él utilizó unos 250 músicos y un coro de 200 cantantes, además de un grupo del cabildo de negros de Santiago de Cuba que trajeron sus tambores para la representación. El presentó otro gran concierto al año siguiente, con nuevo material. Estos espectáculos empequeñecieron todo la anteriormente visto en la isla, y fueron sin duda inolvidables para los asistentes.

## Música clásica en elsigloXX

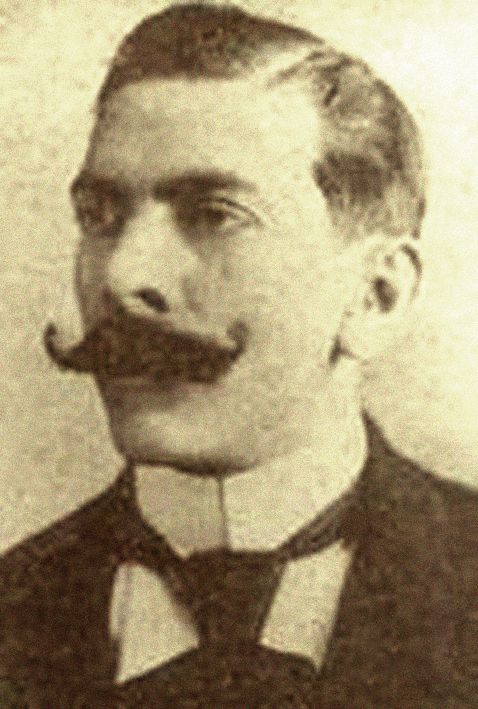
José Marín Varona.

Entre finales del siglo XIX y comienzos del siglo XX se destacan una serie de compositores que cultivaron tanto la música popular como la culta; en géneros que abarcan la canción popular y el lied de concierto, la música bailable, la zarzuela y el teatro vernáculo; así como la música sinfónica. Entre otros, debemos mencionar a Hubert de Blanck ((1856-1932); José Mauri (1856-1937); Manuel Mauri (1857-1939); José Marín Varona (1859-1912); Eduardo Sánchez de Fuentes (1874-1944); Jorge Anckermann (1877-1941); Luis Casas Romero (1882-1950) y Mario Valdés Costa (1898-1930).
La obra de José Marín Varona enlaza la actividad musical de finales del siglo XIX en Cuba, con la de comienzos del siglo XX.
En 1896, el compositor incluyó en su zarzuela El Brujo la primera Guajira (música) cubana sobre la cual existe documentación.
De esa obra dijo el compositor Eduardo Sánchez de Fuentes: "La sana crítica de un día acaso no muy lejano otorgará al autor de la inmortal guajira de El brujo el lauro a que su talento indiscutible lo ha hecho merecedor en todos los tiempos"

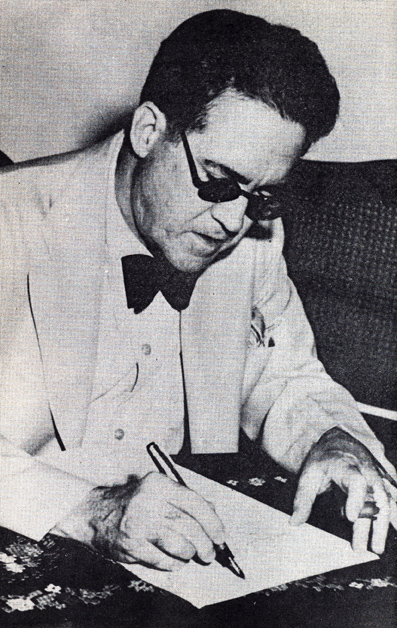
Gonzalo Roig.

Gonzalo Roig (1890-1970) se convirtió en una fuerza creativa importante en la primera mitad del siglo XX. Compositor y director orquestal, también se encontraba muy calificado en piano, violín y teoría de la composición. En 1922 fue uno de los fundadores de la Orquesta Sinfónica Nacional, la cual dirigió. En 1927 fue nombrado Director de la Escuela de Música de La Habana. Como compositor se especializó en la zarzuela, una forma de teatro musical muy popular hasta la Segunda Guerra Mundial. En 1931 fundó una empresa de teatro Bufo en el Teatro Martí de La Habana. Fue el compositor de la zarzuela cubana más conocida, Cecilia Valdés, basada en la famosa novela homónima del siglo XIX sobre una mulata cubana, que fue estrenada en 1932. Roig fundó varias organizaciones y escribió con frecuencia sobre temas musicales.
Uno de los más grandes pianistas-compositores cubanos del siglo XX fue Ernesto Lecuona (1895-1963). Lecuona compuso más de 600 piezas, principalmente en el estilo cubano y fue un pianista de excepcional calidad. Él fue un prolífico compositor de canciones y música para cine y teatro. Su obra consistió principalmente en numerosas zarzuelas basadas en ritmos afrocubanos y cubanos, varias Suites y múltiples canciones que se convirtieron en estándares de la música latina. Estas incluyen Siboney, Malagueña y Andalucía. En 1942, su gran hit Siempre en mi corazón fue nominado para el Óscar a la mejor canción y perdió la competencia por la canción White Christmas. La Orquesta Sinfónica de Ernesto Lecuona realizó el estreno de Rapsodia Negra de Lecuona en el Concierto del Día de Liberación Cubana en el Carnegie Hall, New York, el 10 de octubre de 1943.
Aunque actualmente su música rara vez es ejecutada en conciertos, Amadeo Roldán (1900-1939) y Alejandro García Caturla (1906-1940) revolucionaron la música sinfónica de Cuba durante la primera mitad del siglo XX.p354 Ellos representaron un importante papel en el Afrocubanismo, movimiento de la cultura cubana concentrado en los temas afro-cubanos, el cual se originó en los años 1920, y fue ampliamente analizado por Fernando Ortiz Fernández. 
Amadeo Roldán, nacido en París de una mulata cubana y un padre español, regresó a Cuba en 1919, y fue designado primer violín de la recién fundada Orquesta Sinfónica de La Habana en 1922. Allí conoció a Caturla, quien era segundo violín de la orquesta a los dieciséis años. Las composiciones de Roldán incluyen la Obertura sobre temas cubanos (1925), y dos ballets: La Rebambaramba (1928) y El milagro de Anaquillé (1929). A estas le siguieron una serie de Rítmicas, Poema negro (1930) y Tres toques (marcha, ritos, danza) (1931). En Motivos de son (1934) él escribió ocho piezas para voz e instrumentos basados en los poemas de Nicolás Guillén con el mismo título. Sus últimas composiciones fueron Dos Piezas infantiles para piano (1937). Roldán murió joven, a los 31 años, de un cáncer facial desfigurante (él había sido un fumador empedernido).

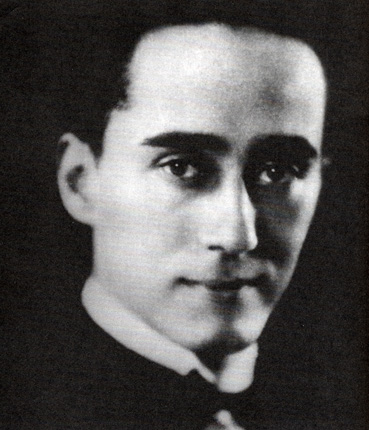
Alejandro García Caturla.

Después de sus días de estudiante, Alejandro García Caturla vivió toda su vida en la pequeña ciudad central de Remedios, donde se convirtió en abogado para apoyar a su creciente familia. Él tuvo relaciones con varias mujeres negras con las que tuvo once hijos, a los cuales él reconoció y apoyó. Su obra Tres danzas cubanas para Orquesta Sinfónica fue estrenada en España en 1929. Bembé fue estrenada en La Habana el mismo año. Su Obertura cubana ganó el primer premio en un concurso nacional en 1938. Él fue un hombre de gran nobleza y un ejemplo de músico universal, el cual combinó temas de la música clásica y folclórica con ideas musicales modernas. Caturla fue asesinado en 1934 por un joven tahur que debía ser condenado solo horas más tarde.

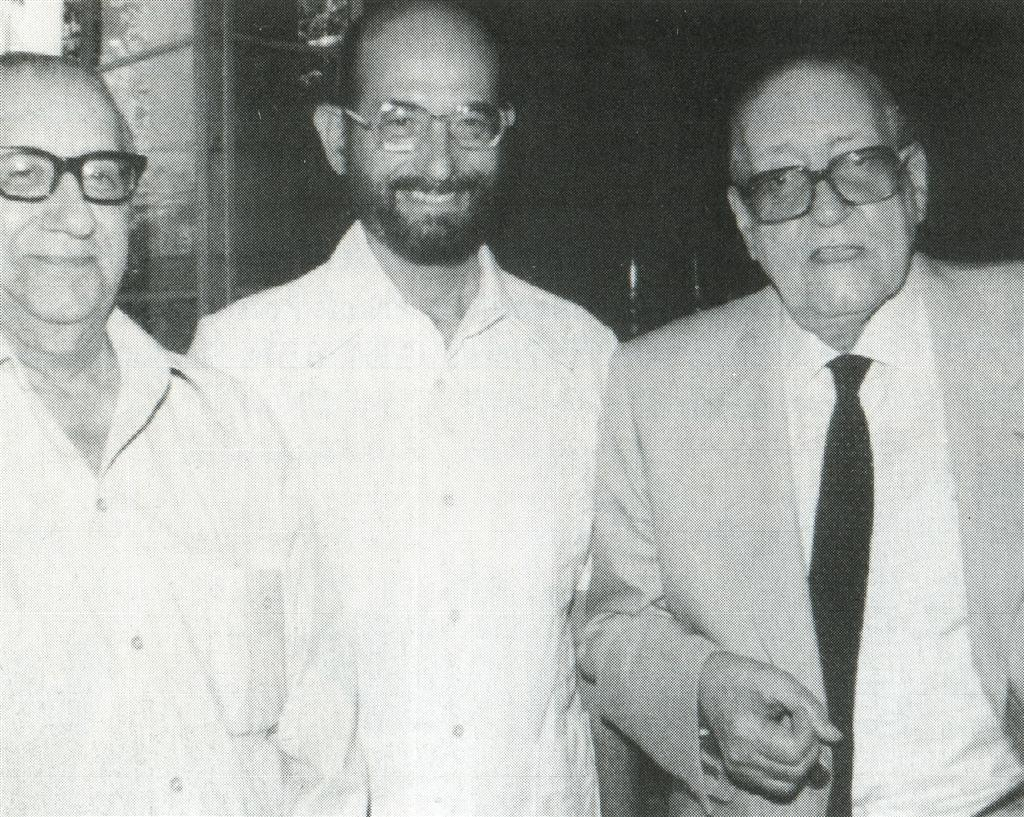
José Ardévol, Harold Gramatges, Alejo Carpentier.

El Grupo de Renovación Musical que fue fundado en 1942 bajo la dirección de José Ardévol, compositor catalán establecido en Cuba desde 1930, sirvió como plataforma a un grupo de jóvenes compositores para desarrollar un movimiento proactivo con el fin de mejorar y renovar literalmente la calidad del entorno musical cubano. Durante su existencia, desde 1942 a 1948, el grupo organizó numerosos conciertos en el Lyceum de La Habana con el objetivo de presentar sus composiciones de vanguardia al público en general y fomentar entre sus miembros el desarrollo de muchos futuros directores, críticos de arte, artistas y profesores. También comenzaron un proceso de investigación y revaluación de la música cubana en general, dando a conocer el trabajo sobresaliente de Carlo Borbolla y promoviendo las composiciones de Saumell, Cervantes, Caturla y Roldán. El Grupo de Renovación Musical incluyó a los siguientes compositores: Hilario González, Harold Gramatges, Julián Orbón, Juan Antonio Cámara, Serafín Pro, Virginia Fleites, Gisela Hernández, Enrique Aparicio Bellver, Argeliers León, Dolores Torres y Edgardo Martín.
Otros compositores cubanos contemporáneos que tuvieron poca o ninguna relación con el Grupo de Renovación Musical fueron: Aurelio de la Vega, Joaquín Nin-Culmell, Alfredo Diez Nieto y Natalio Galán.
Aunque en Cuba muchos compositores han cultivado tanto los estilos clásicos como los populares de la música, la distinción se hizo más clara después de 1960, cuando (al menos inicialmente) el régimen retiró el apoyo a la música popular y cerró la mayoría de los clubes nocturnos, mientras que apoyaba financieramente la música clásica, en lugar de los géneros criollos. Desde entonces, la mayoría de los músicos han mantenido sus carreras a un lado o el otro de esa línea invisible. Después de la revolución cubana en 1959, una nueva cosecha de músicos clásicos salió a la escena. El más destacado de estos es sin duda el guitarrista Leo Brouwer, quien ha realizado destacados aportes a la técnica y el repertorio de la guitarra clásica contemporánea, y ha fungido como director de la Orquesta Sinfónica Nacional de Cuba. Como Director del Grupo de Experimentación Sonora del ICAIC en la década de 1970, él fue un elemento importante en la formación y consolidación del movimiento de la Nueva Trova.
Otros importantes compositores de los primeros años del período pos-revolucionario que comenzó en el año 1959 fueron: Carlos Fariñas y Juan Blanco (Compositor cubano), un pionero de la música concreta y la música electroacústica en Cuba.
Siguiendo de cerca a la primera generación pos-revolucionaria, un grupo de compositores jóvenes comenzaron a atraer la atención del público que asistía a los conciertos de música clásica. La mayoría de ellos se habían graduado en prestigiosas escuelas fuera del país, gracias a las becas otorgadas por el gobierno, como Sergio Fernández Barroso (también conocido como Sergio Barroso), que recibió un diploma de posgrado en la Academia Superior de Música de Praga, y Roberto Valera, que estudió con Witold Rudzinski y Andrzej Dobrowolski en Polonia. Debemos mencionar también a otros tres compositores que pertenecen a este grupo: Calixto Alvarez, Carlos Malcolm (Cuba) y Héctor Angulo.
En 1962 arriba a La Habana el compositor y profesor estadounidense Federico Smith, que adoptó a Cuba como su propia patria y llegó a convertirse en uno de los músicos más destacados de su época, realizando una importante contribución al patrimonio musical cubano.

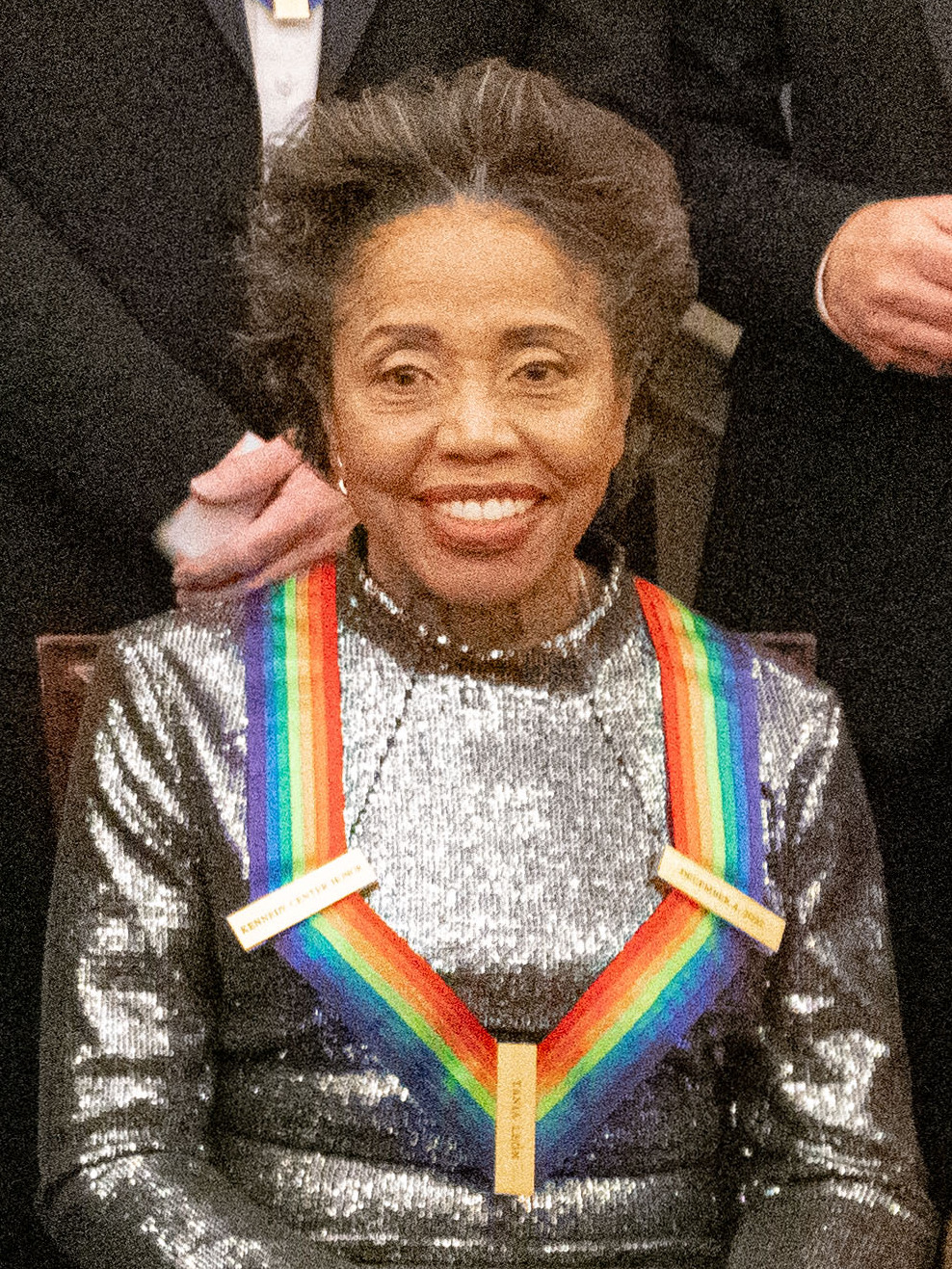
Tania León

Durante principios de los setenta, un grupo de músicos y compositores, la mayoría de ellos graduados de la Escuela Nacional de Artes y el Conservatorio Municipal de La Habana, se reunieron alrededor de una organización creada recientemente por el Gobierno como la sección juvenil de la UNEAC (Unión de Escritores y Artistas de Cuba), la Brigada Hermanos Saíz. Algunos de sus miembros fueron los compositores Juan Piñera (sobrino del reconocido escritor cubano Virgilio Piñera), Flores Chaviano, Armando Rodríguez Ruidíaz, Danilo Avilés, Magaly Ruiz, Efraín Amador Piñero y José Loyola. Otros compositores contemporáneos menos relacionados con la mencionada organización fueron: José María Vitier, Julio Roloff y Jorge López Marín.
Después de la revolución cubana (1959), muchos futuros compositores cubanos emigraron a una temprana edad y desarrollaron la mayor parte de sus carreras fuera del país. Dentro de este grupo cabe mencionar a los siguientes compositores: Tania León, Orlando Jacinto García, Armando Tranquilino, Odaline de la Martínez, José Raúl Bernardo, Jorge Martín (Compositor) y Raúl Murciano.

## Música clásica en elsigloXXI
Durante las últimas décadas del siglo XX y el comienzo del siglo XXI, una nueva generación de compositores surgió en el panorama de la música clásica cubana. La mayoría de ellos recibió una sólida educación musical proporcionada por el sistema de escuelas de arte oficiales, creadas por el gobierno cubano, y fueron graduados del Instituto Superior de Arte (ISA). Algunos de esos compositores son: Louis Franz Aguirre Ileana Pérez Velázquez, Keila María Orozco, Viviana Ruiz, Fernando Archi Rodríguez Alpízar, Yalil Guerra, Eduardo Morales Caso, Ailem Carvajal Gómez, Irina Escalante Chernova. y Evelin Ramón. Todos ellos han emigrado y actualmente viven en otros países.

## Música electroacústica en Cuba
Juan Blanco fue el primer compositor cubano que creó una pieza electroacústica en 1961. Esta primera composición Música para danza, fue producida con un oscilador y tres grabadoras comunes. Como resultado de la escasez de recursos provocada por condiciones generadas a raíz del advenimiento de la Revolución Cubana, el acceso a la tecnología necesaria para producir música electroacústica fue siempre muy limitado para cualquiera que estuviera interesado en su utilización. Por ese motivo, no fue sino hasta 1969 que otro compositor cubano, Sergio Barroso, se dedicó a la creación de composiciones musicales electroacústicas.
En 1970, Juan Blanco comenzó a trabajar como asesor musical para el Departamento de Propaganda del Instituto Cubano de Amistad con los Pueblos (ICAP). En el desempeño de esa función, el creó música electroacústica para todos los materiales audiovisuales producidos por el ICAP. Después de nueve años de trabajo sin retribución, Blanco obtuvo finalmente financiamiento para la implementación de un estudio de música electroacústica que pudiera utilizar para la producción de sus obras. Blanco fue nombrado director del estudio, bajo la condición de que sería él solo quien lo usaría.
Después de algunos meses, y sin solicitar aprobación, Juan Blanco abrió el estudio a la utilización de todos los compositores que estuvieran interesados en trabajar con la tecnología electroacústica, creando de esta forma el Taller de Música Electroacústica del ICAP (TIME), donde él mismo proporcionó el entrenamiento necesario a los participantes. En 1990, el Taller cambió su nombre al de Laboratorio Nacional de Música Electroacústica (LNME), y su principal objetivo fue el de apoyar y promover la obra de los compositores cubanos de música electroacústica.
Algunos años más tarde, otro estudio de música electroacústica fue creado en el Instituto Superior de Arte (ISA). El Estudio de Música Electroacústica y por Computadoras (EMEC), llamado actualmente Estudio Carlos Fariñas de Arte Musical (Carlos Fariñas Studio of Musical Electroacoustic Art), se ha dedicado a proveer entrenamiento de composición electroacústica a los estudiantes durante el desenvolvimiento de sus carreras.
Después de 1970, algunos compositores cubanos como Leo Brouwer, Jesús Ortega, Carlos Fariñas y Sergio Vitier, comenzaron a crear obras electroacústicas, y en la década de los años 80, un grupo de compositores que incluía a: Edesio Alejandro, Fernando (Archi) Rodríguez Alpízar, Marietta Véulens, Mirtha de la Torre, Miguel Bonachea y Julio Roloff, comenzó a recibir instrucción y a trabajar en el estudio del ICAP. Una lista parcial de compositores cubanos que han utilizado la tecnología electroacústica incluye a: Argeliers León, Juan Piñera, Roberto Valera, José Loyola, Ileana Pérez Velázquez y José Ángel Pérez Puentes.
Los compositores cubanos que se radicaron fuera del país tuvieron un acceso más fácil y directo a la tecnología necesaria para producir obras electroacústicas que los compositores de la isla. Es por eso que la mayoría, si no todos aquellos que establecieron su residencia fuera de Cuba han trabajado con tecnología electroacústica. Podemos mencionar entre otros a Aurelio de la Vega, Tania León, Orlando Jacinto García y Armando Rodríguez Ruidíaz, entre otros.

## Guitarra clásica en Cuba

### DelsigloXVIal XIX
La guitarra (tal como la conocemos hoy en día, o en alguna de sus versiones históricas) ha estado presente en Cuba desde el descubrimiento de la isla por España. Tan temprano como en el siglo XVI, un músico llamado Juan Ortiz, de la Villa de Trinidad, es mencionado por el famoso cronista Bernal Díaz del Castillo como «gran tañedor de vihuela y viola».
Un discípulo del famoso guitarrista Dionisio Aguado, José Prudencio Mungol, fue el primer guitarrista cubano entrenado en la tradición de guitarra clásica española. En 1893 él se presentó en un concierto muy elogiado en La Habana, después de su regreso desde España. Mungol participó activamente en la vida musical de La Habana y fue profesor en el conservatorio Hubert de Blanck.

### La escuela cubana de Guitarra
Después de la Revolución Cubana de 1959, Isaac Nicola y otras profesoras como Marta Cuervo, Clara (Cuqui) Nicola, Marianela Bonet y Leopoldina Núñez pasaron a formar parte del sistema nacional de escuelas de música, donde un método unificado de enseñanza de la guitarra fue implementado. Este constituyó un núcleo para la posterior creación de una Escuela Cubana de Guitarra, a cuyo desarrollo contribuyó una nueva generación de guitarristas y compositores.

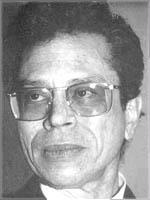
Leo Brouwer.

Quizás el más importante aporte a la técnica y el repertorio de la moderna Escuela Cubana de Guitarra haya sido el de Leo Brouwer (n. 1939), el nieto de Ernestina Lecuona, la hermana de Ernesto Lecuona. Brouwer comenzó sus estudios con su padre, y después de cierto tiempo continuó con Isaac Nicola. Realizó estudios autodidactas de armonía, contrapunto, formas musicales e instrumentación, antes de culminar sus estudios en la Juilliard School y en la Universidad de Hartford.

### Las nuevas generaciones
Desde la década de 1960, varias generaciones de intérpretes, profesores y compositores se han formado dentro de la Escuela Cubana de Guitarra en instituciones educacionales como la Escuela Nacional de Artes, y el Instituto Superior de Arte. Isaac Nicola dejó un legado fundamental como pedagogo formando a grandes guitarristas como Elías Barreiro, compositores como Leo Brouwer y pedagogos de la talla de Antonio "Biki" Rodríguez Delgado, quien a su vez ha formado a guitarristas de la talla de Ernesto y Marco Tamayo, Joaquín Clerch y Alí Arango. Otros guitarristas como Manuel Barrueco, un concertista de fama internacional, desarrollaron sus carreras fuera del país. Entre muchos artistas relacionados con la Escuela Cubana de Guitarra podemos mencionar a: Carlos Molina, Sergio Vitier, Efraín Amador Piñero y Flores Chaviano, así como también a: Armando Rodríguez Ruidíaz, Martín Pedreira, Lester Carrodeguas, Mario Daly, José Ángel Pérez Puentes y Teresa Madiedo. Un grupo más joven pudiera incluir a: Rey Guerra, Aldo Rodríguez Delgado, Pedro Cañas, Leyda Lombard, Ernesto Tamayo, Miguel Bonachea, Joaquín Clerch. y Yalil Guerra.

## Piano clásico en Cuba

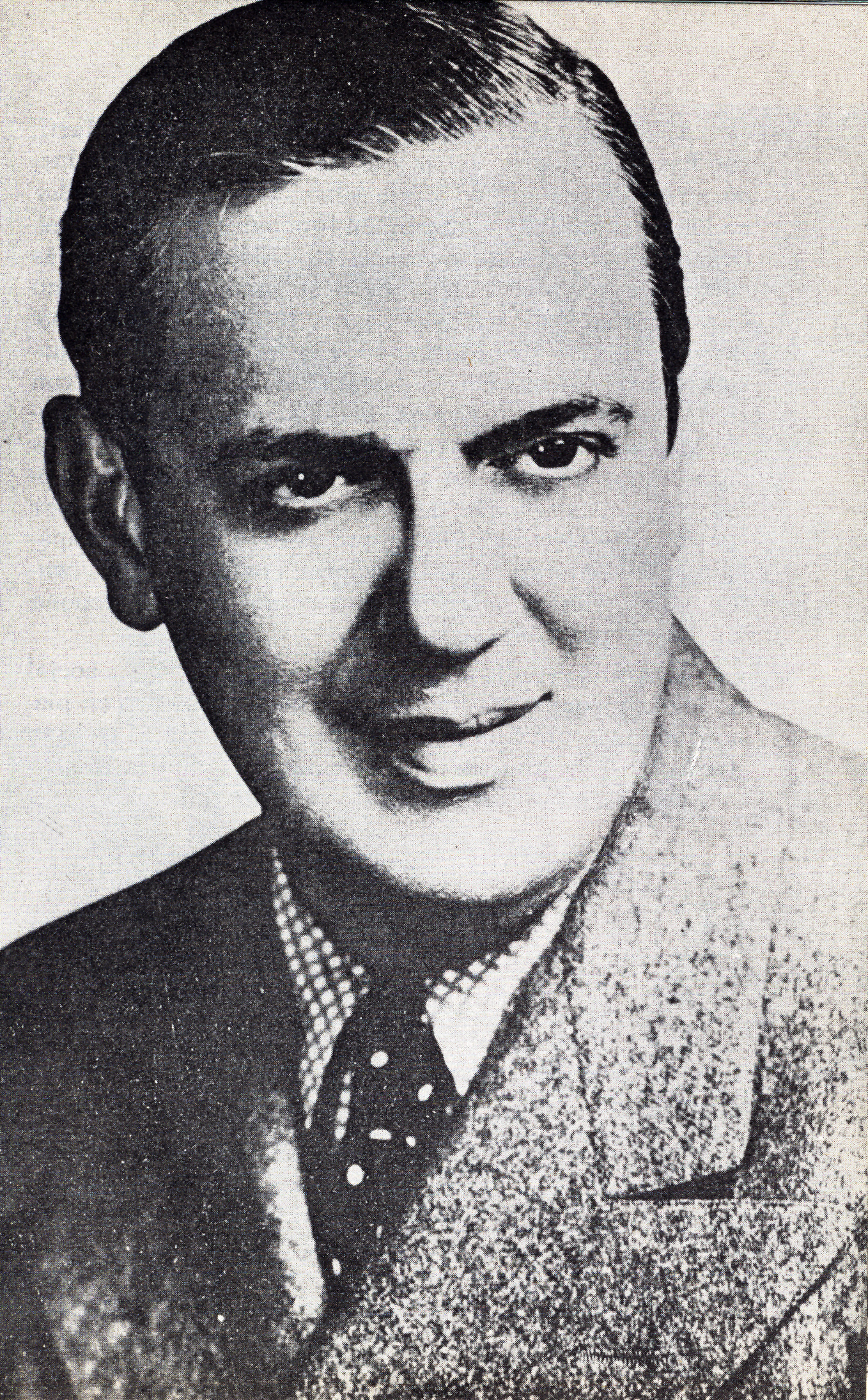
Ernesto Lecuona.

Después de su llegada a la isla de Cuba al final del siglo XVIII, el pianoforte (llamado comúnmente piano) se convirtió rápidamente en uno de los instrumentos favoritos de la población. Junto con la humilde guitarra, el piano acompañó a las populares guarachas y contradanzas cubanas (derivadas de las Country Dances europeas) en los salones de fiesta y baile en La Habana, así como en todo el país.
Tan pronto como en 1804, el programa de un concierto en La Habana anunciaba un concierto de canto “acompañado al fortepiano por un distinguido visitante recién llegado”… y en 1832, Juan Federico Edelmann (1795-1848), reconocido pianista, hijo de un famoso compositor y pianista alsaciano, arribó a La Habana y ofreció un concierto muy exitoso en el Teatro Principal. Animado por la calurosa acogida, Edelmann decidió permanecer en La Habana y pronto fue nombrado a una importante posición en la Sociedad Filarmónica Santa Secilia. En 1836 él fundó una casa de música y compañía de ediciones musicales.
Uno de los más prestigiosos músicos cubanos, Ernesto Lecuona (1895-1963) comenzó a estudiar el piano con su hermana Ernestina y continuó con Peyrellade, Saavedra, Nin y Hubert de Blanck. Lecuona fue un niño prodigio que ofreció un concierto cuando solo tenía cinco años de edad en el Círculo Hispano. AL graduarse del Conservatorio Nacional le fue entregado el primer premio y la medalla de oro de su clase por decisión unánime de la cátedra. Lecuona es el compositor cubano más reconocido internacionalmente y sus contribuciones a la tradición pianística cubana son excepcionales.

## Violín clásico en Cuba

### DelsigloXVIal XVIII
Los representantes de la familia de las cuerdas frotadas se encuentran desde una etapa muy temprana en la historia de la música cubana, ya que durante el siglo XVI en la Villa de Trinidad, un músico llamado Juan Ortiz es mencionado por el cronista Bernal Díaz del Castillo como “gran tañedor de vihuela y viola”. La viola del renacimiento es el antecesor directo de los violines italianos modernos, los cuales comenzaron a popularizarse desde el siglo XVI.
El 8 de febrero de 1764 arribó a Santiago de Cuba Esteban Salas y Castro, el maestro de la nueva capilla de música recientemente fundada en la catedral. Esteban Salas contó para el desempeño de su oficio con un pequeño grupo vocal instrumental que incluía dos violines.
Después de la llegada a Santiago de Cuba, en 1793, de numerosos colonos que escaparon de la insurrección de los esclavos en Santo Domingo, “…un tal Karl Rischer y Madame Clarais, que habían traído consigo un clavicordio, fundaron una orquesta que se componía de: flautín, flauta, oboe, clarinete, trompeta, tres trompas, tres violines, viola, dos violoncellos y batería…”

### DelsigloXVIIIal XIX
Durante la transición del siglo XVIII al XIX, el habanero Ulpiano Estrada (1777-1847) impartió clases de violín y dirigió la orquesta del Teatro Principal desde 1817 hasta 1820. Además de su actividad como violinista, Estrada mantuvo una carrera musical muy activa como director de numerosas óperas, dirigiendo diversas orquestas y bandas, así como componiendo numerosas contradanzas y otras piezas bailables, tales como minués y valses.
José Vandergutch, violinista belga, arribó a La Habana junto con su padre Juan Vandergutch y su hermano Francisco, también violinistas. Estos regresaron más tarde a Bélgica, pero José estableció su residencia en La Habana donde alcanzó gran reconocimiento. Vandergutch ofreció a mediados del siglo XIX numerosos conciertos como solista y acompañado por diversas orquestas. El perteneció a la Asociación de Música Clásica y fungió también como director de la Asociación Musical de Socorro Mutuo de La Habana.
En el universo del violín clásico cubano del siglo XIX se destacan dos Maestros que pueden ser considerados entre los más grandes virtuosos cubanos de todos los tiempos, estos son José White Lafitte y Claudio José Brindis de Salas.

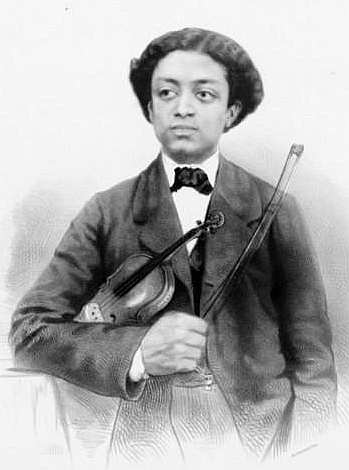
José White en 1856, después de recibir el primer premio del Conservatorio de París.

Después de recibir las primeras lecciones de música de su padre, el virtuoso violinista cubano José White Lafitte (1835-1918) ofreció su primer concierto en Matanzas el 21 de marzo de 1854. En este concierto él fue acompañado por el famoso pianista y compositor estadounidense Louis Moreau Gottschalk, el cual lo animó para que continuara sus estudios en París, e incluso colectó dinero para que pudiera viajar a esa ciudad.
José White estudió composición musical en el Conservatorio de París entre los años 1855 y 1871. A solo diez meses de su llegada obtuvo el primer premio en la categoría de violín del conservatorio, y fue muy elogiado por Gioachino Rossini. Más tarde, él fue profesor de los renombrados violinistas George Enescu y Jacques Thibaud. 
Entre los años 1877 a 1889, White fungió como director del Conservatorio Imperial en Río de Janeiro, Brasil, donde también sitvió como músico en la corte del emperador Pedro II. Más tarde regresó a París, donde residió hasta su muerte. El famoso violín “Canto del cisne”, la última creación de Stradivari, fue su instrumento preferido. Su más famosa composición es La Bella Cubana, una habanera. White también compuso muchas otras piezas, entre las cuales se destaca un concierto para violín y orquesta.

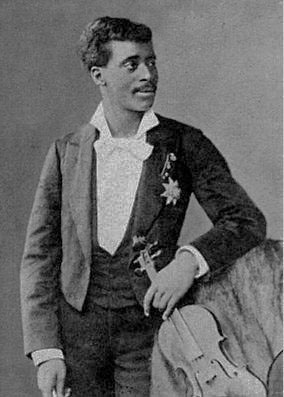
Claudio José Domingo Brindis de Salas y Garrido, el "Paganini negro" posando con su Stradivarius

Claudio José Domingo Brindis de Salas y Garrido (1852-1911) fue un renombrado violinista cubano, hijo del también violinista, contrabajista y director Claudio Brindis de Salas (1800-1972), el cual dirigió una de las orquestas populares más importantes de La Habana durante la primera mitad del siglo XIX, llamada La Concha de Oro. Claudio José superó la fama y la maestría de su padre y llegó a ser un concertista de renombre internacional.
Claudio José Brindis de Salas comenzó sus estudios musicales con su padre, y continuó más tarde con los maestros José Redondo y con el violinista belga José Vandergutch. El ofreció su primer concierto en La Habana en 1863 con Vandergutch como acompañante. El pianista y compositor Ignacio Cervantes también participó en ese concierto.
De acuerdo con la crítica de la época, Brindis de Salas fue considerado como uno de los más destacados violinistas de su época a nivel mundial. Alejo Carpentier le llamó “”El más extraordinario violinista negro del siglo XIX… un caso sin precedente en la historia musical del continente””.
El gobierno francés lo hizo miembro de la Légion d'Honneur, y le otorgó el título de “Barón”. En Buenos Aires él recibió un Stradivarius genuino, y mientras vivió en Berlín contrajo matrimonio con una alemana, fue nombrado músico de cámara del Emperador y recibió la ciudadanía de ese país. Brindis de Salas murió en 1911 de tuberculosis, pobre y olvidado, en Buenos Aires, Argentina. En 1930 sus restos fueron trasladados a La Habana con grandes honores.
Otro destacado violinista cubano del siglo XIX fue Rafael Díaz Albertini (1857-1928). El estudió el violín con José Vandergutch y Anselmo López (1841-1858), conocido violinista habanero que también se dedicó a la publicación de obras musicales. En 1870 Albertini viajó a París con el propósito de perfeccionar su técnica con el famoso Jean-Delphin Alard, y en 1875 obtuvo el primer premio en el concurso del Conservatorio de París, en el cual participó posteriormente como jurado. El realizó numerosas giras de concierto a través del mundo, acompañado en ocasiones por prestigiosos Maestros como Hugo Wolf y Camille Saint-Saëns, y en 1894 se presentó en las principales ciudades de Cuba junto con Ignacio Cervantes.
Una lista de violinistas cubanos que se destacaron entre la segunda mitad del siglo XIX y la primera del siglo XX incluye a: Manuel Muñoz Cedeño (1813-), José Domingo Bousquet (1823-), Carlos Anckermann (1829-), Antonio Figueroa(1852-), Ramón Figueroa(1862-), Juan Torroella (1874-), Casimiro Zertucha (1880-), Joaquín Molina (1884-), Marta de La Torre (1888-), Catalino Arjona (1895-) y Diego Bonilla (1898-).

### DelsigloXXal XXI
Durante la primera mitad del siglo XX destaca la figura de Amadeo Roldán (1900-1939), que además de violinista, profesor y director de orquesta es uno de los más importantes compositores cubanos de todos los tiempos. 
Después de su graduación en el Conservatorio de París en 1935 con solo 16 años, el destacado violinista cubano Ángel Reyes (1919-1988) desarrolló una exitosa carrera como solista y también acompañado por las más prestigiosas orquestas de numerosos países. Estableció su residencia en los Estados Unidos desde muy joven, obtuvo un premio del Concurso Ysaÿe en Bruselas y fue profesor de las Universidades de Míchigan y Northwestern hasta su retiro en 1985. 
Eduardo Hernández Asiaín (1911-2010) nació en La Habana, comenzó sus estudios musicales a muy temprana edad y ofreció su primer concierto a los siete años. A los catorce años obtuvo el primer premio de violín en el Conservatorio Nacional de La Habana, y fue nombrado concertino de la Orquesta Sinfónica de La Habana. En 1932, él se trasladó con su familia a Madrid, para continuar sus estudios musicales con los maestros Enrique Fernández Arbós y Antonio Fernández Bordas. A partir de 1954, Hernández Asiaín actúa como solista con las orquestas de la Sociedad de Conciertos Pasdeloup de París y de la Radiodifusión Francesa, la Orquesta Nacional de España, la Orquesta Sinfónica de Bilbao, la Orquesta de Cámara de Madrid y la Orquesta Sinfónica y de Cámara de San Sebastián, de la cual es su creador. En 1968 fue nombrado Primer Violín del Cuarteto Clásico de RTVE, formando parte junto con la pianista Isabel Picaza González del Quinteto Clásico de RNE, con los que realizó un gran número de conciertos y grabaciones, en España y otros países. También realizó giras por Estados Unidos de América, destacando su actuación con la Long Beach Symphony Orchestra de California.
Otros destacados violinistas cubanos de la primera mitad del siglo XX son: Roberto Valdés Arnau (1919-1974), Alberto Bolet y Virgilio Diago.
Evelio Tieles Ferrer (1941) comenzó a estudiar música con su padre, Evelio Tieles Soler, a la edad de siete años, y continuó posteriormente con el profesor Joaquín Molina Entre 1952 y 1954 cursó estudios de violín en París, Francia, con Jacques Thibaud y René Benedetti. En 1955 regresó a París e ingresó en el Conservatorio Nacional Superior de Música de dicha ciudad, y en 1958 pasó a estudiar en el Conservatorio Chaikovski de Moscú, donde fue discípulo de David Oistraj e Igor Oistraj. Tieles se graduó en 1963 y por recomendación del Conservatorio pasó a estudiar la Maestría, de 1963 a 1966, con los citados profesores. El también recibió orientación profesional de los prestigiosos violinistas Henryk Szeryng y Eduardo Hernández Asiaín.
Evelio Tieles ha ofrecido en Cuba numerosas presentaciones como concertista, en dúo con su hermano, el pianista Cecilio Tieles, o acompañado por la Orquesta Sinfónica Nacional y otras agrupaciones sinfónicas y de cámara. El actuó bajo la dirección de prestigiosos directores como Thomas Sanderling, Boris Brott, Enrique González Mántici y Manuel Duchesne Cuzán, entre otros.
Tieles estableció su residencia en España desde 1984, e imparte clases de violín en el Conservatorio de Vilaseca, en la provincia de Tarragona, del cual ha sido nombrado “Profesor Emérito”. También en el Conservatorio Superior del Liceo de Barcelona ha fungido como Jefe del Departamento de Música de Cámara (1991 a 1998), Jefe del Departamento de Cuerdas (1986 a 2002) y Director Académico (2000 a 2002).
Además de su destacada labor como concertista y profesor, durante la etapa Pos-Revolucionaria, Tieles promovió y organizó en Cuba la enseñanza de los instrumentos de cuerda frotada, y fundamentalmente del violín.
Otra prominente violinista y profesora es Alla Tarán (1941), que se formó como violinista en su nativa Ucrania y trabajó como profesora de Práctica de Conjunto Instrumental. Tarán estableció su residencia en Cuba desde 1969.
Alfredo Muñoz (1949) comenzó sus estudios de violín en el Conservatorio Orbón, La Habana, Cuba, y continuó posteriormente en la Escuela Nacional de Artes y el Instituto Superior de Arte (ISA). Se integró a la Orquesta Sinfónica Nacional como violinista en 1972, y se ha mantenido muy activo como solista y miembro del Trío White, tanto en Cuba como en el extranjero. Él es actualmente profesor del Instituto Superior de Arte (ISA).
Otros violinistas cubanos que han desarrollado su carrera entre los siglos XX y XXI son Armando Toledo (1950), Julián Corrales (1954), Miguel del Castillo y Ricardo Jústiz.

### SigloXXI
Ya a comienzos del siglo XXI debemos mencionar a los violinistas Ilmar López-Gavilán, Mirelys Morgan Verdecia, Ivonne Rubio Padrón, Patricia Quintero y Rafael Machado.

## Ópera en Cuba
La ópera ha estado presente en Cuba desde fines del siglo XVIII, cuando fue construido en La Habana el primer teatro apropiado para ese tipo de representaciones, llamado Coliseo. Desde entonces, y hasta el momento presente, el pueblo cubano ha disfrutado de ese género, y muchos compositores lo han cultivado, cosechando en ocasiones gran éxito a nivel internacional.

### ElsigloXIX
El primer evento documentado de una representación lírica en Cuba se llevó a cabo en la ciudad de La Habana, en 1776. Esa presentación fue mencionada en un anuncio colocado en el diario habanero Diario de La Habana el 19 de diciembre de 1815: "…Hoy miércoles 19 del corriente, si el tiempo lo permite, se ejecutará a beneficio de la Sra. Mariana Galino, la nueva ópera trágica del primer mérito en tres actos, que contiene 17 piezas de música titulada Dido abandonada […] Es uno de los primeros dramas del teatro francés. En el italiano mereció singular aplauso el que compuso el célebre Metastasio, y se cantó en esta ciudad el 12 de octubre de 1776."
Cristóbal Martínez Corrés fue el primer compositor cubano de óperas, pero sus obras, El diablo contrabandista y Don papanero, nunca llegaron a ser estrenadas y no se han conservado hasta el momento presente. Nacido en La Habana en 1822, el compositor y pianista Martínez se radicó en Francia con su familia a los nueve años de edad y posteriormente se trasladó a Italia. Debido a su muerte temprana, una tercera ópera llamada Safo, nunca pasó más allá de una etapa creativa incipiente. Martínez Corrés falleció en Génova, en 1842.
Gaspar Villate y Montes nació en La Habana en 1951 y desde muy temprana edad dio muestras de poseer gran talento musical. Comenzó de niño a estudiar piano con Nicolás Ruiz Espadero, y ya en 1867, con solo 16 años de edad compuso su primera ópera sobre un drama de Victor Hugo, titulada Angelo, tirano de Padua.  Un año más tarde, al comenzar la guerra en 1868, viajó a los Estados Unidos con su familia y al regresar a La Habana en 1871 compuso otra ópera llamada Las primeras armas de Richelieu.
Villate viajó a Francia con el propósito de continuar sus estudios de música en el conservatorio de París, donde recibió clases de Francois Bazin, Victorien de Joncieres y Adolphe Danhauser. El compuso numerosas piezas instrumentales como contradanzas, habaneras, romanzas y valses, y en 1877 estrenó con éxito su ópera Zilia en París, la cual fue más tarde presentada en La Habana, en 1881. Desde entonces Villate concentró sus esfuerzos principalmente en la ópera y compuso obras como La Zarina y Baltazar, estrenadas en La Haya y el Teatro Real de Madrid respectivamente. Se conoce que trabajó en una ópera sobre la vida de Inés de Castro, cuyo manuscrito se ha perdido.
Villate murió en París, en 1891. Poco antes había comenzado a componer un drama lírico llamado Lucifer, del cual se conservan algunos fragmentos.

### 1901 - 1959
Eduardo Sánchez de Fuentes nació en La Habana, en 1874, dentro de una familia de artistas; ya que su padre era escritor, y su madre pianista y cantante. Comenzó sus estudios musicales en el conservatorio Hubert de Blanck y más tarde recibió clases de Ignacio Cervantes y Carlos Anckermann. También obtuvo un título de licenciado en Leyes en 1894. Cuando contaba solo con 18 años de edad, compuso la famosa habanera "Tú", que alcanzó extraordinario reconocimiento internacional, y de la cual ha dicho Alejo Carpentier que es "la más famosa de todas las habaneras".
El 26 de octubre de 1898, Sánchez de Fuentes estrenó en el teatro habanero Albisu su primera ópera, llamada Yumurí, basada en el tema de la colonización de la Isla. En esta, una princesa aborigen se enamora de un apuesto conquistador español, el cual la rapta en el momento de su casamiento con otro personaje indígena, y ambos mueren trágicamente al final de la representación durante un fuerte temblor de tierra. Posteriormente, Sánchez de Fuentes compuso otras cinco óperas: El Náufrago (1901), Dolorosa (1910), Doreya (1918), El Caminante (1921) y Kabelia (1942).

### Desde 1960 hasta el presente
Uno de los compositores más activos y destacados de su época, Sergio Fernández Barroso (también conocido como Sergio Barroso) (1946), es autor de una ópera llamada La forma del camino", la cual posee el título complementario de s-XIV-69 (que significa Siglo XIV – 1969). De una duración aproximada de 60 minutos, esta obra utiliza como argumento una historia extraída del Popol Vuh (el libro sagrado de la cultura Maya) sobre los hermanos míticos Hunahpu e Ixbalanqué. La partitura incluye solistas y coro de nueve voces mixtas, acompañadas por un grupo instrumental y un sistema electroacústico cuadrafónico. La escenografía exige un estrado elevado sobre la posición espacial del coro, cuyos miembros están vestidos de frac, en contraposición al vestuario más casual de los solistas. Todos los cantantes llevan máscaras indias.
Más recientemente se destaca la obra lírica de dos compositores cubanos, Jorge Martín y Louis Franz Aguirre.
Jorge Martín (Compositor) (1959) nació en Santiago de Cuba, estableció su residencia en los Estados Unidos a temprana edad, y estudió composición musical en las Universidades de Yale y Columbia. Ha compuesto tres obras líricas: Beast and Superbeast, una serie de cuatro óperas de un acto cada una, basada en cuentos cortos de Saki; Tobermory, ópera en un acto que obtuvo primer premio en el Concurso de Música de Cámara de la Quinta Bienal de la Asociación Nacional de Opera (USA), y que ha sido presentada en varias ciudades de los Estados Unidos, y Before night falls (Antes que anochezca), una ópera basada en la famosa autobiografía homónima del novelista, dramaturgo, y poeta cubano Reinaldo Arenas, reconocido opositor al gobierno de Fidel Castro.
Louis Franz Aguirre (1968) es actualmente uno de los compositores cubanos más prolíferos y reconocidos a nivel internacional. Su catálogo incluye cuatro obras operísticas: Ebbó  (1998), estrenada el 17 de enero de 1999 en el Brotfabrik Theater de Bonn, Alemania;  Ogguanilebbe  (Liturgia de la Palabra Divina) (2005); estrenada en la Sala del Parlamente de Castello de Udine, Italia; Yo el Supremo (2014) (Sainete Concertante con Dictador en un Acto), primera representación: 27 de octubre de 2015 en el Teatro Galileo de Madrid, España y The way the dead love  (Theogony: an operatic manifest) [Como aman los muertos (Teogonía: Un manifiesto operático)]. Obra comisionada por el Lydenskab Ensemble y financiada por KODA, Dinamarca. Primera representación: 24 de febrero de 2017 en Godsbanen, Aarhus, Dinamarca, como parte del  Århus European Capital of Culture 2017.

## Musicología en Cuba

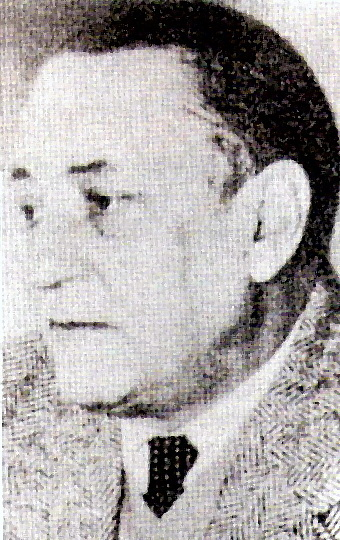
Alejo Carpentier.

A través de los años, la nación cubana ha desarrollado una gran cantidad de estudios musicológicos creados por numerosos investigadores y expertos en esta materia. Aparte del trabajo de algunos autores que brindaron información sobre la música en Cuba durante el siglo XIX, la cual era usualmente incluida en crónicas que trataban sobre temas más generales, las primeras investigaciones y estudios específicamente dedicados al arte y la práctica musical no aparece en Cuba hasta el comienzo del siglo XX.
Una lista de importantes personalidades que han contribuido a la musicología en Cuba incluye a: Fernando Ortiz, Eduardo Sánchez de Fuentes, Emilio Grenet, Alejo Carpentier, Argeliers León, María Teresa Linares, Pablo Hernández Balaguer, Alberto Muguercia y Zoila Lapique.
Una segunda generación de musicólogos después de la Revolución Cubana en 1959 incluye a: Zoila Gómez, Victoria Elí, Alberto Alén Pérez, Rolando Antonio Pérez Fernández y Leonardo Acosta.
Más recientemente, un grupo de jóvenes musicólogos cubanos se ha ganado una merecida reputación por su sólido trabajo en los medios académicos internacionales. Algunos de los miembros más destacados de este grupo son: Miriam Escudero Suástegui, Liliana González Moreno, Iván César Morales Flores y Pablo Alejandro Suárez Marrero.

## Música popular

### Herencia hispana
Es obvio que la primera música popular interpretada en Cuba después de la conquista fue traída por los mismos conquistadores españoles, y lo más probable es que fuera tomada de la música popular española en boga durante el siglo XVI. Desde el siglo XVI hasta el siglo XVIII algunas piezas bailables que surgieron en España fueron asociadas a la América Hispana, o fueron consideradas como originarias de la América Hispana. Algunas de estas canciones con pintorescos nombres como sarabanda, chacona, zambapalo, retambico y gurrumbé, entre otros, compartían un rasgo común, su ritmo característico llamado hemiola o sesquiáltera (en España).

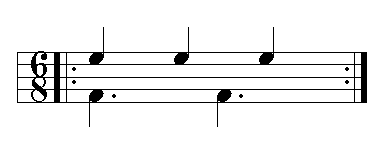
Hemiola vertical.

Este ritmo ha sido descrito como la alternancia o superposición de un metro binario y otro ternario (6/8 + 3/4), y su utilización se había generalizado en el territorio español desde por lo menos el siglo XIII, donde aparece en una de las cantigas de Santa María (Como poden per sas culpas).
La hemiola o sesquiáltera es también un ritmo típico de las tradiciones musicales africanas, tanto del norte como del sur del continente, por lo que es muy probable que las canciones bailables originales que trajeron los españoles a Cuba ya incluyeran elementos de la cultura africana, con los cuales los esclavos que llegaron posteriormente a la isla ya se encontraban familiarizados, y fueron utilizados por estos para crear nuevos géneros criollos.
El conocido son de la Ma Teodora, una antigua canción cubana, así como los primeros géneros cubanos autóctonos, el punto y el zapateo, muestran el ritmo de la sesquiáltera en su acompañamiento, lo que sugiere una marcada relación de estos con las canciones bailables españolas de los siglos XVI al XVIII.

## Música campesina

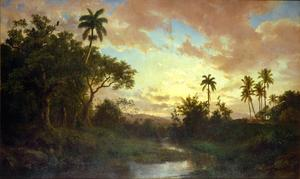
Paisaje rural cubano

Parece ser que el punto y el zapateo fueron los primeros géneros musicales autóctonos de la nación cubana. A pesar de que la primera partitura de un zapateo criollo no se publicó sino hasta 1855, en el “Álbum Regio de Vicente Díaz de Comas”, es posible encontrar referencias acerca de la existencia de estos desde mucho antes. Sus características estructurales han sobrevivido casi inalteradas durante un período de más de doscientos años, y son usualmente considerados los géneros más típicamente hispanos de la música popular cubana.
Los musicólogos cubanos María Teresa Linares, Argeliers León y Rolando Antonio Pérez coinciden en afirmar que el punto y el zapateo están basados en las canciones bailables españolas (como la Chacona y la Sarabanda) que arribaron primeramente a las más importantes ciudades, como La Habana y Santiago de Cuba, y luego se diseminaron a través de las áreas rurales, donde fueron adoptadas y modificadas por la población campesina.

### Punto guajiro
Punto guajiro o punto cubano o simplemente punto es un género poético-musical que emerge en las zonas occidentales y centrales de Cuba durante el siglo XVII. Aunque parece proceder de Andalucía, el punto es un verdadero género cubano debido a sus modificaciones criollas.
El punto es ejecutado por un grupo que incluye varios instrumentos de cuerda punteada, tales como el tiple (una guitarra de afinación aguda ahora en desuso), la guitarra española, el tres cubano, y el laúd. La palabra punto se refiere al uso de técnicas de "punteado", en contraposición al "rasgueado". También se utilizan algunos instrumentos de percusión como la clave, el güiro y el guayo (una raspadera metálica). Los cantores se separan en grupos contendientes e improvisan sus textos y melodías.
Ellos cantan melodías predeterminadas o "tonadas" que están basadas en un metro de diez versos llamado décima, e insertan ciertos segmentos instrumentales entre sus improvisaciones para dar tiempo al contendiente a preparar su próximo verso. Algunas composiciones antiguas fueron grabadas y publicadas, así como los nombres de los improvisadores. A partir del año 1935, el punto alcanzó su punto más alto de popularidad en la radio nacional.
El punto fue uno de los primeros géneros cubanos en ser grabados por compañías norteamericanas al comienzo del siglo XX, pero al pasar el tiempo decayó el interés y se realizó poco esfuerzo para continuar grabando los programas radiales en vivo. Una entusiasta de este género, la estenógrafa Aida Bode, copió muchos versos mientras eran transmitidos y finalmente, en 1997, sus transcripciones se publicaron en forma de libro.
Celina González y Albita Rodríguez cantaron punto al comienzo de sus respectivas carreras, demostrando que el género todavía sobrevive. Celina tuvo una de las más bellas voces de la música popular, y su grupo acompañante llamado Campo Alegre fue magnífico. Para algunos aficionados, en cambio, el Indio Naborí (Sabio Jesús Orta Ruiz, n. 30 de septiembre de 1922) es el máximo exponente del punto por sus décimas, las cuales compuso diariamente para el radio y los periódicos. Él publicó inclusive varias colecciones de poesía, mucha de la cual posee una inclinación política relacionada con la nueva trova.

### Zapateo

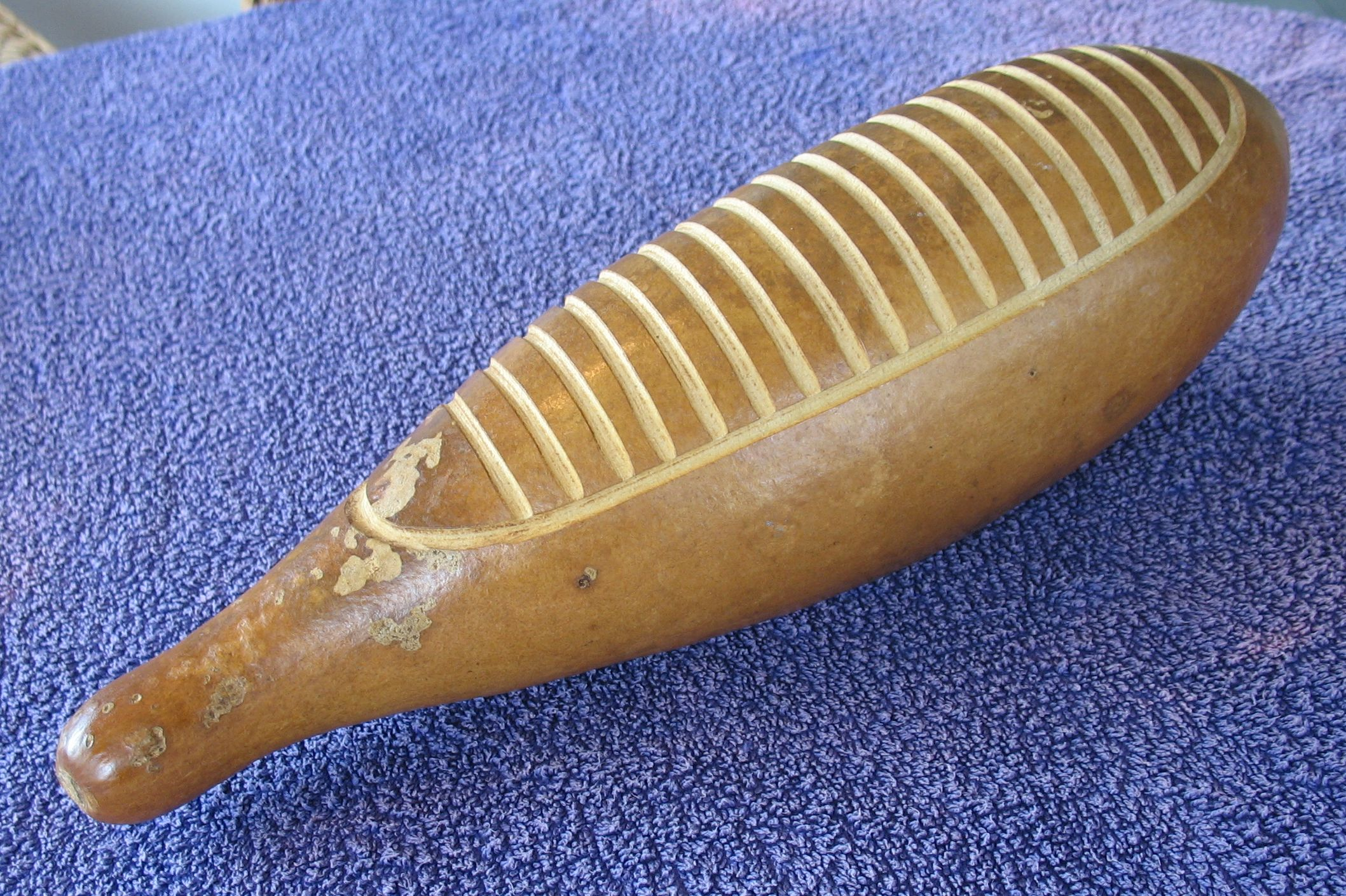
Güiro cubano

El zapateo es una danza típica del “campesino” o “guajiro” cubano, de origen español. Se baila en parejas que “zapatean” golpeando el piso levemente con los pies, y donde el papel del hombre es más activo que el de su contrariarte femenina. Existen ilustraciones de siglos anteriores y el baile sobrevive, cultivado por grupos folclóricos como un género fósil. La danza es acompañada por tiple, guitarra y güiro en un tiempo combinado de 6/8 y 3/4 (llamado Hemiola), el cual es acentuado en la primera de cada tres corcheas.

### Guajira
La guajira es un género de canción cubana similar al punto cubano y la criolla. Las guajiras contienen textos bucólicos y referencias al campo de Cuba similares a los de la décima. El metro es una combinación de 6/8 y 3/4 (Hemiola). Según Eduardo Sánchez de Fuentes, su primera sección está usualmente en tono menor y la segunda en tono mayor.
El término guajira se utiliza ahora principalmente para describir a una canción lenta en 4/4, que consiste en una fusión de elementos del son y la antigua guajira. Guillermo Portabales fue el más importante representante (cantante-guitarrista) de este género.

### Criolla
La criolla es un género de la música cubana que está estrechamente relacionado con la música de los coros de clave y el género de la música popular cubana llamado clave.
El género llamado clave, el cual llegó a ser muy popular en el Teatro Vernáculo, fue creado a partir del estilo musical de los Coros de Clave por el compositor Jorge Anckermann, y este, a su vez sirvió como punto de partida para la de un nuevo género: la criolla. Según el musicólogo Helio Orovio, Carmela, la primera criolla fue compuesta en 1909 por Luis Casas Romero, que también compuso otra de las criollas más famosas de todos los tiempos, El Mambí.

## Herencia africana

### Origen de los grupos africanos en Cuba
Evidentemente, el origen de grupos africanos en Cuba está relacionado con la larga historia de esclavitud en la Isla. En comparación con los Estados Unidos, la esclavitud en Cuba comenzó mucho antes y continuó durante décadas después. Cuba fue el último país de América en abolir la importación de esclavos y el penúltimo en decretar la liberación de los esclavos. En 1807 el Parlamento Británico prohibió la esclavitud, y a partir de ahí la Marina británica actuó con el propósito de interceptar los navíos portugueses y españoles dedicados a la trata de esclavos. En 1860 el trasiego con Cuba fue casi extinguido; el último barco de esclavos llegado a la Isla fue en 1873. La abolición de la esclavitud fue anunciada por la Corona Española en 1880, y se puso en vigor en 1886. Dos años más tarde, Brasil también abolió la esclavitud.

### Organización subsiguiente
Las raíces de la mayoría de las formas musicales afro-cubanas se encuentran en los Cabildos, los cuales fueron asociaciones autoorganizadas por los esclavos africanos, donde se separaron en grupos de acuerdo a su cultura original. Esto se organizaron principalmente en cuatro grupos: los Yoruba (Lucumí en Cuba); los Congos, los Dahomeyanos (Fon o Arará) y los Carabalíes de Calabar.
Los Cabildos preservaron sus tradiciones culturales, incluso antes de la abolición en 1886. Al mismo tiempo, las religiones africanas fueron transmitidas de generación en generación en Cuba, Haití, así como otras islas caribeñas y Brasil. Esas religiones, que poseían una estructura similar, pero no idéntica, fueron conocidas como Lucumí o Regla de Ocha (de origen Yourba), Palo (de África central), Vodú en Haití, entre otras. El término “Santería” fue utilizado inicialmente para denominar la fusión de las deidades africanas con santos católicos, especialmente por personas que fueron bautizadas e iniciadas, y que eran honestos practicantes de ambas religiones. Algunas personas ajenas a la prácitca lo han utilizado más tarde de forma indiscriminada y se ha convertido en un término generalizado, tal como el de la “salsa” en la música.

### Música ritual africana en Cuba
Todas las culturas africanas poseían sus tradiciones musicales individuales, las que han sobrevivido de forma errática hasta el momento presente, no siempre en detalle, pero en un estilo general. Las mejores preservadas son las de las religiones politeístas, cuyos cantos, danzas y otras manifestaciones se han conservado bastante bien, al menos en Cuba. Los antiguos lenguajes originales africanos se han preservado, como en la religión Lucumí, mientras que en África las lenguas han continuado evolucionando. Lo que verdaderamente unifica a todas las formas genuinas de música africana es la polirritmia en la percusión, el estilo de solista y coro en el canto y las formas típicas de danza, así como la ausencia de instrumentos árabes o europeos.

### Rituales Yoruba, Congolés (Bantú) y Carabalí
Las tradiciones religiosas de origen africano han sobrevivido en Cuba y constituyen la base de la música ritual, los cantos y las danzas diferentes de los de la música profana o seglar. La religión de origen Yoruba es llamada Lucumí o Regla de Ocha, la de origen congolés es conocida como Palo o Palo-Monte, y la Carabalí se denomina Abakuá o Ñáñigo. También en la región oriental se conservan algunas formas de religión haitiana, las cuales poseen sus propios rituales, música e instrumentos. .

### Clave

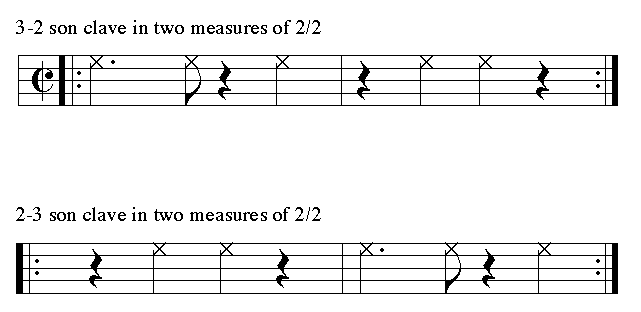
Ritmo de clave y.

El patrón rítmico de la “Clave” es utilizado como guía para la organización temporal en géneros de la música afro-cubana, tales como la Rumba, la Conga, el Son, el Mambo, la Salsa, el Jazz Latino, el Songo y la Timba. Este patrón de cinco tiempos (distribuido en grupos de 3 + 2 o 2 + 3 pulsaciones) constituye la estructura esencial de muchos ritmos afro-cubanos. Así como una piedra angular sostiene la estructura de un arco, el patrón de la Clave mantiene la cohesión rítmica en la música afro-cubana. El patrón de la Clave se origina en las tradiciones de la música subsahariana. El patrón se encuentra también en las músicas de la diáspora africana, en la percusión del vudú haitiano, y la música afro-brasileña. El patrón de la Clave es también utilizado en la música norteamericana como motivo rítmico u ostinato, o simplemente como ornamentación.

### Carnaval Cubano
\

### Tumba Francesa
Los inmigrantes franco-haitianos que escaparon de la revolución durante finales del siglo XVIII se asentaron en la provincia de Oriente y establecieron su propio estilo de música afro-haitiana conocida como Tumba Francesa, en la cual utilizan sus propios tipos de tambor, así como sus cantos y danzas. Este género representa el más antiguo y tangible enlace a la herencia afro-haitiana en la provincia de Oriente en Cuba, el cual se desarrolló a partir de una fusión de la música tradicional francesa y la de Dahomey en el Oeste de África. Este género fósil ha sobrevivido hasta nuestros tiempos en Santiago de Cuba y Haití, ejecutado por grupos folclóricos especializados.

## Contradanza cubana
La Contradanza cubana es una importante precursora de otras diversas danzas populares. Esta llegó a Cuba durante el siglo XVIII desde Europa, donde había surgido primeramente como la “country dance” inglesa, y después como la “contredance” francesa. El origen del nombre es una variante del término en inglés. Según el Oxford English Dictionary: “La teoría de Littré de que ya existía una contradanza francesa en el siglo XVII, con la cual el término en inglés se confundía y se utilizaba paralelamente no es sostenible; no se ha encontrado ninguna traza de este nombre en Francia antes de su aparición como una adaptación del inglés. Pero nuevas danzas de este tipo fueron creadas en Francia e introducidas después en Inglaterra con el nombre afrancesado.” Manuel Saumell compuso más de cincuenta contradanzas cubanas (en 2/4 y en 6/8), en las cuales demostró una sorprendente inventiva tanto rítmica como melódica.
La contradanza es una danza de grupo, cuyas figuras se ajsutan a un patrón predeterminado. La selección de las figuras para una danza en particular era determinada por un maestro de ceremonias o guía de la danza. Su forma estaba compuesta por dos partes de 16 compases cada una, que eran baliadas en forma de hileras dobles o grupos. El tempo y el estilo de la música era bastante rápido y alegre.
La primera versión criolla cubana de una contradanza apareció publicada en La Habana en 1803 y fue nombrada "San Pascual Bailón". Esta versión muestra por primera vez el conocido ritmo de tango o habanera que la diferencia de la contradanza europea. Los cubanos desarrollaron una serie de versiones criollas de las figuras, como paseo, cadena, sostenido y cedazo. La criollización de la contradanza es un ejemplo temprano de la influencia de las tradiciones africanas en el Caribe. La mayoría de los músicos cubanos eran negros o mulatos (incluso a principios de siglo XIX había muchos esclavos libres y mestizos que vivían en las poblaciones de Cuba). Según un comentario de la condesa de Merlin en 1840: "Las mujeres de La Habana tienen una furioso apetito por el baile, y pasan noches enteras elevadas, agitadas, como locas y derramando sudor hasta que caen exhaustas."

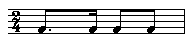
Ritmo de Tango o Habanera.

La contradanza suplantó al minueto como la danza más popular desde 1842, y dio paso a la habanera, un estilo de canción basada en el mismo ritmo y estilo que la contradanza.

### Danza
Este género, descendiente de la Contradanza cubana, se bailaba también en hileras o grupos y era igualmente un ágil estilo de música y danza en ritmo binario o ternario. Un “paseo” repetido de 8 compases era seguido por dos secciones de 16 compases llamadas primera y segunda. Uno de los más famosos compositores de danzas fue Ignacio Cervantes, cuyas 41 Danzas cubanas son un referente en cuanto al nacionalismo musical. Este tipo de danza acabó siendo sustituido por el danzón, que al igual que la habanera era más lento y tranquilo.

### Habanera
Artículo principal: Habanera
La Habanera se desarrolla a partir de la contradanza durante el siglo XIX. Su principal novedad fue que esta era cantada, así como tocada y bailada. Escrita en compás de 2/4 se caracteriza por su expresivo y lánguido desenvolvimiento melódico, así como por su ritmo típico, llamado “ritmo de habanera”.
La danza de la habanera era más lenta que la de la danza. Hacia 1840, muchas habaneras fueron compuestas, cantadas y bailadas en México, Venezuela, Puerto Rico, y España. Desde aproximadamente el año 1900 la Habanera ha pasado a ser un género fósil, pero existen famosas composiciones posteriores, tales como la habanera Tú de Eduardo Sánchez de Fuentes, que ha sido grabada en múltiples versiones.
El género de la habanera han aparecido en la música de Ravel, Bizet, Saint-Saëns, Debussy, Fauré y Albeniz. Su ritmo es similar al del tango, y por consiguiente, algunos piensan que la habanera es el más directo ancestro del tango.

## Danzón

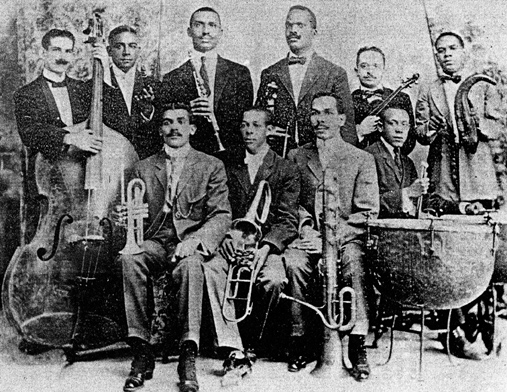
Orquesta Enrique Peña. Peña sentado a la izquierda, Barreto (violín) y Urfé (clarinet)

La influencia europea en la música cubana más reciente está representada por el danzón, una elegante forma musical que una vez fue más popular que el son en Cuba. Este es un descendiente de la criolla contradanza cubana. El danzón marca el cambio de la danza de grupos de finales del siglo XVIII a la moderna danza de parejas. El estímulo para este cambio fue el éxito del, una vez considerado escandaloso, vals, donde las parejas danzaban una frente a la otra, independiente de las demás parejas y sin formar parte de una estructura predeterminada. El danzón fue la primera danza cubana en adoptar esos métodos, aunque existe una diferencia entre estas dos danzas. El vals es una danza de salón donde las parejas se mueven en círculos en dirección contraria a las manecillas del reloj, mientras que el danzón es un baile de “pañuelo de bolsillo”, en la cual las parejas se mantienen dentro de una reducida área del salón.
El danzón fue desarrollado por Miguel Faílde en Matanzas, y su fecha oficial de origen es el año de 1879. La orquesta de Failde era un formato instrumental que se conoce como Orquesta típica, el cual se derivaba de las bandas militares e incluía varios instrumentos de viento metal, violines y un timbal cóncavo. El desarrollo posterior del formato de “charanga francesa” era más apropiado para la danza de salón y todavía es popular en Cuba y otros países. La charanga utiliza una flauta, varios violines, violonchelo y contrabajo, así como un piano, timbal cubano (paila) y güiro.

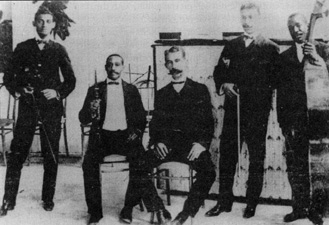
Charanga de Antonio (Papaíto) Torroella (1856–1934)

Con el transcurso del tiempo el danzón adquirió otras características de origen afro-cubano, tales como la inclusión del Montuno, un estribillo sincopado que es repetido y variado durante un período indeterminado de tiempo. La adición de este elemento estructural a la forma del danzón ha sido atribuida a José Urfé, quien lo introdujo en su danzón titulado El bombín de barreto (1910). Tanto el danzón como el formato de la “charanga” han ejercido una importante influencia en el desarrollo de géneros posteriores.
El danzón fue exportado con gran éxito a otros países de la América Latina, y especialmente a México. Actualmente el danzón clásico es una reliquia, pero sus descendientes sobreviven en formatos orquestales que Faílde y Urfé difícilmente podrían reconocer, como la orquesta Van Van fundada por Juan Formell.

### Danzonete
Los primeros danzones eran puramente instrumentales. El primero en introducir una parte vocal en un danzón fue Aniceto Díaz (en Matanzas, 1927) creando de esa manera un nuevo género llamado danzonete. Ese primer danzonete fue titulado “Rompiendo la rutina” . Más tarde, en 1935, el famoso cantante negro Barbarito Diez se unió a la charanga de Antonio María Romeu, con el que grabó numerosos danzonetes. Todas las variantes posteriores del danzón han incluido partes vocales.

## Guaracha

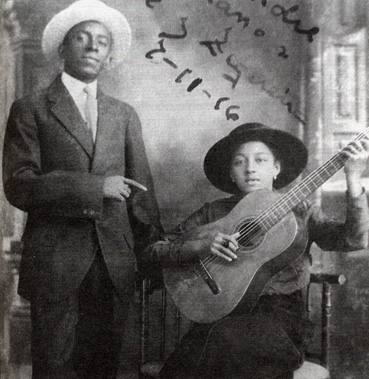
María Teresa Vera & Rafael Zequeira

El 20 de enero de 1801, Buenaventura Pascual Ferrer publica en el periódico El Regañón de La Habana un comentario en el que se refiere a ciertos cantos que “corren por ahí en boca del vulgo”. Entre estos menciona una guaracha llamada “La Guabina”, de la cual dice: “en la boca de los que cantan sabe a cuantas cosas puercas, indecentes y majaderas se pueda pensar…” Más tarde, en fecha indeterminada, aparece publicada La Guabina entre las partituras impresas en La Habana durante el siglo XIX .
Por los comentarios publicados en El Regañón de La Habana, podemos inferir que aquellas canciones se encontraban muy en boga entre la población habanera de esa época, ya que en el mismo artículo mencionado anteriormente dice el comentarista: “…pero sobre todo, lo que me ha incomodado más ha sido la libertad con que se entonan por esas calles y en muchas casas una porción de cantares donde se ultraja la inocencia, se ofende la moral… por muchos individuos no sólo de la más baja extracción, sino también por algunos en quienes se debería suponer una buena crianza…”  Es decir, que aquellas guarachas de contenido bastante atrevido al parecer ya eran cantadas por los más diversos sectores de la población habanera.
Alejo Carpentier menciona en su libro La música en Cuba, citando a Buenaventura Pascual Ferrer, que a principios del siglo XIX se daban en La Habana hasta cincuenta bailes diarios, donde se tocaba y cantaba la famosa guaracha, junto a otras danzas de moda.
La guaracha es un género de tempo rápido y letras cómicas o picarescas. Este fue originado a fines del siglo XVIII, y durante principios del siglo XX era frecuentemente ejecutado en burdeles y otros lugares de La Habana. Sus textos estaban llenos de frases populares y se referían frecuentemente a sucesos que aparecían en los periódicos de la época. Rítmicamente la guaracha exhibe una serie de combinaciones rítmicas, tales como 6/8 con 2/4.
Muchos de los trovadores, como Manuel Corona (quien trabajó en un área de burdeles en La Habana), compusieron y cantaron guarachas como balance de los más lentos boleros y canciones. El contenido satírico de sus textos también concordaba con los del son, y muchas agrupaciones tocaban ambos géneros. A mediados del siglo XX este estilo fue adoptado por los “conjuntos” y grandes bandas. Hoy día, parece haber desaparecido como un género musical y ha sido asimilado por el vasto concepto de la música “salsa”. Los músicos que dominan la guaracha e improvisan son llamados “guaracheros” o “guaracheras”.

## Teatro Musical

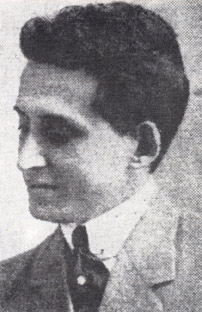
Adolfo Colombo

Desde al menos el siglo XVIII hasta nuestra época, los formatos del teatro musical han utilizado y dado origen a diversas formas de música y danza. Muchos compositores y músicos famosos se dieron a conocer a través de este medio teatral, y muchas piezas importantes fueron estrenadas en los escenarios. Además de montar algunas óperas y operetas europeas, los músicos cubanos desarrollaon gradualmente ideas originales que pudieran complacer a su audiencia. Las grabaciones fueron un medio mediante el cual la música cubana llegó a alcanzar una difusión internacional. El artista cubano más grabado hasta el año 1925 fue un cantante del teatro Alhambra llamado Adolfo Colombo. Los récords muestran que él grabó cerca de 350 números entre 1906 y 1917. Las últimas dos grabaciones de Colombo fueron realizadas en 1929.
El primer teatro de La Habana fue inaugurado en 1776, y la primera ópera cubana fue compuesta en 1807. El Teatro Musical adquirió una gran importancia durante el siglo XIX y la primera mitad del siglo XX; su significación solo comenzó a decaer con el cambio del clima político y social en la segunda mitad del siglo XX. El radio, que comenzó en Cuba en 1922, contribuyó al desarrollo de la música popular debido a que sirvió como medio de promoción y fuente de ingresos para los artistas.

### Zarzuela
La zarzuela es básicamente una forma de opereta ligera y en una escala más reducida. Partiendo de la zarzuela española, esta evolucionó hasta convertirse en un vehículo para comentar los eventos políticos y sociales de Cuba. La zarzuela ostenta la distinción de haber sido el primer género musical cubano que fue perpetuado en grabaciones: la soprano Chalía Herrera (1864-1968) fue la primera artista cubana que realizó grabaciones en el extranjero. Ella grabó números de la zarzuela “Cádiz” en cilindros no numerados durante el año 1898.

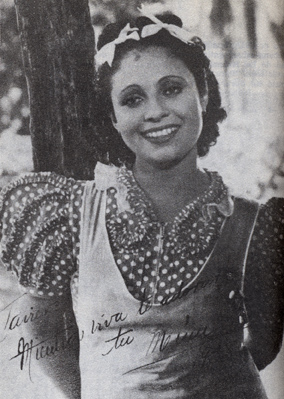
Rita Montaner en 1938 durante el rodaje de El romance del palmar

La zarzuela cubana alcanzó su mayor desarrollo durante la primera mitad del siglo XX. Un grupo de importantes compositores tales como Gonzalo Roig, Ernesto Lecuona y Rodrigo Prats produjeron una serie de éxitos para los teatros Regina y Martí en La Habana. Grandes estrellas como la “vedette” Rita Montaner, que podía cantar, tocar el piano, bailar y actuar fueron los equivalentes cubanos de la Mistinguett y Josephine Baker en París. Alguna de las zarzuelas más conocidas fueron La virgen morena (E. Grenet), La niña Rita (Grenet y Lecuona), María la O, El Batey y Rosa la China (Lecuona), La Habana de noche (G. Roig), Amalia Batista y La perla del Caribe (R. Prats) y sobre todo Cecilia Valdés, basada en la más famosa novela cubana del siglo XIX, con música de Gonzalo Roig y libreto de Prats y Agustín Rodríguez). Algunos artistas que se dieron a conocer a través del teatro lírico fueron Caridad Suárez, María de los Ángeles Santana, Esther Borja e Ignacio Villa (Bola de Nieve).
Sin duda la más destacada diva del teatro lírico cubano fue Maruja González, la cual nació de padres españoles en Mérida, Yucatán, en 1904, y falleció en Miami, Florida, en 1999. Maruja González Linares viajó de Cuba a Estados Unidos a una temprana edad. Estudió técnicas vocales en Cuba y debutó en 1929 como cantante lírica con la compañía de Ernesto Lecuona. González actuó en varios teatros de La Habana antes de viajar en una gira a través de los Estados Unidos, y a su regreso a La Habana interpretó en esa ciudad La bayadera y La viuda alegre. A comienzos de los años treinta ella firmó varios contratos para cantar en América Latina y España. Maruja González contrajo matrimonio con Paco Suárez. Desde el comienzo de la Revolución Cubana estableció su residencia en el extranjero y nunca regresó a su país de origen.

### Teatro bufo
El teatro bufo cubano es una forma de comedia, directa y satírica, con personajes populares que pueden ser encontrados frecuentemente entre la población. El bufo tiene su origen entre 1899 y 1815 y parte de la tonadilla escénica española, que desde aquel momento comenzó a desaparecer de La Habana. Francisco Covarrubias, llamado “el caricato” (1775-1850) ha sido reconocido como su iniciador.
La guaracha ocupó un lugar predominante en el desarrollo del teatro vernáculo cubano, cuya aparición durante el siglo XIX coincide con la emergencia de los primeros géneros musicales autóctonos como la guaracha y la contradanza. Desde 1812, Francisco Covarrubias sustituyó en sus piezas teatrales los personajes de la tonadilla escénica española con tipos criollos como los guajiros, monteros, carreteros y peones. Estas transformaciones estructurales estuvieron también asociadas a ciertos cambios en el acompañamiento musical de las piezas. De esa manera, las Jácaras, tiranas, boleros y villancicos españoles fueron sustituidos por guarachas décimas y canciones cubanas.
El argot de los negros y los barrios bajos fue utilizado en muchas guarachas de la época, tal como en el siguiente ejemplo:
¡Una mulata me ha muerto!
¿Y no prenden a esa mulata?
Como ha de quedar hombre vivo
si no prenden a quien mata.
La mulata es como el pan;
se debe comer caliente,
que en dejándola enfriar
¡ni el diablo le mete el diente!

### Otras formas teatrales
El teatro vernáculo cubano incluyó también otros géneros. Formatos como el del music hall británico o el vaudeville estadounidense, donde se ofrecía a la audiencia un potpurrí de cantantes, comediantes, bandas, sketches teatrales y actos especiales, fueron utilizados. Incluso en los cines, durante la presentación de películas silentes aparecían en los intermedios cantantes e instrumentistas, y un pianista tocaba durante las presentaciones de las películas. Bola de Nieve y María Teresa Vera tocaron en los cines en sus comienzos. El burlesque también fue común en La Habana antes de 1960.

## Los Negros Curros

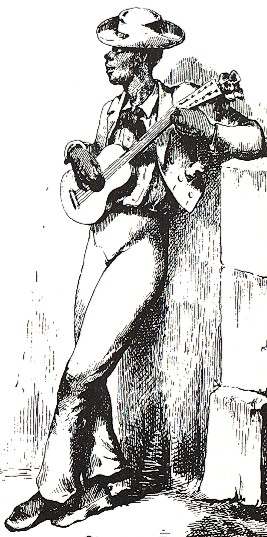
Negro Curro Juan Cocuyo.

En referencia a la emergencia de la guaracha, e incluso más tarde, a la de la rumba urbana en La Habana y Matanzas, es necesario señalar al importante y pintoresco sector social de los "Negros Curros”. Compuesto por negros libres que habían arribado a La Habana desde Sevilla en una fecha indeterminada del siglo XVIII, este grupo se integró a la población de negros y mulatos que vivían en las zonas marginales de la ciudad.
El escritor costumbrista cubano José Victoriano Betancourt los describe durante el siglo XIX como sigue: “Los curros tenían una fisonomía peculiar, y bastaba verles para clasificarlos por tales: sus largos mechones de pelos trenzados, cayéndoles sobre el rostro y cuello a manera de grandes mancaperros, sus dientes cortados [en punta] a la usanza carabalí, la camisa de estopilla bordada de candeleros, sus calzones blancos casi siempre, o de listados colores, angostos por la cintura y anchísimos de piernas, el zapato de cañamazo, de corte bajo con hebilla de plata, la chupa de olancito de cortos y puntiagudos faldones, el sombrero de paja afarolado, con luengas, colgantes y negras borlas de seda, y las gruesas argollas de oro que llevan en las orejas, de donde cuelgan corazones y candados del mismo metal, forman el arreo que sólo ellos usan; conóceseles además por el modo de andar contoneándose como si fueran de gonces, y meneando los brazos adelante y atrás; por la inflexión singular que dan a su voz, por su locución viciosa, y en fin, por el idioma particular que hablan, tan físico y disparatado, que a veces no se les entiende; tales eran los curros del Manglar…”),”
El curro se dedicaba a la vida fácil, el robo y el proxenetismo, mientras que su compañera la “curra”, llamada también “mulata de rumbo”, ejercía la prostitución. Según Carlos Noreña, esta se distinguía por el uso de “mantas de burato de prolija labor y de trenzados caireles, por las cuales pagaban nueve y diez onzas oro”, así como por su “chancleteo sui generis”.
Pero los Curros también proveían entretenimiento, incluyendo canciones y danzas, a los miles de españoles que llegaban a la Isla cada año en los galeones que seguían la llamada “Carrera de Indias”, una ruta establecida por la Corona Española para la navegación de sus flotas con el propósito de evitar los ataques de piratas y corsarios, y que permanecían en La Habana durante varios meses antes de partir de nuevo hacia Sevilla. 
Habiendo estado sujetos a la influencia cultura tanto de España como de África desde su nacimiento, se supone que ellos hayan jugado un importante papel en el proceso de criollización del prototipo original de copla-estribillo que dio origen a la guaracha cubana. EL Negro Curro y su compañera, la Mulata de Rumbo (Negra Curra) desparecieron desde mediados del siglo XIX integrándose a la población general de La Habana, pero sus pintorescas imágenes sobrevivieron en prototipos sociales que se manifestaron en los personajes del Teatro Bufo.
Las famosas “Mulatas de Rumbo” Juana Chambicú y María La O, así como los negros “Cheches” (guapos) José Caliente “que al que se presente lo raja por la mitad”, Candela, “negrito de rompe y raja, que con el cuchillo vuela y corta con la navaja”, y el negro curro Juan Cocuyo, estuvieron indisolublemente ligados a la imagen y el ambiente característico de la guaracha y la rumba. .

## Rumba

### Guaracha y rumba
La palabra rumba es un término abstracto que ha sido aplicado con diferentes propósitos a una amplia variedad de temas durante largo tiempo. Desde un punto de vista semántico el término rumba puede ser incluido en un grupo de palabras con similar significado tales como conga, milonga, bomba, tumba, samba, bamba, mambo, tambo, tango, cumbé, cumbia y candombe. Todas ellas denotan un origen congolés debido a la utilización de combinaciones de sonidos tales como mb, ng y nd, que son típicos del complejo lingüístico Níger-Congo.
Quizás el más antiguo y general de sus significados es el de “fiesta” u “holgorio”. Ya durante la segunda mitad del siglo XIX podemos encontrar esta palabra utilizada varias veces con el propósito de representar una fiesta en un cuento corto llamado “La mulata de rumbo”, del folklorista cubano Francisco de Paula Gelabert: “…más gozo yo y me divierto en una rumbita con las de mi color y de mi clase…”, o  “Leocadia iba a acostarse, como había dicho, nada menos que a las doce del día, cuando llegó a la casa uno de sus amigos de rumbas, acompañado de otro joven que iba a presentarle…”. Según Alejo Carpentier “…es significativo el hecho de que la palabra rumba haya pasado al lenguaje del cubano como sinónimo de holgorio, baile licencioso, juerga con mujeres del rumbo.”
Como ejemplo pudiéramos mencionar las fiestas de Yuka y Makuta, y los changüises en Cuba, así como la milonga y el tango en Argentina, donde la palabra rumba fue originalmente utilizada para denominar una reunión festiva; y con el trascurso del tiempo se usó para nombrar los géneros de música y danza correspondientes a estas festividades.
Algunos académicos han señalado que en cuanto a la utilización de los términos rumba y guaracha, nos encontramos ante un caso de sinonimia, es decir, del uso de dos palabras diferentes para nombrar una misma cosa. En el siguiente comentario de María Teresa Linares se pone en evidencia la imprecisión de los términos rumba y guaracha en cuanto al propósito de definir un género musical específico, cuando nos dice que: “…en los primeros años de este siglo [XX], se mantenían al final de las obras del teatro vernáculo, unos fragmentos musicales que cantaban los propios autores y que se les llamó rumba final…” y continúa explicando que estas… “eran ciertamente guarachas.”
A lo que se pudiera añadir que a las piezas musicales que cerraban las obras se les podía haber llamado indistintamente rumbas o guarachas, ya que estos términos no indicaban ninguna diferencia genérica o estructural entre ellas. Linares también dice en referencia a este tema: “Se conservan grabaciones de los artistas del Teatro Alhambra de guarachas y rumbas que no se diferenciaban entre sí en el acompañamiento de las guitarras –cuando se trataba de un pequeño grupo, dúo o trío- o por la orquesta del teatro o piano. Las etiquetas de los discos decían: diálogo y rumba”

### Rumba urbana

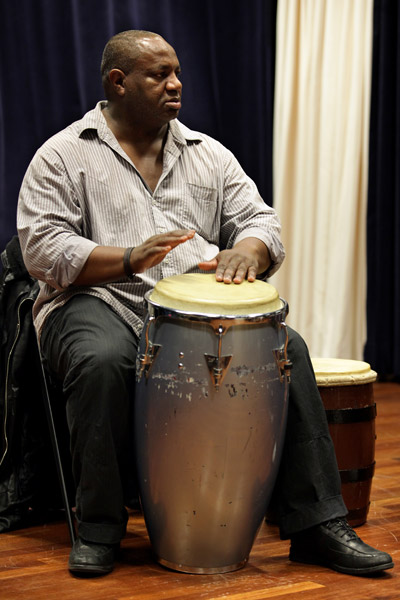
Tocador de tambor de Rumba

La rumba urbana, también llamada rumba de solar o rumba de cajón, es una amalgama de varias tradiciones musicales y danzarias africanas, combinadas con influencias hispanas. De acuerdo con el musicólogo cubano Argeliers León: “En la fiesta que constituyó una rumba concurrieron, pues, determinados aportes afroides, pero convergieron también otros elementos, de raíz hispánica, que habían sido incorporados ya a las expresiones que aparecían en la nueva población que surgía en la Isla
La rumba de cajón es un estilo de música seglar que surge en los muelles y las áreas menos prósperas de la Habana y Matanzas. En sus comienzos, los ejecutantes de la Rumba utilizaron un trío de cajones de madera para tocar, los cuales fueron sustituidos más tarde por tambores, similares en su apariencia a las congas o tumbadoras. El tambor más agudo es llamado “quinto”, el de tesitura media “macho” o “tres-dos”, debido a que su ritmo esencial está basado en el patrón de la clave cubana, y el más grave es llamado “hembra o salidor”, porque usualmente comenzaba o “rompía” la Rumba.

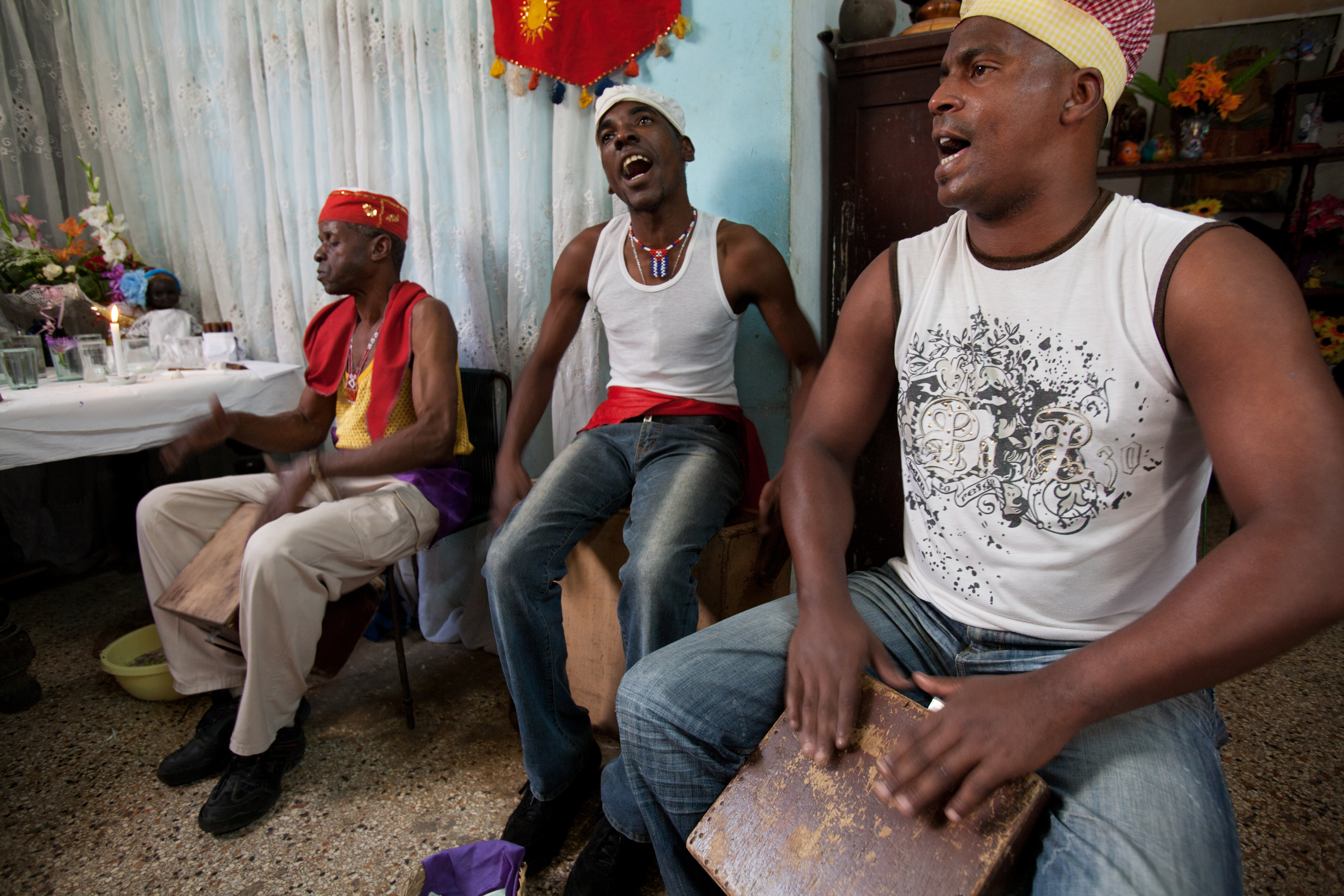
Rumberos

En el conjunto instrumental de la rumba también se utilizan dos palillos para golpear una pieza hueca de bambú llamada “guagua” o “catá”, así como las claves cubanas, el güiro y unas sonajas de origen bantú llamadas “nkembi”.
La parte vocal de la Rumba corresponde a una versión modificada del antiguo estilo español de “copla y estribillo”, incluyendo una sección llamada “montuno” que pudiera ser considerada como un estribillo ampliado o desarrollado, el cual constituye una sección independiente donde se utiliza frecuentemente el conocido estilo de “pregunta y respuesta”, tan característico de las tradiciones musicales africanas.
De los múltiples estilos que comenzaron a aparecer a fines del siglo XIX, llamados del “Tiempo’España”, tales como la tahona, la jiribilla, el palatino, y la resedá, solo tres formas de Rumba han sobrevivido: la columbia, el guaguancó, y el yambú. La columbia, ejecutada en 6/8, es comúnmente una danza interpretada por un solista masculino. Esta es rápida y ágil, e incluye movimientos agresivos y acrobáticos. El guagancó es bailado por un hombre y una mujer, y simula la persecución sexual del macho a la hembra. El yambú, que es acutualmente una reliquia, representa la burlesca imitación de un par de ancianos que danzan lentamente. Todas las formas de Rumba son acompañadas por cantos apoyados por el conjunto de percusión.
La rumba de solar o rumba de cajón es hoy día un género fósil que puede ser visto en Cuba en las presentaciones de grupos profesionales que se dedican al cultivo de este género. También existen grupos de aficionados radicados en las llamadas “Casas de Cultura”, y en centros de trabajo. Como todos los aspectos de la sociedad en Cuba, las actividades musicales y danzarias son organizadas por el estado a través de Ministerios y otros organismos.

### Coros de Clave
Los Coros de Clave fueron agrupaciones corales populares que surgieron a fines del siglo XIX en La Habana y otras ciudades de Cuba.
El gobierno colonial de Cuba solo permitió que los negros, libres o esclavos, cultivaran sus tradiciones culturales dentro de los límites de ciertas sociedades de ayuda mutua, cuya fundación se remonta al siglo XVI. Según David H. Brown, aquellas sociedades, llamadas cabildos, “proveían en caso de enfermedad o muerte, celebraban misas para los difuntos, colectaban fondos para la liberación de sus miembros de la esclavitud, organizaban regularmente danzas y actividades recreativas los domingos y días de fiesta, y patrocinaban misas, procesiones y bailes de carnaval alrededor del ciclo anual de festivales católicos.”
En los locales de los Cabildos de algunos barrios de La Habana, Matanzas, Sancti Spiritus y Trinidad, se organizaron durante el siglo XIX unas agrupaciones corales que realizaban actividades competitivas, y que en ocasiones eran visitadas por las autoridades locales y vecinos, los cuales les brindaban propinas y otros regalos El nombre Coros de Clave proviene muy probablemente del principal instrumento con que se acompañaban esas actividades corales, las Claves cubanas, que ejecutaba el ritmo principal de sus cantos.
El acompañamiento de los coros incluía una guitarra y la percusión era ejecutada sobre la caja de resonancia de un banjo estadounidense sin cuerdas, debido a que estaba prohibido tocar tambores de origen africano en las ciudades. El estilo de los Coros de Clave, y particularmente su ritmo, dio lugar más tarde a un género popular llamado Clave, el cual muy probablemente haya constituido el modelo original para la posterior creación de la Criolla. Ambos estilos fueron muy populares en el teatro vernáculo cubano.

### Rumba Rural

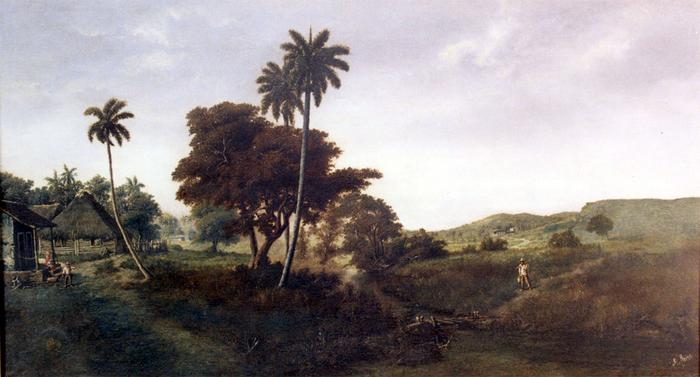
Paisaje rural cubano

De manera similar a como las primeras canciones-danzas españolas pasaron de las ciudades al campo, también las características de la Guaracha Cubana, que disfrutaba de gran popularidad en La Habana, comenzaron a penetrar las áreas rurales en una época indeterminada durante el siglo XIX. Este proceso no es difícil de imaginar si consideramos cuan cercanas se encontraban las áreas rurales de las urbanas en Cuba, en aquella época.
Esa es la razón por la cual los campesinos cubanos (llamados guajiros) comenzaron a incluir en sus fiestas (llamadas “guateques” o “changüís”, así como en celebraciones como las “fiestas patronales” y las “parrandas”, unas Rumbitas que eran muy parecidas a las Guarachas urbanas, cuyo metro binario contrastaba con el característico metro ternario de sus tradicionales “tonadas” y “zapateos”.
Esas Rumbitas rurales han sido llamadas por el reconocido musicólogo Danilo Orozco proto-sones”, “soncitos primigenios”, “rumbitas”, “nengones” o “marchitas,” y algunas de ellas como la Caringa, el Papalote, Doña Joaquina, Anda Pepe y el Tingotalango han sido preservadas hasta el tiempo presente.
Las Rumbitas fueron consideradas como Proto-Sones (Sones primigenios), debido a que considerando la gran analogía entre sus componentes estructurales y los del Son, que emerge en La Habana durante las primeras décadas del siglo XX, estas pudieran ser consideradas como prototipos o antecesoras de ese popular género.
De acuerdo con la musicóloga Virtudes Feliú, aquellas Rumbitas aparecieron en ciudades y pueblos a través de todo el territorio nacional, como en: Ciego de Ávila, Sancti Espíritus, Cienfuegos, Camagüey, Puerta de Golpe en Pinar del Río y Bejucal en La Habana, así como en Remedios en Villa Clara e Isla de Pinos (actualmente Isla de La Juventud).
Podemos encontrar muchas referencias a las guerras de independencia cubanas (1868-1898) relacionadas con las Rumbitas rurales, tanto en la región oriental como en la occidental Isla de Pinos, lo cual sugiere que su aparición sucedió aproximadamente durante la segunda mitad del siglo XIX.
Las Rumbitas rurales mostraban un mayor número de características de la música africana en comparación con la Guaracha habanera, debido a la integración gradual de ciudadanos afro-cubanos al ambiente rural.
Desde el siglo XVI, gracias a un programa gubernamental llamado “manumisión”, los esclavos negros fueron autorizados a pagar por su libertad con sus propios ahorros. De esa manera, una mayor cantidad de ciudadanos negros libres se dedicaron a las labores manuales en el campo que en las ciudades, y algunos de ellos se convirtieron incluso en propietarios de parcelas de terreno y esclavos.

### Características de la Rumba Rural
Una de las más evidentes características de las Rumbitas Rurales fue su propia forma, muy similar a las típicas estructuras vocales africanas. En este caso, toda la canción estaba basada en un solo fragmento musical o frase de corta duración que era repetida, con algunas variaciones, una y otra vez; alternando frecuentemente con un coro. Este estilo fue llamado “Montuno” (literalmente del “monte” o “del campo”) debido a su origen rural.
Otra característica de este nuevo género era la superposición de diferentes patrones rítmicos ejecutados simultáneamente, de manera similar a la utilizada en la Rumba Urbana, lo cual es también un rasgo distintivo de la tradición musical africana.
Aquellos planos o “franjas de sonoridades” de acuerdo con Argeliers León, fueron asignados a diferentes instrumentos que se fueron incorporando gradualmente al grupo acompañante. Así fue como el conjunto instrumental creció desde el compuesto por los tradicionales tiple y güiro, hasta otro que incluía la guitarra, la bandurria, el laúd cubano, las claves y otros instrumentos como la tumbandera, la marímbula, la botija, los bongoes, el machete común y el acordeón.
Algunas funciones musicales importantes fueron asignadas a los diversos planos sonoros, tales como la “línea temporal” o ritmo de clave, ejecutada por las claves, un patrón rítmico compuesto por una corchea y dos semicorcheas, ejecutado por el güiro o el machete, los ritmos sincopados del “guajeo” interpretados por el Tres, la improvisación de los bongoes y el “bajo anticipado” que se tocaba en la tumbandera (tingotalango) o en la botija.

### Proto-Son
Podemos encontrar los orígenes del Son cubano en las Rumbas Rurales, llamadas por eso Proto-Sones o Sones Primigenios por el musicólogo Danilo Orozco, ya que ellas muestran, en forma parcial o embriónica, todas las características que fueron identificadas posteriormente con el estilo del Son, es decir: la repetición de una frase llamada “montuno”, el patrón de la clave, un contrapunteo rítmico entre los diferentes planos de la textura musical, el “guajeo” del Tres, los ritmos de la guitarra, los bongoes y el bajo, así como el estilo de “pregunta y respuesta” entre el solista y el coro.
Según Radamés Giro: “más tarde, el estribillo o “montuno” fue unido a una cuarteta o copla llamada “regina”, que era como los campesinos orientales nombraban a la cuarteta. De esa manera, la estructura “estribillo-cuarteta-estribillo” aparece en una etapa muy temprana en el “Son oriental”, tal como en uno de los más antiguos Sones llamado “Son de máquina”, que está compuesto por tres “reginas” con sus correspondientes “estribillos”.
Durante un proyecto investigativo acerca de la familia Valera-Miranda (viejos soneros) conducida por Danilo Orozco en la región de Guantánamo, el grabó un ejemplo de Nengón, que es considerado un ancestro del Changüí. Este muestra la estructura previamente mencionada de “estribillo-cuarteta-estribillo”. En este caso, las numerosas repeticiones del estribillo constituyen un verdadero “montuno”.
Estribillo: Yo he nacido para ti nengón, yo he nacido para ti nengón, yo he nacido para ti Nengón…

### Nengón
El nengón es considerado un Proto-Son precursor del Changüí e incluso del Son oriental. SU principal característica es la alternancia de versos improvisados entre el solista y el coro. El nengón es interpretado con el Tres, la guitarra, el güiro y el tingotalango o tumbandera.

### Changüí
El changüí es un tipo de son característico de las provincias orientales (área de Santiago de Cuba y Guantánamo), conocida anteriormente como provincia de Oriente. Este comparte relevantes características con el Son Oriental en cuanto al ritmo, la instrumentación y los estribillos corales; y a la misma vez muestra ciertos elementos originales.
El changüí es todavía cultivado por algunos pequeños grupos, principalmente radicados en Cuantánamo. La instrumentación es similar a la de los antiguos grupos de Son que surgieron en La Habana de los años veinte. Aquellos grupos como el Sexteto Boloña y el Sexteto Habanero, usaban marímbulas o botijas para interpretar la parte del bajo, antes de que cambiaran al más moderno contrabajo, que poseía una mayor flexibilidad instrumental.
Es todavía cuestinable si el Changüí es un genuino género musical o simplemente una forma arcaica del Son, artificialmente preservada con el apoyo estatal. Algunas orquestas modernas, como la Orquesta Revé reclamaron al Changüí como su principal influencia, pero no se ha aclarado si esta aseveración es cierta o no.

### Sucu-Sucu
También podemos encontrar en Isla de Pinos (actualmente Isla de la Juventud), en el extremo occidental de la Isla, un Proto-Son llamado Sucu-sucu, que muestra una estructura similar a la de los Proto-Sones orientales. Según María Teresa Linares, en el Sucu-sucu la música es similar al Son Montuno en su estructura formal, melódica, instrumental y armónica. Un solista alterna con el coro e improvisa una cuarteta o décima. El grupo instrumental inicia una introducción a la cual los instrumentos se incorporan gradualmente, comenzando con el Tres (o el laúd). La introducción de ocho compases es seguida por un estribillo interpretado por el coro, que alterna con el solista varias veces.

## Trova
Durante el siglo XIX se desarrolló en Santiago de Cuba un movimiento de músicos itinerantes, llamados “trovadores”, los cuales se desplazaban usualmente de un sitio a otro con el propósito de ganarse la vida cantando y acompañándose con la guitarra. Ellos adquirieron gran relevancia como compositores e intérpretes, y sus canciones han sido adaptadas a muchos otros géneros de la música cubana.
José Sánchez, más conocido como Pepe Sánchez (1856-1918), ha sido reconocido como el padre de la “Trova” y el creador del bolero cubano. El no poseía un entrenamiento formal en teoría musical, pero basado en su notable talento natural, compuso numerosas canciones, muchas de las cuales nunca fueron transcritas y se perdieron para siempre. Otras sobrevivieron gracias a que amigos y discípulos lograron transcribirlas. Su primer bolero llamado “Tristezas”, es todavía recordado y apreciado. Sánchez también creó música para anuncios comerciales que se difundieron antes del nacimiento de la radio. Él fue maestro y modelo a imitar de muchos trovadores que le precedieron.

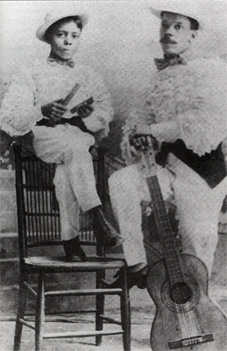
Guarionex & Sindo Garay

El primero y uno de los más longevos fue Sindo Garay (1867-1968). Él fue un destacado compositor que contribuyó con numerosas canciones al repertorio de la trova, y la mayor parte de ellas han sido cantadas y grabadas en numerosas ocasiones. Garay nunca recibió instrucción musical y solo aprendió el alfabeto de manera autodidacta a los 16 años, pero afortunadamente se conservan muchas de sus grabaciones personales. Garay estableció su residencia en La Habana en 1906, y en 1926 se unió a Rita Montaner y otros con el propósito de viajar a París, donde permanecieron durante tres meses. Su música fue difundida frecuentemente por medio de la radio, y él solía decir: “!No existen muchas personas que hayan estrechado la mano a José Martí y a Fidel Castro!”.p298
José, (Chicho) Ibáñez (1875-1981), fue incluso más longevo que Garay. Él fue el primer trovador en especializarse en Son Cubano, y también cantó guaguancó y música Abakuá.

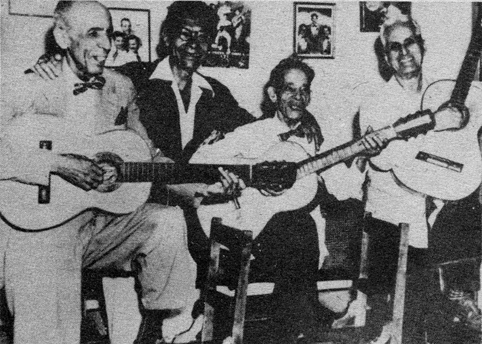
Rosendo Ruiz, Manuel Corona, Sindo Garay & Alberto Villalon

El compositor Rosendo Ruiz (1885-1983) fue otro longevo trovador y autor de un conocido manual para el aprendizaje de la guitarra. También Alberto Villalón (1882-1955) y Manuel Corona (1880-1950) fueron relevantes trovadores. Garay, Ruiz, Villalón and Corona son conocidos como los “cuatro grandes del la trova”, aunque los siguientes trovadores son también muy reconocidos: Patricio Ballagas (1879-1920), María Teresa Vera (1895-1965), Lorenzo Hierrezuelo (1907-1993), Ñico Saquito (Antonio Fernández: 1901-1982), Carlos Puebla (1917-1989) y Máximo Francisco Repilado Muñoz (1907-2003), conocido como Compay Segundo. El Guayabero, Faustino Oramas (1911-2007) se conoce tradicionalmente como el último de los trovadores.
Los trovadores se presentaban frecuentemente en dúos y tríos, como Compay Segundo, cuyo sobrenombre se refiere a la función de “segunda voz” en el trío “Los Compadres”. Posteriormente, muchos de ellos se unieron en agrupaciones mayores, tales como sextetos y septetos. No debemos olvidar a Ciro, Cueto y Miguel, los componentes del famoso Trío Matamoros, los cuales trabajaron juntos durante la mayor parte de sus vidas. Miguel Matamoros es considerado como uno de los mayores exponentes de la Trova.

### Bolero
El bolero es una canción-danza que nada tiene que ver con el género homónimo español. Su origen data del último cuarto del siglo XIX, y es atribuido a Pepe Sánchez, el fundador de la Trova tradicional. El compuso el primer bolero, titulado “Tristezas”, que todavía es una pieza popular. El bolero siempre fue un género significativo dentro del repertorio de la Trova.
Originalmente la forma del bolero consistía en dos secciones de 16 compases cada una, en 2/4, separadas por una sección instrumental ejecutada por la guitarra, llamada “pasacalle”. El bolero ha probado ser extraordinariamente adaptable y ha dado lugar a numerosas variantes genéricas. Es típica la introducción del ritmo sincopado que ha dado lugar al bolero-moruno, el bolero-beguine, el bolero-mambo y el bolero-cha. El bolero-son fue durante décadas el más popular ritmo bailable en Cuba, y fue el ritmo que la comunidad internacional acogió bajo el nombre de “rumba”.
El bolero cubano ha sido exportado a todo el mundo, y es todavía muy popular. Algunos importantes compositores de bolero han sido: Sindo Garay, Rosendo Ruiz, Carlos Puebla y Agustín Lara (México).

### Canción
La Canción  es un popular género de la música latinoamericana y particularmente de la cubana, donde se han originado muchos de sus más importantes exponentes. Sus raíces se originan en las formas de las canciones populares españolas, francesas e italianas. Altamente estilizadas en sus comienzos, con “intrincadas melodías y oscuras, enigmáticas y elaboradas letras”, la canción fue democratizada por el movimiento de la Trova a finales del siglo XIX, cuando se convirtió en vehículo de las aspiraciones y sentimientos de la población. La canción se fusionó más tarde con otros géneros de la música cubana, como el bolero.

## Vals Tropical
La moda del Vals arribó a Cuba a comienzos del siglo XIX. Esta era la primera danza en que las parejas no seguían los pasos predeterminados de un rígido patrón coreográfico. Era, y es todavía, una danza en compás de ¾, acentuado en el primer tiempo. Fue originalmente considerada como escandalosa, ya que las parejas danzaban enlazadas frente a frente, y literalmente olvidaban todo lo que las rodeaba. El Vals penetró todas las naciones americanas y su relativa popularidad en la Cuba decimonónica es difícil de calcular.
Las típicas danzas cubanas no utilizaron el estilo de pareja enlazada, y el hombre y la mujer bailaban separados hasta la creación del Danzón a finales del siglo XIX, aunque la Guaracha puede haber sido una excepción a esa regla. El Vals poseía otra característica: era una danza donde las parejas se desplazaban a través de todo el espacio del salón. En las danzas de origen hispano, los desplazamientos de las parejas no son usuales, pero sí ocurren en la Conga, la samba y el tango.
El Vals tropical era ejecutado en un tempo más lento e incluía frecuentemente una melodía cantada con un texto. Aquellos textos se referían usualmente a las bellezas del campo de Cuba, la añoranza de los Siboneyes (aborígenes cubanos) y otros temas criollos. Su melodía era fluida, compuesta por notas de igual valor y acentuada en sus tres tiempos. Era similar a muchas otras canciones en las cuales la melodía era tratada en forma silábica; donde el primer tiempo no era acentuado por una breve anacrusa pero poseía una tendencia a desplazarse hacia el segundo tiempo, como en las canciones campesinas.

## Son

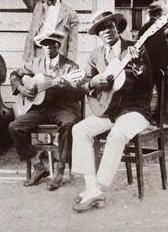
Guitarra y Tres

El Son es un estilo de canto y danza que se originó en Cuba y obtuvo gran fama mundial durante los años treinta del siglo XX. Este combina la estructura y características de la música española con elementos e instrumentos musicales afro-cubanos. El Son cubano es uno de los más influyentes géneros de la música latinoamericana. Sus derivados y fusiones, y especialmente la Salsa, se han difundido ampliamente a través de todo el mundo.
Según Cristóbal Díaz Ayala, el Son es el género más importante de la música cubana,  así como el menos estudiado. Es posible afirmar que el Son es para Cuba lo que el Tango es para Argentina o la Samba para Brasil. En adición, el Son cubano es quizás la forma más flexible de música lartinoamericana. Su mayor fuerza estriba en la fusión de tradiciones musicales europeas y africanas. Sus instrumentos más característicos son el cordófono cubano conocido como Tres, y el conocido instrumento bimembranófono llamado Bongó, los cuales han estado presentes en el género desde una etapa muy temprana hasta el presente. También son típicas de este estilo musical las claves, la guitarra española, el contrabajo (que reemplazó a la botija o a la marímbula), así como la trompeta y el piano.
A pesar de una tendencia tradicional de atribuir el origen del Son cubano a las regiones orientales de Cuba, más recientemente algunos musicólogos han mostrado una postura más amplia e inclusiva. Aunque Alejo Carpentier, Emilio Grenet y Cristóbal Díaz Ayala apoyan la teoría del “origen oriental”, Argeliers León no menciona nada acerca de esta en su importante obra “Del Canto y del Tiempo”, así como tampoco María Teresa Linares en su libro “La música entre Cuba y España”. Radamés Giro expresa en referencia a este tema: “Si el Son es un fenómeno artístico que se estaba desarrollando desde la segunda mitad del siglo XIX – y no sólo en la antigua provincia de Oriente - , es lógico suponer, pero no afirmar, que mucho antes de 1909 ya se escuchaba en la capital (Habana) debido a las razones mencionadas anteriormente,,,”
Fue en La Habana donde se llevó a cabo el encuentro de la Rumba Rural y la Rumba urbana, que habían evolucionado separadamente durante la segunda mitad del siglo XIX. Los guaracheros y los rumberos que se acompañaban con el tiple y el güiro se encontraron finalmente con los rumberos que cantaban y bailaban al son de los cajones y la clave cubana, y el resultado fue la fusión de ambos estilos en un nuevo género llamado Son. Alrededor de 1910, el Son adoptó probablemente el ritmo de clave de la “rumba de solar o de cajón” habanera, que se había desarrollado desde finales del siglo XIX en ciertas áreas urbanas de La Habana y Matanzas.
La masiva popularización del Son condujo a un incremento en la valorización de la cultura callejera afro-cubana y de los artistas que la habían creado. También abrió las puertas para que otros géneros musicales con raíces afro-cubanas se hicieran populares en Cuba y alrededor del mundo.

## Jazz Cubano
La historia del Jazz en Cuba permaneció en la oscuridad durante muchos años, pero más recientemente ha quedado aclarado que su historia en Cuba es tan antigua como su historia en los Estados Unidos.
Ahora poseemos mucha más información sobre las primeras bandas de Jazz cubanas, aunque una investigación más profunda está limitada por la falta de grabaciones musicales. Las migraciones y visitas desde y hacia los Estados Unidos, así como el mutuo intercambio de grabaciones y partituras mantuvieron en comunicación a los músicos de ambos países. A comienzos del siglo XX, hubo estrechas relaciones entre músicos cubanos y de Nueva Orleans. El director de la famosa orquesta del Club Tropicana, Armando Romeu Jr., fue una figura determinante en el desarrollo del Jazz cubano después de la Segunda Guerra Mundial. El fenómeno del Cubop y las “jam sessions” en La Habana y New York organizadas por Cachao originaron verdaderas fusiones que influyeron en los músicos de nuevas generaciones. 
Leonardo Acosta es un importante estudioso de la etapa inicial del Jazz cubano. Otros autores han explorado la historia del Jazz y del Jazz Latino desde una perspectiva más norteamericana.

### Primeras Jazz Bands cubanas

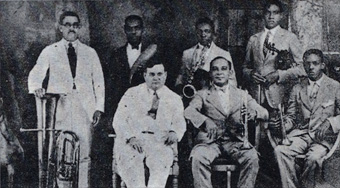
Jazz Band Sagua, 1920

La Jazz Band Sagua fue fundada en Sagua la Grande en 1914 por Pedro Stacholy (director y pianista). Sus miembros fueron: Hipólito Herrera (trompeta); Norberto Fabelo (corneta); Ernesto Ribalta (flauta y saxofón); Humberto Domínguez (violín); Luciano Galindo (trombón); Antonio Temprano (tuba); Tomás Medina (batería); Marino Rojo (güiro). La orquesta tocó durante 14 años en el “Teatro Principal de Sagua.” Stacholy estudió con Antonio Fabre en Sagua, y completó sus estudios en New York, donde radicó durante tres años.
La “Jazz Band Cubana” fue fundada en 1922 por Jaime Prats en La Habana. Sus miembros incluyeron a su hijo Rodrigo Prats en el violín, al gran flautista Alberto Socarrás en la flauta y el saxofón, y a Pucho Jiménez en el trombón. Su personal completo debe haber incluido probablemente un contrabajo, batería, banjo y corneta. Algunos estudios mencionan a esta orquesta como la primera Jazz Band cubana, pero evidentemente existieron otros grupos anteriormente.
En 1924 Moisés Simons (pianista) fundó un grupo que tocó en la terraza del Hotel Plaza en La Habana, y consistía en un piano, violín, dos saxofones, banjo, contrabajo, batería y timbales. Algunos de sus miembros fueron Virgilio Diago (violín); Alberto Soccarás (saxofón alto y flatua); José Ramón Betancourt (saxofón tenor) y Pablo O'Farrill (contrabajo). En 1928, todavía presentándose en el mismo sitio, Simons contrató a Julio Cueva, un famoso trompetista, y a Enrique Santiesteban, una futura estrella, como vocalista y baterista. Estos eran reconocidos instrumentistas atraídos por el magnífico salario de ocho pesos al día. p28
Durante los años treinta, varias bandas tocaron Jazz en La Habana, como las de Armando Romeu, Isidro Pérez, Chico O'Farrill and Germán Lebatard. Su más importante contribución fue su propio formato instrumental, el cual introdujo la típica sonoridad del Jazz al público cubano. Otro importante elemento dentro de este proceso fueron los arreglos de músicos cubanos como Romeu, O'Farrill, Bebo Valdés, Peruchín Jústiz y Leopoldo "Pucho" Escalante.

## Jazz afrocubano

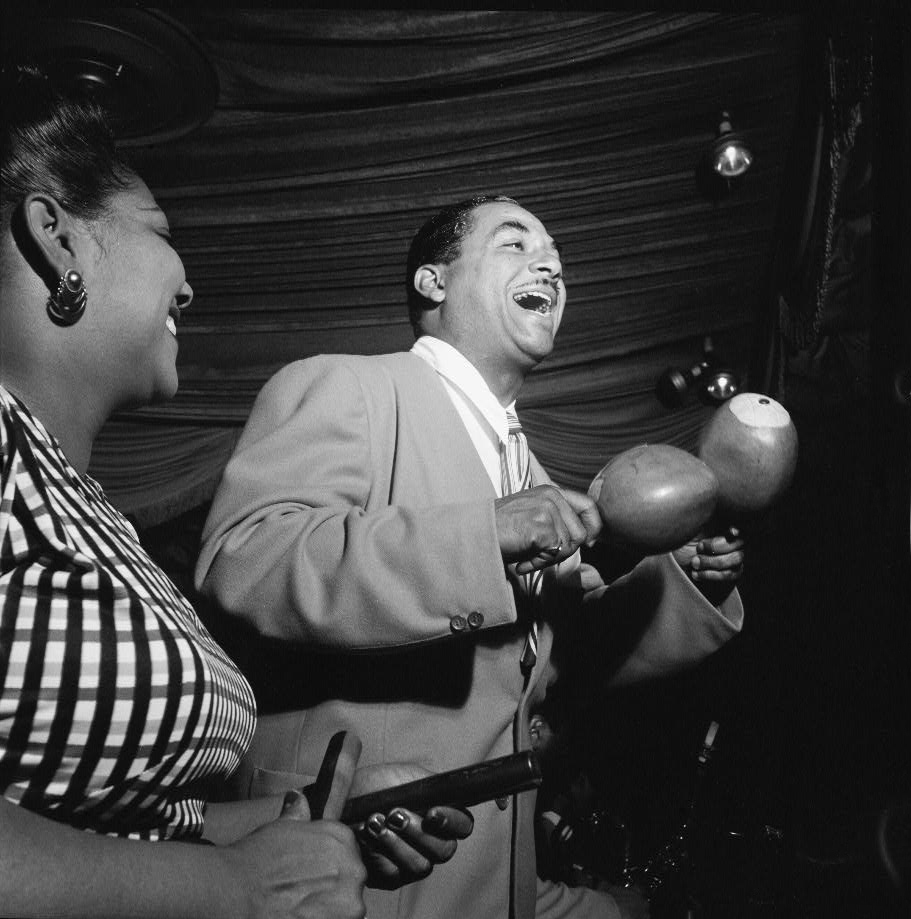
Machito y su hermana Graciella Grillo

El jazz afrocubano es la forma más antigua de jazz latino y mezcla ritmos de clave afrocubanos con armonías de Jazz y técnicas de improvisación. El jazz afrocubano emergió al comienzo de los años cuarenta, con los músicos Mario Bauzá y Frank Grillo “Machito”, en la banda “Machito and his Afro-Cubans, basada en la ciudad de Nueva York. En 1947, la colaboración entre el innovador del bebop Dizzy Gillespie con el percusionista cubano Chano Pozo llevó los instrumentos y ritmos afrocubanos, principalmente la tumbadora y el bongó, a la escena del Jazz en la Costa Este de los Estados Unidos.
Algunas combinaciones tempranas de Jazz con música cubana, tales como “Manteca” de Dizzy Gillespie y Chano Pozo, así como “Mango mangüé” de Charlie Parker y Machito, fueron llamadas comúnmente “Cubop”, una abreviatura de “Cuban Bebop”. Durante sus primeras décadas, el movimiento de Jazz Afrocubano fue más fuerte en los Estados Unidos que en la misma Cuba. A comienzos de los años setenta, la Orquesta Cubana de Música Moderna y más tarde el grupo Irakere trajeron al jazz afrocubano a la escena musical cubana, influyendo en géneros posteriores como el Songo.

## Diversificación y popularización

### La música cubana penetra en los Estados Unidos
En los años treinta Don Azpiazu alcanzó el récord de un millón de discos de música cubana vendidos, con El Manisero, que tuvo como vocalista a Antonio Machín. Este número había sido orquestado e incluido en el scenario de New York por el propio Don Azpiazu antes de la grabación, lo que sin lugar a dudas influyó en su promoción.
Los Lecuona Cuban Boys se convirtieron en el más famoso grupo musical Cubano itinerante. Ellos fueron los primeros en incluir la Conga (instrumento musical) en su conjunto, y popularon la Conga (baile) como un estilo danzario. Xavier Cugat fue muy influyente con sus actuaciones en el Waldorf Astoria
En 1941, Desi Arnaz popularizó el tambor de comparsa, similar a la Conga (instrumento musical) (tumbadora) en los Estados Unidos, con sus presentaciones de la canción Babalú, y en aquellos momentos se desató un verdadero furor por la rumba cubana. Más Adelante, Mario Bauzá, Machito y Miguelito Valdés se radicaron en Nueva York.

### Los años cuarenta y cincuenta
En los años cuarenta, Chano Pozo formó parte de la revolución del bebop en el Jazz, tocando las Congas con Dizzy Gillespie y Machito en Nueva York. El Jazz Cubano había comenzado mucho antes en La Habana, durante el principio del siglo XX.

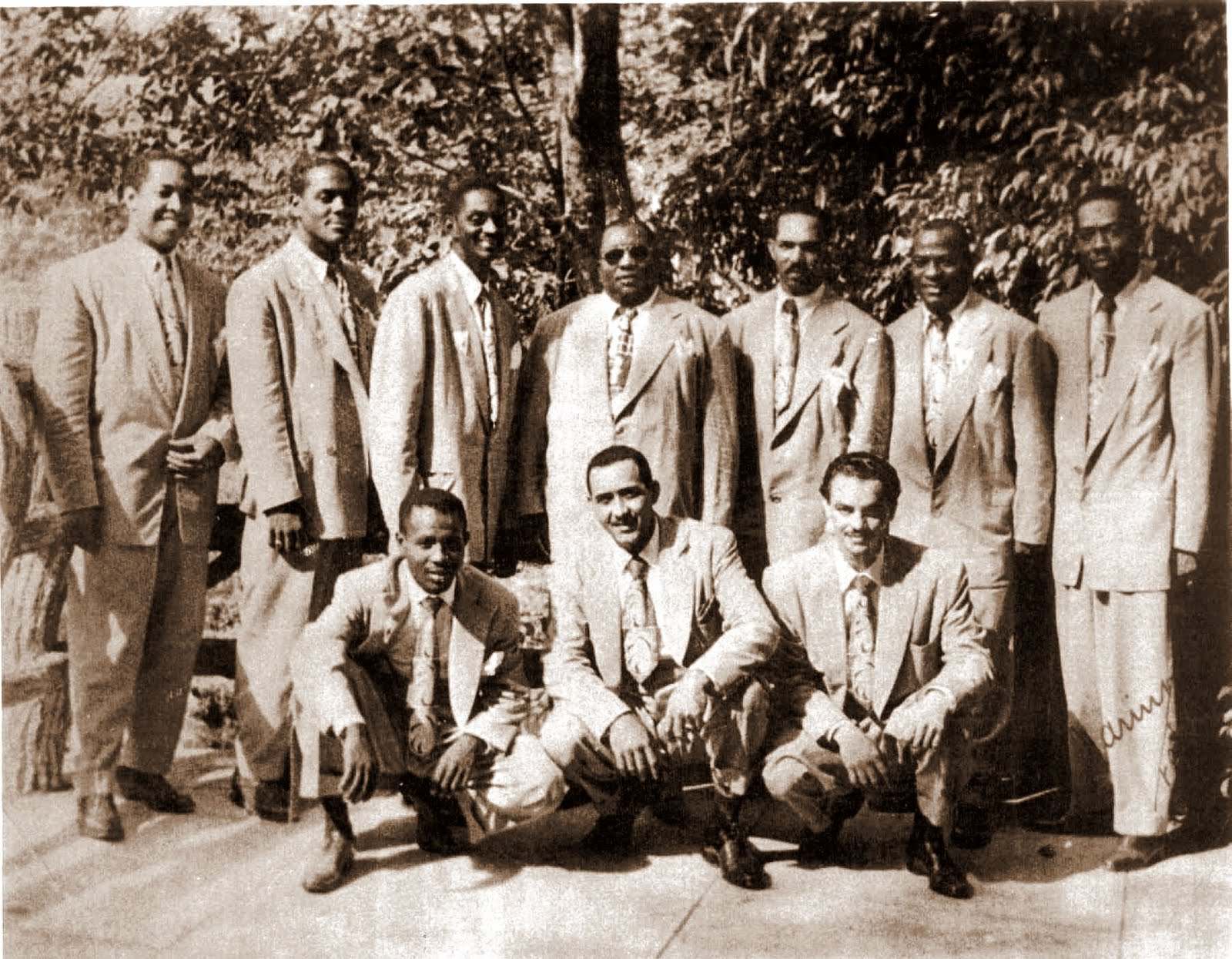
Conjunto de Arsenio Rodríguez

Arsenio Rodríguez, uno de los más famosos treseros Cubanos, director de su propio conjunto, enfatizó las raíces africanas del Son adaptándole elementos del guaguancó, y añadiendo un cencerro y Congas a la sección rítmica. El también amplió el papel del Tres como instrumento solista.
Ya en los años cuarenta, la orquesta Arcaño y sus Maravillas incorporó una mayor sincopación y un montuno (similar al del Son), transformando la música que tocaban las orquestas de charanga.

### La era de las Grandes Bandas
La era de las Grandes Bandas (Big Bands) arribó a Cuba en los años cuarenta, y estas se convirtieron en un formato instrumental dominante que ha perdurado hasta nuestros días. Debemos mencionar a dos grandes arreglistas-directores de bandas: Armando Romeu Jr. y Dámaso Pérez Prado.
Armando Romeu Jr. dirigió la orquesta del Cabaret Tropicana durante veinticinco años, comenzando en 1941. Él ya tenía experiencia tocando con grupo de jazz norteamericanos que visitaban la Isla, y también poseía una completa maestría de los géneros de la música cubana. En sus manos, la orquesta del Cabaret Tropicana presentó no solo música afrocubana y otras formas de la música popular, sino también jazz cubano y composiciones norteamericanas para "big bands". Más tarde, Armando fue director de la "Orquesta Cubana de Música Moderna".
Dámaso Pérez Prado produjo una gran cantidad de canciones populares y vendió más discos de 78 revoluciones que ningún otro músico latino de su época. Comenzó su carrera como arreglista para la Orquesta Casino de la Playa en 1944 e inmediatamente comenzó a introducir elementos novedosos en su sonoridad. La orquesta comenzó a sonar entonces más afrocubana y a la vez, Pérez Prado incorporó influencias tan diversas como Igor Stravinsky, Stan Kenton y muchas otras. Cuando abandonó la orquesta en 1946, ya había consolidado la sonoridad de su Mambo para el formato de "big band". Según Leonardo Acosta: “Ante todo, debemos destacar la obra de Pérez Prado como arreglista, o mejor aún, como compositor y arreglista, y su clara influencia en la mayoría de los arreglistas cubanos desde entonces.”p86
Benny Moré, considerado por muchos como el mejor vocalista cubano de todos los tiempos, desarrolló su carrera durante los años cincuenta. Él poseía un don innato para la música y una fluida voz de tenor, la cual coloreaba y fraseaba con gran expresividad. Aunque no podía leer música, Moré fue un maestro en todos los géneros cubanos, incluyendo el Son Montuno, el Mambo, la Guaracha, la Guajira, el Chachachá, la canción, el bolero y el guaguancó. Con su orquesta “Banda Gigante de Benny Moré” y su música, desarrolló un estilo más flexible y fluido que el de la Orquesta de Pérez Prado, con la que también él cantó del año cuarenta y nueve al cincuenta.

### La música cubana en los Estados Unidos
Tres grandes innovaciones basadas en la música cubana impactaron a los Estados Unidos después de la II Guerra Mundial: La primera fue el Cubop, la más novedosa fusión de Jazz latino. En esta, Mario Bauzá y la orquesta de Machito por la parte cubana, así como Dizzy Gillespie en el sector estadounidense, fueron los pioneros. El rumboso conguero cubano Chano Pozo fue también muy importante, ya que él presentó los ritmos básicos cubanos a los intérpretes de Jazz. El Jazz cubano ha seguido siendo una significativa influencia en la música norteamericana.
El Mambo penetró inicialmente en los Estados Unidos alrededor de los años cincuenta, aunque este se había estado desarrollando en Cuba y México desde hacía algún tiempo. El Mambo, tal como fue conocido en Norteamérica y Europa era considerablemente diferente del Danzón-Mambo de Orestes “Cachao” López, el cual en realidad era un Danzón con una sección final muy sincopada. El Mambo que adquirió fama internacional fue un producto para Gran Banda (Big Band), creado por Dámaso Pérez Prado, el cual realizó sensacionales grabaciones para la RCA en sus nuevos estudios de grabación de Ciudad México, a finales de los años cuarenta.
Cerca de 27 de esas grabaciones contaron con Benny Moré como vocalista, aunque los mayores éxitos fueron números instrumentales, los cuales incluyeron: Que rico el mambo (Mambo Jambo); Mambo No. 5; Mambo No. 8; Cherry Pink (and Apple Blossom White). El exitoso Patricia de 1955, fue una fusión de mambo/rock. El Mambo de Pérez Prado era más un descendiente del Son y la Guaracha, que del Danzón. En los Estados Unidos, la moda del Mambo concluyó aproximadamente en 1956, pero su influencia en el Bugaloo y la Salsa, que le precedieron, fue considerable.

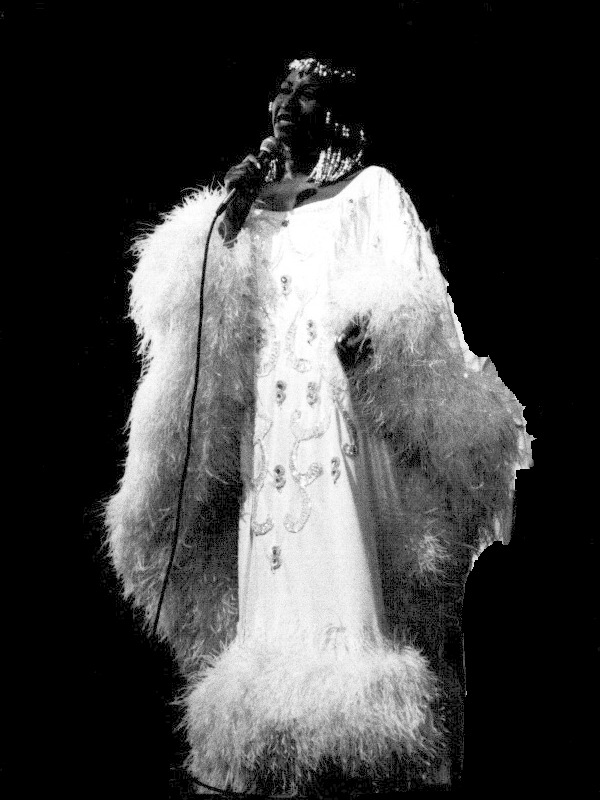
Celia Cruz

El violinista Enrique Jorrín creó el Chachachá a comienzos de los años cincuenta. Este fue desarrollado a partir del Danzón, mediante una ampliada sincopación. El Chachachá adquirió mayor popularidad fuera de Cuba cuando las orquestas de Dámaso Pérez Prado  y Tito Puente produjeron arreglos que resultaron muy atractivos para la audiencia europea y norteamericana.
Junto a los "Nuyoricans" Ray Barretto, Tito Puente y otros, diversas oleadas de inmigrantes cubanos introdujeron sus ideas en la música de los Estados Unidos. Entre estos se encontraba Celia Cruz, una destacada cantante de guaracha, que ha sido llamada “La guarachera de Cuba”. Otros se encontraban activos en el Jazz latino, como el percusionista Carlos "Patato" Valdés de la agrupación con fuerte orientación cubana “Típica 73”, relacionada con la orquesta Fania All-Stars. Algunos de los antiguos miembros del Grupo Irakere también han logrado gran éxito en los Estados Unidos, entre los cuales se encuentran Paquito D'Rivera y Arturo Sandoval. Tata Güines, un famoso conguero, se estableció en la ciudad de Nueva York en 1957, tocando con Jazzistas como Dizzy Gillespie, Maynard Ferguson, y Miles Davis  en el famoso Club de Jazz Birdland. Como percusionista, Tata Güines llegó a tocar con Josephine Baker y Frank Sinatra. Él regresó a Cuba en 1959, después de que Fidel Castro tomó el poder mediante el proceso de la llamada Revolución cubana, a la que él había contribuido con sus propios fondos personales.

## Mambo
Mambo es un género musical y danzario que se desarrolló originalmente en Cuba. La palabra “Mambo”, de manera similar a otros términos musicales afroamericanos como conga, milonga, bomba, tumba, samba, bamba, bambulá, tambo, tango, cumbé, cumbia y candombe, denotan un origen africano, y particularmente congolés, debido a la presencia de ciertas combinaciones características de sonidos, tales como “mb”, “ng” y “nd”, que pertenecen al complejo lingüístico Níger-Congo.
Las raíces originales del Mambo pueden ser encontradas en el “Danzón de Nuevo Ritmo”, popularizado por la orquesta “Arcaño y sus Maravillas” dirigida por el famoso flautista Antonio Arcaño. Él fue el primero en denominar a una sección del Danzón cubano como “Mambo”. Fue el violonchelista de Arcaño, Orestes López, el que creó el primer Danzón llamado Mambo en 1938. En esa pieza se combinaban algunos motivos sincopados, tomados del estilo del Son, con improvisaciones de la flauta.
Dámaso Pérez Prado (1927), pianista y arreglista matancero, se traslada a La Habana a principio de los años cuarenta y comienza a trabajar en cabarets, así como en las orquestas de Paulina Álvarez y Casino de La Playa. En 1949 viaja a México buscando oportunidades de trabajo y logra gran éxito con un nuevo estilo, al cual designa un nombre que ya había sido utilizado anteriormente por Antonio Arcaño, el de “Mambo”.
El estilo de Pérez Prado difería del anterior concepto de “Mambo”. El nuevo estilo poseía una mayor influencia de las orquestas de jazz norteamericanas, y una instrumentación ampliada compuesta por cuatro o cinco trompetas, cuatro o cinco saxofones, contrabajo, batería (drum set), maracas, cencerro, bongó y tumbadoras. El nuevo “Mambo” incluía un sabroso contrapunteo entre las trompetas y los saxofones, que impulsaba a mover el cuerpo al compás del ritmo, estimulado en la conclusión de las frases con una característica y sonora expresión gutural.
Las grabaciones de Pérez Prado estaban dirigidas al público hispano de las Américas, pero algunos de sus más famosos Mambos, tales como “Mambo No. 5” y “Que Rico el Mambo”, triunfaron inmediatamente en los Estados Unidos.

## Chachachá

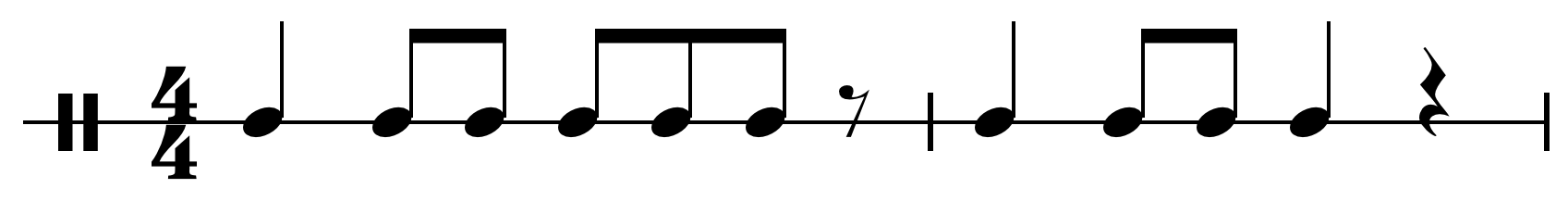
Patrón rítmico del Chachachá.

Chachachá es un género de la música cubana, así como un estilo de baile popular, que fue desarrollado a partir del Danzón-mambo a comienzos de los años cincuenta, y llegó a adquirir gran popularidad en todo el mundo.
El Chachachá es un género de la música cubana cuya creación ha sido tradicionalmente atribuida l compositor y violinista cubano Enrique Jorrín, quien comenzó su carrera tocando para la charanga Orquesta América.
De acuerdo con el testimonio del propio Enrique Jorrín, él compuso algunos danzones en los cuales los músicos de la orquesta debían cantar cortos estribillos, y este estilo recibió gran aceptación por parte del público. En el Danzón “Constancia”, él introdujo algunos Montunos y la audiencia se sintió motivada a cantar los estribillos. Jorrín le pidió a los miembros de la orquesta que cantaran en unísono, de manera que la letra pudiera ser más claramente percibida y causara un mayor impacto en la audiencia. Ese estilo de canto contribuyó también a enmascarar las imperfecciones vocales de los miembros de la orquesta.
Desde su creación, la música del Chachachá tuvo una estrecha relación con los pasos de la danza. El conocido nombre de Chachachá surgió con la ayuda de los bailadores del Club Silver Star en La Habana. Cuando la danza se acoplaba al ritmo de la música, se ponía en evidencia que los pies de los bailadores producían un peculiar sonido al rozar el piso en tres golpes sucesivos. Era como una onomatopeya que sonaba como: "Chachachá". De estos sonidos rítmicos nació un nuevo género que motivó a muchas personas para bailar al son de su sabroso ritmo a través de todo el mundo.
De acuerdo a Olavo Alén: “Durante los años cincuenta, el Chachachá mantuvo su popularidad gracias al esfuerzo de muchos compositores que estaban familiarizados con la composición de Danzones, y que ejercitaron su creatividad en el Chachachá, tales como Rosendo Ruiz Jr. (Los Marcianos y Rico Vacilón), Félix Reina (Dime Chinita, Como bailan Chachachá los mexicanos), Richard Egües (El bodeguero y La cantina) y Rafael Lay (Cero codazos, cero cabezazos).
Aunque el ritmo del Chachachá tuvo su origen en la Orquesta América, algunos estudiosos del tema, incluyendo a John Santos (1982), consideran que la Orquesta Aragón de Rafael Lay y Richard Egües, y la orquesta Fajardo y sus Estrellas de José Fajardo, fueron particularmente influyentes en el desarrollo del Chachachá. La coincidente emergencia de la televisión y los discos de 33 1/3 RPM fueron también factores significativos en la súbita popularidad internacional de la música y la danza del Chachachá.
El Chachachá fue presentado desde sus inicios al público a través del formato instrumental de la charanga, una agrupación musical típicamente cubana, compuesta por una flauta, cuerdas, piano, bajo y percusión. La popularidad del Chachachá revitalizó la popularidad de este tipo de agrupación.

## Filin
El Filin fue una tendencia musical cubana que surgió entre las décadas de los cuarenta y cincuenta, influenciada por la música popular norteamericana. La denominación se deriva de la palabra inglesa “feeling”. Esta describe un estilo de canción romántica influenciada por el Jazz llamada “Crooning”. Sus raíces cubanas pueden ser trazadas hasta el bolero y la canción romántica. Algunos cuartetos vocales cubanos como el Cuarteto D’Aida y Los Zafiros, se basaron en el estilo armónico de algunos cuartetos vocales norteamericanos (como Los Platters). Otros miembros de este grupo fueron influenciados por Ella Fitzgerald, Sarah Vaughan y Nat King Cole. Una casa en La Habana donde vivía el trovador Tirso Díaz se convirtió en lugar de reunión para los cantantes y músicos interesados en el Filin, tales como Luis Yáñez, César Portillo de la Luz, José Antonio Méndez, Niño Rivera, José Antonio Ñico Rojas, Elena Burke, Froilán, Aída Diestro y Frank Emilio Flynn. Allí los letristas y cantantes podían entablar relación con arreglistas como Bebo Valdés, El Niño Rivera (Andrés Hechavarria) y Peruchín (Pedro Justiz), para desarrollar sus creaciones. Algunos cantantes de Filin fueron César Portillo de la Luz, José Antonio Méndez, quien se estableció en México durante una década, desde 1949 a 1959, Frank Domínguez, el pianist invidente Frank Emilio Flynn, y las grandes cantantes de bolero Elena Burke y Omara Portuondo, las cuales formaron parte del Cuarteto D'Aida. El movimiento del Filin tuvo originalmente un espacio diario en la emisora radial Radio Mil Diez. Algunas de sus más prominentes figuras, tales como Pablo Milanés, se adhirieron más tarde al movimiento de la Nueva Trova.

## Los años sesenta y setenta
La música cubana moderna se caracteriza por una constante búsqueda de nuevas sonoridades mediante la fusión de diversas influencias y estilos. Por ejemplo, en los años setenta el grupo Irakere utilizó los tambores Batá en un contexto de Gran Banda, lo que fue denominado como son-batá o batá-rock. Pello el Afrokán creó el ritmo Mozambique, el cual consistía en una fusión de Conga, Mambo y batá-rumba, que mezclaba la rumba con la música de tambores Batá. Las mezclas de hip hop, Jazz y Rock and roll son también comunes, tal como en el rockoson de Habana Abierta.

### La Revolución y los exiliados cubanos

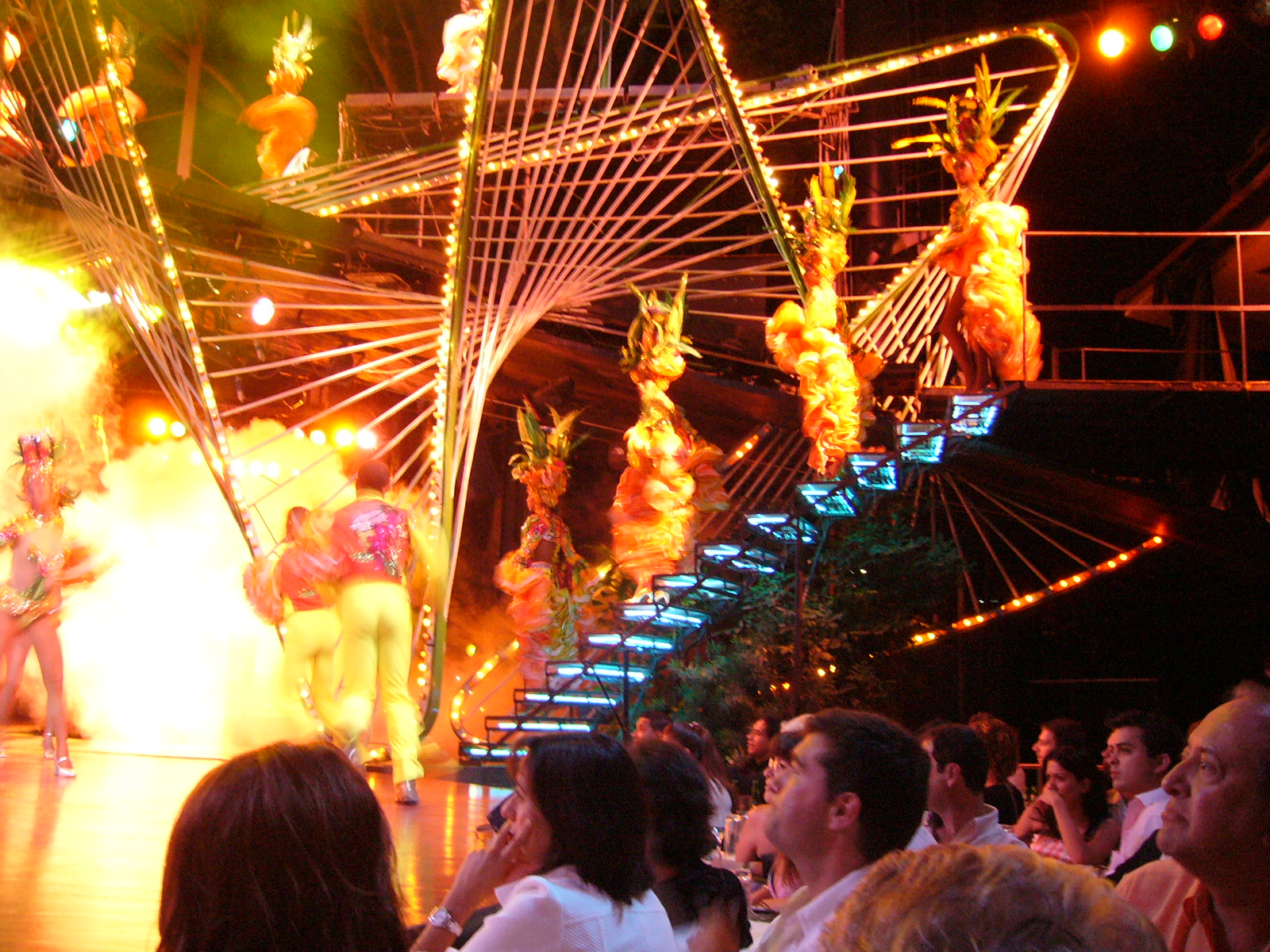
Escenario del Cabaret Tropicana

El triunfo de la Revolución cubana en 1959 determinó que muchos músicos cubanos emigraran hacia diversos países, asentándose en localizaciones tales como Florida y Nueva York, en los Estados Unidos, así como en Puerto Rico. En Cuba, los artistas y su obra quedaron bajo el control del Estado Socialista y su empresa oficial de grabaciones y ediciones musicales EGREM. El gobierno de Castro abolió las leyes que amparaban los derechos de autor, clausuró muchos de los locales donde la música popular acostumbraba ser escuchada (como los Clubes Nocturnos o Night Clubs), así que indirectamente dejó a muchos artistas fuera de sus fuentes de trabajo. Esto produjo sin dudas un efecto nocivo en la evolución de la danza y la música popular.

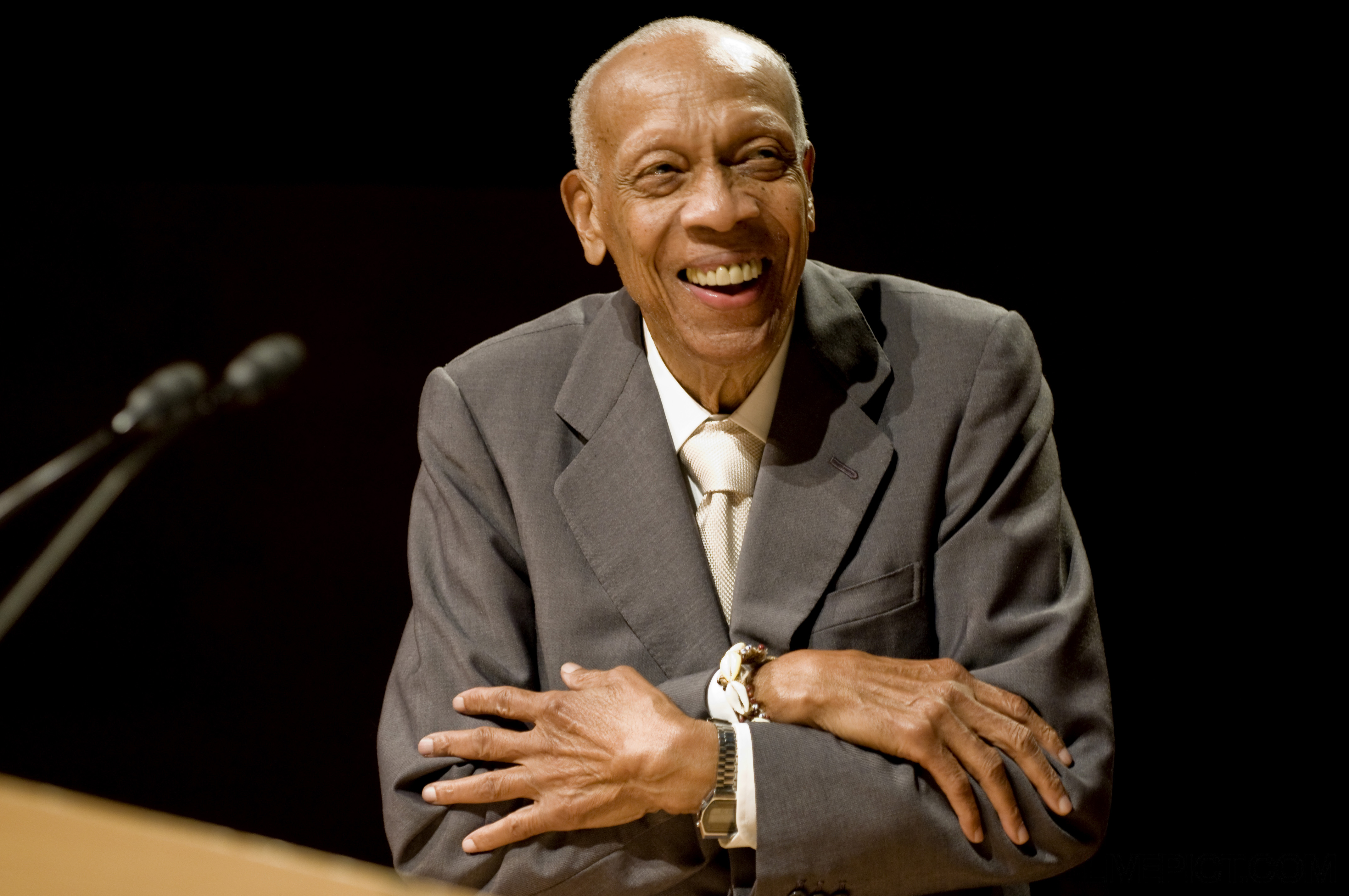
Pianista Bebo Valdés

Muchos artistas jóvenes comenzaron a estudiar entonces música clásica en vez de popular, y los músicos empleados por el gobierno recibieron obligatoriamente clases en planteles oficiales. En Cuba, el movimiento de la Nueva Trova, que incluía a Pablo Milanés, reflejó los nuevos ideales de izquierda. El estado tomó el control del lucrativo Cabaret Tropicana, el cual continuó siendo una popular atracción para los turistas extranjeros hasta 1968, cuando fue clausurado junto con muchos otros locales, y después reabierto con el renacimiento del turismo.p202 El turismo fue casi inexistente durante tres décadas, y la música tradicional podía ser encontrada en las Casas de La Trova locales. Los músicos que tenían un trabajo oficial, eran contratados a tiempo completo y recibían un salario del estado, después de egresar de algún conservatorio. El colapso de la URSS en 1991, y la pérdida de su apoyo financiero, cambiaron la situación radicalmente. El turismo fue considerado una fuente respetable de ingresos de nuevo, y así mismo la música popular como parte de la industria turística. Los músicos fueron autorizados entonces a viajar al extranjero, e inclusive vivir fuera del sistema controlado por el estado.
Una lista de famosos artistas del Exilio cubano incluye a: Celia Cruz y todo el conjunto que actuaba con la Sonora Matancera, Carlos "Patato" Valdés, Israel Cachao López, La Lupe, Arturo Sandoval, Willy Chirino, Hansel y Raúl, La Palabra, Paquito D'Rivera, Bebo Valdés y Gloria Estefan, entre tantos otros. Muchos de esos músicos, incluyendo a Celia Cruz, se alinearon estrechamente con una ideología opuesta a la Revolución cubana, y fueron considerados en Cuba como “no-personas”, un término acuñado por George Orwell en su famosa novela 1984 (novela), que constituye una metáfora de los regímenes totalitarios. Los artistas disidentes fueron omitidos de los libros de texto oficiales, y la difusión y publicación de sus creaciones fue prohibida. Al menos, Celia Cruz fue reconocida en una obra cubana de referencia, el Diccionario Enciclopédico de la Música Cubana de Radamés Giro (2007, volumen 2).

## Salsa

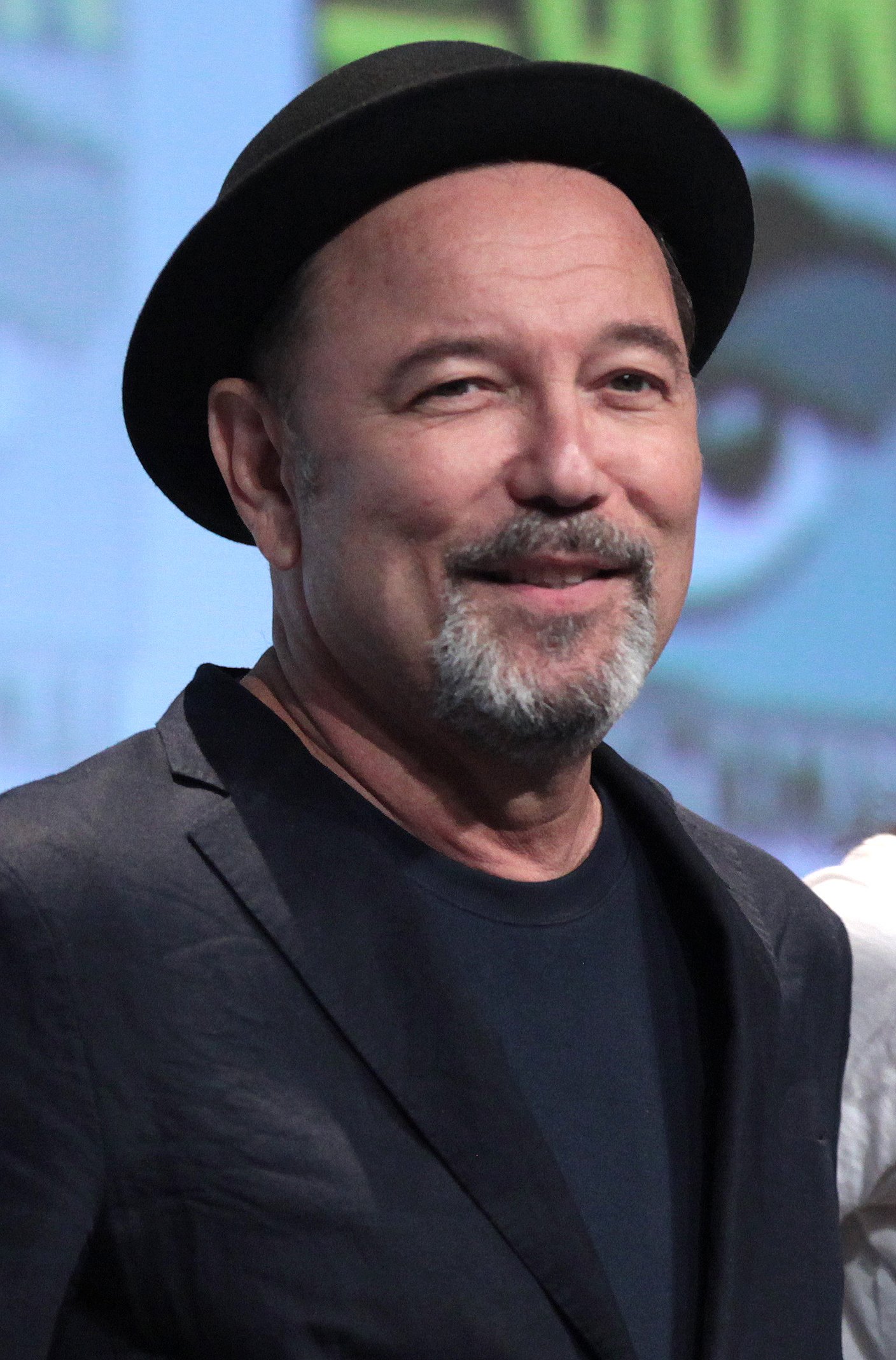
Rubén Blades

La Salsa fue la cuarta innovación basada en la música cubana que impactó a los Estados Unidos, y difiere de las demás en que inicialmente fue desarrollada en los Estados Unidos y no en Cuba. Debido a que Cuba posee tantos géneros originales, su promoción fuera del país siempre ha constituido un problema, debido a la dificultad que confronta un extranjero para distinguir las diferencias entre diversos ritmos que para los cubanos son evidentes. De esa manera, en dos ocasiones durante el siglo XX, dos términos fueron utilizados con el propósito de resolver ese problema. El primero fue en los años treinta, después de que El Manisero se convirtiera en un éxito internacional. Este fue llamado Rumba, aunque tiene poca relación con la llamada Rumba urbana, de cajón o de solar, y es en realidad un Son cubano o “son-pregón”. Durante mucho tiempo, la palabra Rumba fue utilizada como denominación para cualquier forma de música popular cubana.

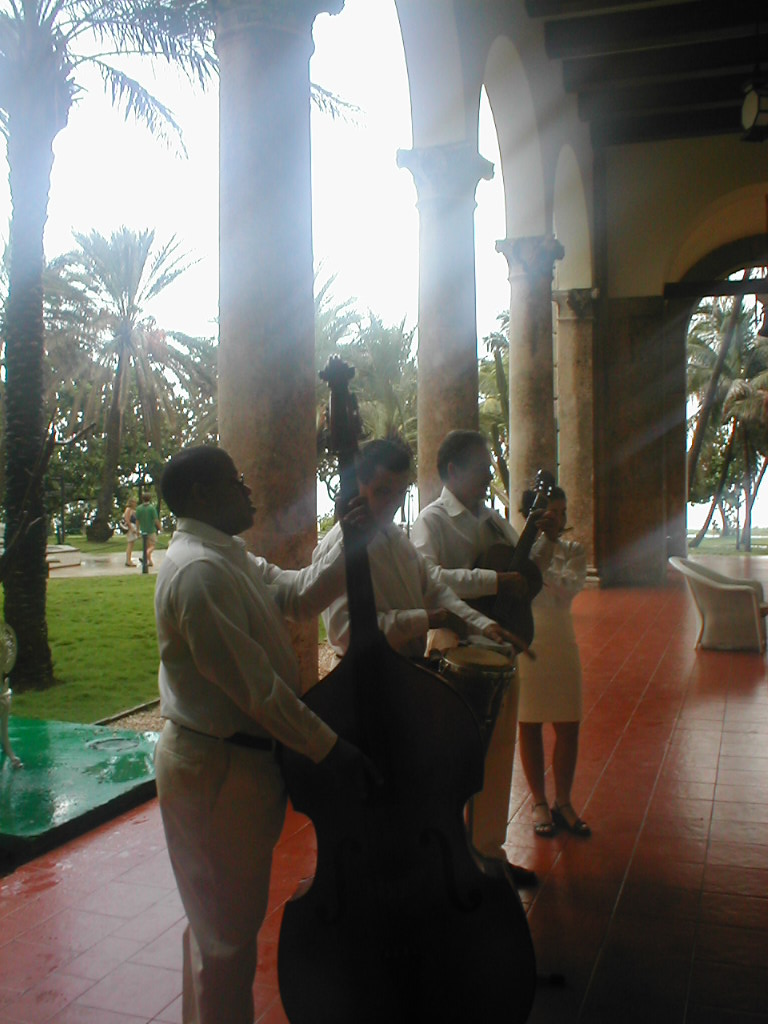
Músicos en el Hotel Nacional, La Habana, octubre de 2002

La segunda ocasión ocurrió durante el período de 1965 a 1975 en Nueva York, cuando algunos músicos de origen cubano y puertorriqueño se unieron para crear el más popular estilo latino del período posterior al Chachachá. Esta música fue llamada Salsa. Nadie sabe cómo ocurrió, pero todo el mundo reconoce el beneficio que conllevó utilizar un término común para denominar el Son, el Mambo, la Guaracha, la Guajira (música), el Guaguancó y otros géneros de la música cubana.
La afirmación de que la Salsa no es más que música cubana, ha sido discutida durante más de treinta años, e inicialmente no se podía percibir en realidad una gran diferencia entre una y otra. Cubanos y no-cubanos, como Tito Puente, Rubén Blades y otros muchos expertos en música cubana y Salsa, siempre han dicho que la Salsa es solo otro nombre para denominar la música cubana. Tito Puente expresó una vez: “Ahora la llaman Salsa, después la podrán llamar sofrito, pero para mí siempre será música cubana”. También Willie Colón dijo: “Si miras a una orquesta de los años cuarenta tocando música cubana, verás exactamente los mismos instrumentos que en la Salsa. Benny Moré, el mayor sonero de todos los tiempos, estaba cantando boleros con una cadencia salsera desde los años cuarenta.
Pero con el tiempo, las agrupaciones de Salsa han trabajado con otras influencias. Por ejemplo, al final de los años sesenta Willie Colón produjo algunos números donde utilizaba ritmos brasileños. Algunos programas radiales en Nueva York, ofrecieron ‘Salsarengue” como otra opción, y más tarde se le llamó “Salsa romántica” a un tipo de bolero edulcorado.
No fue hasta los años cincuenta que la música cubana penetró en las orquestas puertorriqueñas, las cuales antes de eso tocaban Plena, Bomba, y otros géneros populares de la Isla. Muchos músicos famosos puertorriqueños fueron a Cuba entre los años treinta y cuarenta con el propósito de aprender los estilos musicales cubanos, pero no fue hasta la llegada de Fidel Castro al poder en 1959, cuando se paralizó la exportación de música cubana al mundo, que los puertorriqueños en Nueva York pudieron tener éxito y ser tomados en cuenta.
Según algunos estudiosos del tema, lo que se conoce como Salsa hoy día, fue llevado a Nueva York por Dizzy Gillespie y Chano Pozo en los años cuarenta. Sin embargo, otros son de la opinión de que no solo la Salsa de Nueva York era diferente a los géneros vigentes en Cuba, sino que los estilos de la Salsa en Venezuela, Colombia y otros países también pudieran ser identificados individualmente.

## Nueva Trova

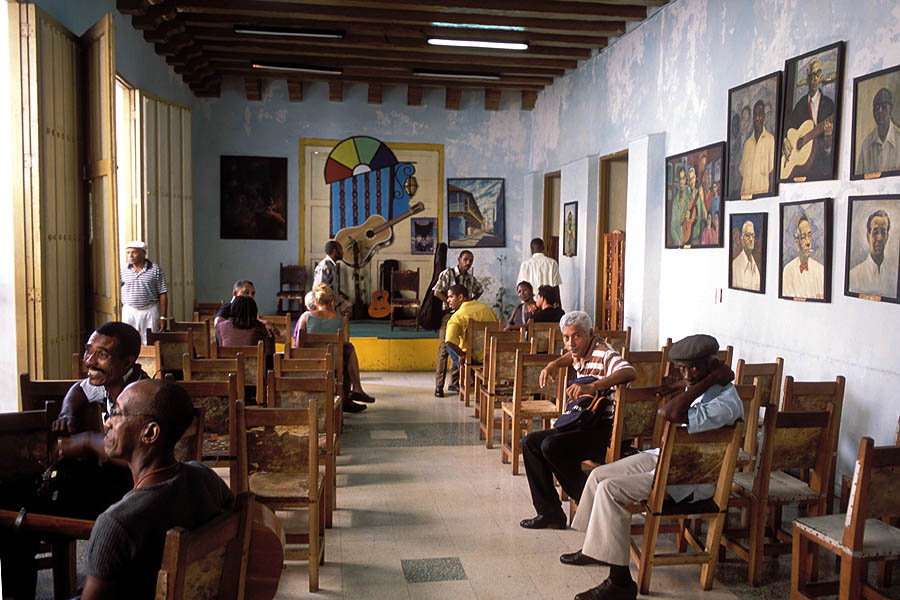
Casa de la Trova en Santiago de Cuba.

La Nueva Trova fue un movimiento dentro de la música cubana que emergió durante los años sesenta y tuvo sus raíces en la Trova tradicional, pero se diferenció de esta por su contenido político, pero en un sentido amplio. Combinó la música popular tradicional con textos “progresistas” y frecuentemente politizados, y estuvo relacionada con el movimiento de la Nueva canción latinoamericana, especialmente con la Nueva Canción Chilena y argentina. Algunos de los miembros de la Nueva Trova fueron también influenciados por el Rock y la Música pop de su época.
El estilo de la Nueva Trova posee una estrecha relación con la Revolución cubana, que se evidencia en sus textos, los cuales, según Helio Orovio: “tratan de escapar de las banalidades cotidianas, mediante la concentración en los ideales del socialismo, la injusticia, el sexismo, el colonialismo, el racismo y otros temas similares”. Silvio Rodríguez y Pablo Milanés se convirtieron en los más destacados exponentes de ese estilo. Carlos Puebla y Joseíto Fernández fueron viejos trovadores que apoyaron al nuevo régimen mediante canciones dedicadas a la Revolución cubana.
El movimiento de la Nueva Trova alcanzó su mayor desarrollo durante los años setenta, pero comenzó a declinar antes de la caída de la Unión Soviética. Podemos encontrar ejemplos de estilos no-políticos dentro de la Nueva Trova, como en el caso de Liuba María Hevia, cuyas letras se enfocan en temas más tradicionales, como el amor y la soledad, compartiendo con otros miembros del movimiento un estilo altamente poético. En el otro lado del espectro, el cantautor Carlos Varela es famoso en Cuba por su abierta crítica a algunos aspectos de la Revolución .
La Nueva Trova, tan popular en sus inicios, recibió un fuerte golpe con la caída de la Unión Soviética, aunque su decadencia ya se sentía desde años anteriores. El movimiento sufrió dentro de Cuba, quizás por el creciente desencanto con el gobierno de un solo partido, y externamente por el vívido contraste con las grabaciones y películas de Buena Vista Social Club. Las audiencias alrededor del mundo abrieron sus ojos al encanto y la alta calidad musical de formas más antiguas de la música cubana. En contraste, ciertos temas que eran muy relevantes durante los años sesenta, ahora parecían viejos y distantes. De igual manera, aquellas creaciones de gran calidad lírica y musical, entre las cuales se destaca Hasta siempre, comandante de Carlos Puebla, probablemente perdurarán para siempre.
Cristóbal Díaz Ayala seleccionó dos canciones de la Nueva Trova para su lista de las más destacadas “50 canciones cubanas en el repertorio popular internacional”, ellas fueron “Unicornio Azul” de Silvio Rodríguez y “Yolanda” de Pablo Milanés.

## Los años ochenta y noventa
El Son continuó siendo la base de las formas más populares de la música cubana moderna. El Son fue representado por agrupaciones tales como el Septeto Nacional, el cual fue reinstaurado en 1985, la Orquesta Aragón, la Orquesta Ritmo Oriental y la Orquesta Original de Manzanillo. El grupo Sierra Maestra es famoso por haber iniciado una revitalización del Son tradicional durante los años ochenta. La Nueva Trova todavía goza de cierta influencia, pero los temas abiertamente políticos de los sesenta ya han pasado de moda.
Mientras tanto, Irakere fusionó la música tradicional cubana con elementos de Jazz, y grupos como NG La Banda, Orishas y Son 14 continuaron añadiendo nuevos elementos al Son, especialmente hip hop y funk, para crear la Timba, proceso que fue estimulado por la adquisición de equipo electrónico importado. Todavía existen muchos practicantes del Son montuno tradicional, como Eliades Ochoa, quien ha grabado y ofrecido numerosas presentaciones como resultado del marcado interés en el Son montuno, después del éxito alcanzado por Buena Vista Social Club.
La cantautora cubana, establecida en Europa Addys Mercedes ha realizado una fusión de Son y Filin (Bolero, feeling) con elementos de Música urbana, Rock y Música Pop, alcanzando excelentes posiciones entre las canciones más escuchadas en Alemania.
En los años noventa, un incremento del interés por la World music coincidió con el “periodo especial” de la era postsoviética en Cuba, durante el cual la economía comenzó a abrirse al turismo internacional. La Orquesta Aragón, la Charanga Habanera y Cándido Fabré y su Banda fueron antiguos participantes en la escena de la charanga, y contribuyeron a la creación del popular ambiente de la Timba durante los años noventa. El premio más importante de la música cubana fue el “Premio Benny Moré”.

### Timba
Los cubanos nunca se han sentido muy contentos de escuchar el término Salsa aplicada a su música y más bien lo ven una denominación comercial de ella. En casi todos sus aspectos la Timba coincide con la Salsa cubana, aunque algunos plantean que es algo más que eso. Desde los años noventa, la palabra Timba fue usada para denominar a la música popular bailable en Cuba, solamente rivalizada por el Reguetón. Aunque derivada de las mismas raíces que la Salsa, la Timba posee sus propias características, estando íntimamente ligada al ambiente cultural de Cuba y particularmente de La Habana.
AL contrario de la Salsa , cuyo surgimiento está directamente relacionado con el Son cubano y a los “conjuntos” de los años cuarenta y cincuenta, la Timba está compuesta por una síntesis de elementos estilísticos, los cuales incluyen a la Rumba, el Guaguancó, la música de los tambores Batá, las canciones sagradas de la Santería), y otras Fuentes populares como el Rock, el Jazz, el Funk y la música folklórica puertorriqueña. De acuerdo con Vincenzo Perna, autor de Timba: The Sound of the Cuban Crisis, la Timba debe ser definida en función de sus componentes sociales, culturales y políticos. Su gran popularidad en Cuba, su novedad y originalidad como estilo musical, la habilidad de sus ejecutantes, su relación con las tradiciones locales y la cultura de la emigración afro-cubana, sus significados y su estilo, dejan entrever puntos de tensión dentro de la sociedad cubana.
En adición a los timbales, los percusionistas de la Timba utilizan la batería, como una manera de identificar su sonoridad en comparación con la de la Salsa. El uso del sintetizador es también común dentro de este estilo musical. Las canciones de Timba tienden a ser más innovadoras, experimentales y frecuentemente más virtuosísticas que las de la salsa. Las partes de los metales son usualmente más rápidas, influidas por el Bebop y a menudo alcanzan los extremos de la tesitura de los instrumentos. Las partes del bajo y la percusión son poco convencionales, siendo la improvisación es una práctica común en este estilo.

### Renacimiento del son

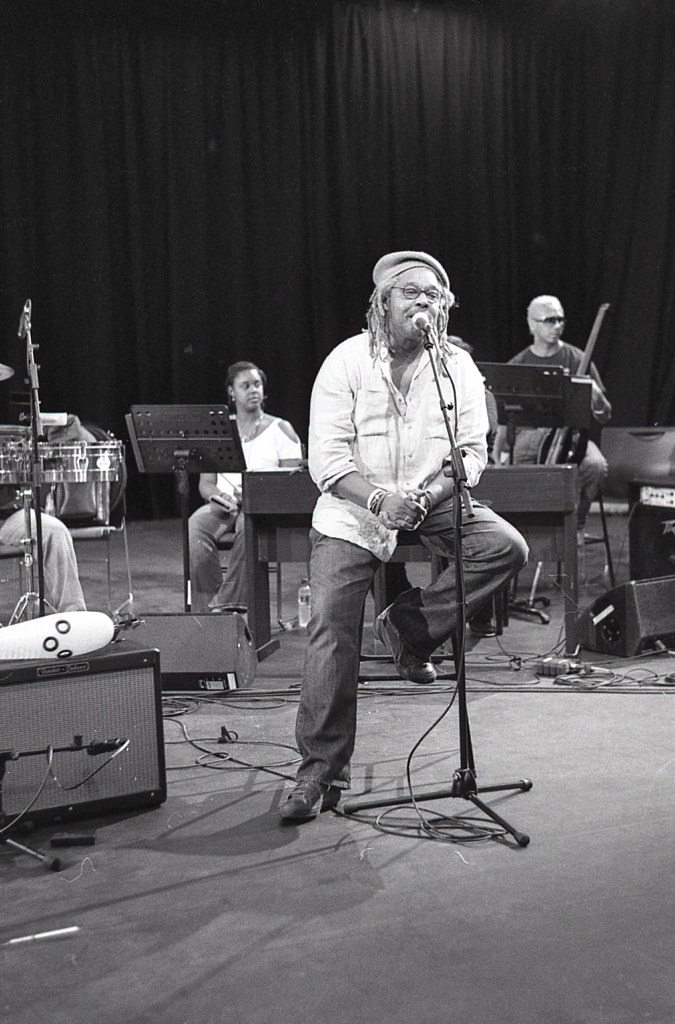
Juan de Marcos González, director e instrumentista cubano.

Varios proyectos lograron captar la atención internacional durante los años noventa, debido al renacimiento de estilos tradicionales como el son cubano de la era de los septetos y los conjuntos. El grupo Sierra Maestra fue uno de esos grupos. En 1995, Juan de Marcos González, director y Tresero del grupo Sierra Maestra, fue contactado por Nick Gold (president del sello musical World Circuit Records) con el propósito de grabar un álbum utilizando a músicos africanos. Al final, los africanos no pudieron viajar a La Habana, así que el proyecto se convirtió en cubano ciento por ciento, presentando a figuras tales como Compay Segundo, Ibrahim Ferrer, Omara Portuondo y Rubén González.
Para este proyecto se crearon dos grupos instrumentals que incluían al guitarrista estadounidense Ry Cooder, los cuales fueron: Buena Vista Social Club y Afro-Cuban All Stars, y ambos grupos grabaron sendas producciones llamadas: Buena Vista Social Club y “A toda Cuba le gusta”, en marzo de 1996. El lanzamiento del primero en septiembre de 1997 fue un verdadero éxito. El álbum se convirtió en un hit global, vendiendo millones de copias y convirtiendo a sus intérpretes en reconocidas figuras internacionales.

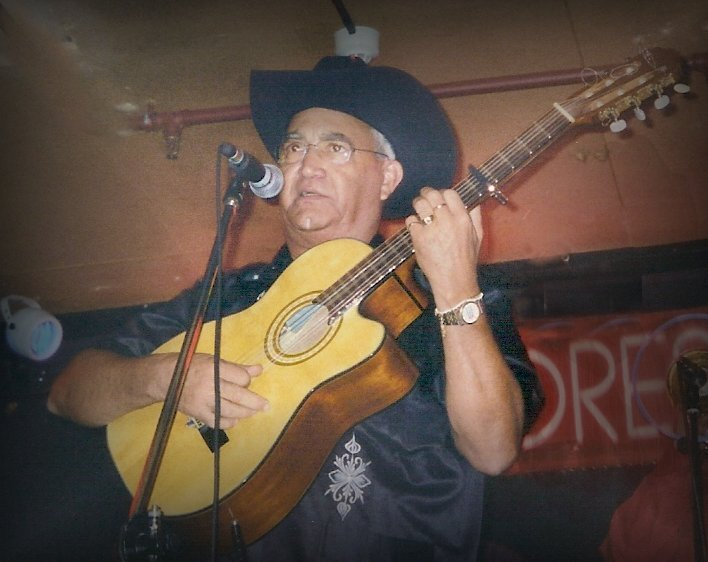
Eliades Ochoa

Buena Vista dio como resultado varias grabaciones subsecuentes y un filme con el mismo nombre del álbum, Buena Vista Social Club (documental), así como también estimuló un marcado interés en otras agrupaciones musicales cubanas. En los años siguientes, múltiples solistas y agrupaciones grabaron con productoras internacionales y realizaron giras de concierto fuera de Cuba.
La conclusión a la que muchos observadores llegan sobre este fenómeno es que la clausura de numerosos locales donde se tocaba música popular, y el absoluto control del estado sobre las actividades artísticas y los medios de comunicación, después de la Revolución cubana, dañó severamente el desarrollo y la promoción de la música popular cubana.

### Hip-hop
Después del colapso de la Unión Soviética, la economía cubana comenzó a declinar. El nivel de pobreza fue entonces más extendido y visible en Cuba. Durante los años noventa, algunos cubanos comenzaron a protestar por la situación mediante el Rap y el Hip hop. Los “raperos” se convirtieron en una verdadera “revolución dentro de la revolución”. En Cuba, el Hip hop ha sido utilizado para expresar las viciscitudes de la vida cotidiana, así como las aspiraciones del pueblo.
Durante el llamado Período especial después de la desaparición de la Unión Soviética, el gobierno cubano se vio obligado a tomar medidas para garantizar la supervivencia del statu quo implantado por la Revolución cubana. En aquel momento el turismo fue discretamente estimulado, y los locales habaneros donde se ofrecían espectáculos musicales comenzaron a atraer tanto a los habitantes locales como a los visitantes. Antes de esa etapa, los turistas eran una rareza en Cuba. Cuando el Hip hop comenzó a emerger, el gobierno se opuso a la imagen relativamente vulgar que estos proyectaban, pero hacia finales de los años noventa aceptaron que era más conveniente permitir el desarrollo del movimiento rapero bajo el control y la influencia del oficialista Ministerio de Cultura, como una “auténtica expresión de la cultura cubana”.
A diferencia de la Salsa (género musical), la música de Rap en Cuba es de origen foráneo. Aunque algunos grupos se enorgullecieron por permanecer fieles a la esencia del Hip hop, otros tales como Orishas, el único grupo de Rap cubano que triunfó en el extranjero, ha sido criticado por utilizar ritmos de Salsa (género musical) para generar una mayor atracción del public.

#### El gobierno y elHip hop
Que el hip hop haya sido tolerado por el gobierno de Cuba es algo fuera de lo ordinario, debido a que el propio gobierno proporciona a los intérpretes de rap equipos de sonido y locales apropiados para su presentación. Miembros del ambiente del rap y el hip hop cubano solicitaron espontáneamente la participación del Ministerio de Cultura en sus actividades, y de esa manera aseguraron la supervivencia y el desarrollo del movimiento, poniéndolo al servicio de los lineamientos del gobierno. Gracias a esa actitud servil, los cultivadores del rap recibieron en el 2002 un sello disquero, una publicación periódica y un festival de hip hop a través de la llamada “Agencia cubana de Rap” (Cuban Rap Agency). Bajo esas condiciones, el gobierno cubano le brindó a los grupos de rap y hip hop difusión a través de los medios de comunicación oficiales, a cambio de una autolimitación en sus expresiones y de la presentación de una imagen positiva del gobierno revolucionario. Este 2019 por la isla aspiraron al gramófono dorado (Grammy) un excelente exponente del hip hop de Cuba, el grupo Orishas, que con su disco Gourmet (Sony Music Latin, 2018) compite en el apartado Mejor Álbum de Rock Latino, Urbano o Alternativo.

### Cubatón
El Cubatón es una versión cubanizada del Reggaeton o Reguetón, el cual a su vez se deriva del Reggae jamaicano. Hacia el año 2012, el cantante de Cubatón Osmani García, llamado también “La voz”, había alcanzado tan alto grado de popularidad que era considerado como “el exponente más popular de la música cubana”
La llegada del acceso a la Internet contribuyó a la difusión no-oficial del Reguetón en Cuba, pero tanto sus textos como sus movimientos corporales han sido muy criticados. Los músicos de Reguetón respondieron a esa actitud con canciones que defendían sus posiciones estilísticas; pero a pesar de sus esfuerzos, el Ministerio de Cultura determinó que su música no podía ser utilizada en instituciones educacionales, fiestas y grabaciones musicales. En el 2011, el gobierno restringió la difusión radial y televisiva del Reguetón ante la masiva popularidad del “Chupi Chupi" de Osmani García, el cual incluye una velada referencia al sexo oral. Otros famosos intérpretes de Reguetón son Eddy K y Gente de Zona.

## Música Rock en Cuba

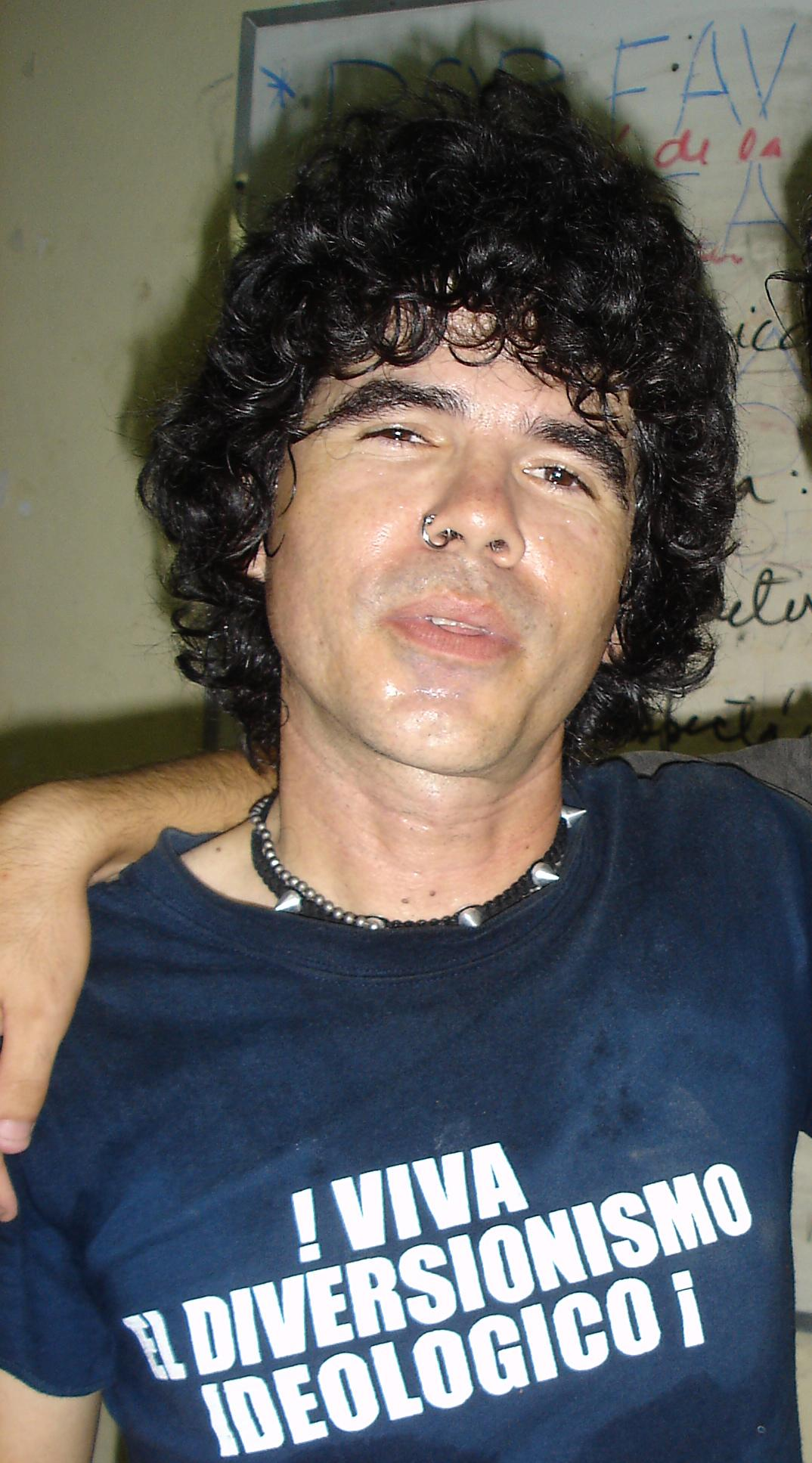
Gorki Águila, director del grupo de rock cubano Porno para Ricardo

La interacción musical entre Cuba y los Estados Unidos es muy antigua. Ya desde el siglo XVIII, durante el dominio español de Luisiana (1763-1803), las orquestas y bandas habaneras ofrecían conciertos en Nueva Orleans, y en el siglo XIX la contradanza cubana era muy popular en los Estados Unidos. A comienzos del siglo XX comienzan a crearse en Cuba las primeras bandas de jazz al estilo de los grupos norteamericanos. La banda de jazz “Sagua” fue fundada en Sagua la Grande en 1914 por Pedro Stacholy (director y piano). El grupo tocó durante 14 años en el Teatro Principal de Sagua.
La fuerte influencia de la música norteamericana en la juventud cubana dio lugar al comienzo de los solistas y grupos de Rock and roll en Cuba durante los años cincuenta. Muchos artistas cubanos de esa época cantaron versiones de canciones norteamericanas traducidas al español, tal como también estaba ocurriendo en México.
El lanzamiento del cuarteto Los LLopis representó la entrada en una nueva etapa de la música cubana, la de la generación y amplificación del sonido por medio de recursos electrónicos; ya que en la composición tímbrica de ese grupo se puede apreciar un elemento novedoso de gran importancia, la inclusión de la guitarra eléctrica.
En 1961 surgen otros cantantes de rock como Dany Puga, llamado el rey del twist, y bandas tales como Los Satélites, Los Diablos Melódicos y Los Enfermos del Rock, así como Los Halcones y Los Huracanes de la ciudad de Marianao.
El cuarteto vocal Los Zafiros fue otro exitoso grupo de principios de los años sesenta. Fundado en 1961, estaba influenciado por el estilo Doo-Wop de los Platters, The Diamonds y otros grupos norteamericanos, y contó con un repertorio compuesto principalmente de baladas, calypsos y bossanovas, así como canciones con ritmo de rock lento y boleros.
En esa época, el popular grupo Los Astros, dirigido por el cantante y guitarrista Raúl Gómez, se vio amenazado debido a las presiones ejercidas por el régimen de Fidel Castro sobre los grupos de rock, que fueron considerados entonces como una forma de “diversionismo ideológico”, y combatidos en todas sus manifestaciones. Su estilo, fuertemente influido por los grupos de la Invasión Británica, como los Beatles y los Rolling Stones, fue declarado como “desviado” y por consiguiente reprimido sin contemplaciones. Desde ese momento, el llamado “gobierno revolucionario de Cuba” comenzó a implementar un control absoluto sobre todos los aspectos de la sociedad cubana, incluyendo por supuesto a las manifestaciones culturales.
Hacia 1965, el gobierno revolucionario puso en práctica una estrategia para sustituir los productos culturales extranjeros que prefería la juventud, con otros que encajaran dentro de sus lineamientos oficiales; y producto de esa estrategia, el 6 de agosto de 1966 salió al aire el programa radial Nocturno, cuyo tema inicial fue la canción La chica de la Valija, interpretado por el saxofonista italiano Fausto Papetti. El programa presentaba canciones modernas dando prioridad al repertorio europeo en español de cantantes y grupos como: Los Mustang, Los Bravos, Los Brincos, Juan y Junior, Rita Pavone, Massiel, Nino Bravo, Leonardo Fabio, Salvatore Adamo y Rafael, así como algunos grupos cubanos como Los Zafiros y Los Dan. La prohibición oficial sobre la música de rock fue levantada en 1966, pero los entusiastas de la música rock siguieron siendo marginados por el aparato comunista, y vigilados con recelo como “contra-revolucionarios”.
En realidad, el rock inglés comenzó a ser escuchado en La Habana en 1970, en un programa de Radio Marianao llamado Buenas Tardes Juventud. Este programa presentó a grupos como los Rolling Stones, Los Beatles, Dave Clark Five, The Animals, Grand Funk, Rare Earth, Led Zeppelin, Jimi Hendrix, Elvis Presley, Neil Sedaka y Paul Anka. A comienzos de los ochenta, esta estación radial se unió a Radio Ciudad de La Habana.
En 1979, se llevó a cabo un festival llamado Havana Jam 79 en el Teatro Karl Marx de La Habana, donde se presentaron un grupo de artistas que incluía a Billy Joel y Stephen Stills.
Durante los años ochenta Roberto Armada creó una banda de heavy metal en el Municipio Playa llamada Venus. La banda logró gran éxito y popularidad entre los jóvenes de esa época. El Punk Rock fue introducido en Cuba hacia el final de los años ochenta y generó una forma de culto entre sus seguidores que integraban una minoría dentro de la audiencia juvenil.
En los años noventa, el rock and roll en Cuba era todavía un fenómeno semi-clandestino. En La Habana, la estación radial Radio Ciudad de La Habana presentaba varios programas con las tendencias más recientes en ese tipo de música alrededor del mundo. Juan Camacho, un antiguo músico y presentador radial tenía un programa matinal llamado Disco Ciudad. También el programa de Ramón era un exitoso show radial. Algunas bandas de esa época fueron: Gens, Athanai, Zeus y Los Tarsons.
En 2001, el grupo galés Manic Street Preachers fue invitado a tocar en Cuba, y Fidel Castro asistió a su concierto junto con otras autoridades gubernamentales. En el 2004, Castro realizó un discurso en honor al natalicio de John Lennon cuya música, como miembro de los Beatles y como solista había estado prohibida en Cuba. Una estatua de bronce de Lennon fue situada en un céntrico parque de La Habana, y se convirtió en una notoriedad por ser víctima constante del vandalismo de los transeúntes que robaban frecuentemente sus espejuelos de bronce.
A la vez que el gobierno mostraba una actitud más complaciente con los grupos de rock extranjeros, como parte de una campaña internacional que tenía como principal propósito el de lograr una mayor apertura del comercio y las inversiones de Estados Unidos y Europa en Cuba; continuaba implementando una inflexible actitud represiva en contra de cualquier actitud de disidencia interna. Ese es el caso del roquero Gorki Águila y su grupo “Porno para Ricardo”. En agosto de 2008, Águila fue arrestado bajo cargos de “peligrosidad”, una figura jurídica que permite a las autoridades acusar a una persona que según su criterio pudiera cometer un delito, aun cuando esta no lo haya cometido aún.
Más recientemente, Rick Wakeman, Sepultura y Audioslave se presentaron en La Habana, y los Rolling Stones realizaron un histórico concierto, que se convirtió en el más destacado evento de rock en Cuba desde el inicio de la Revolución en 1959.
Un nuevo fenómeno ocurrió en 2013, cuando varias bandas de "Metal Rock" comenzaron a emigrar a los EE. UU. creando un escenario paralelo con las bandas Agonizer, Escape, Ancestor, Hipnosis, Suffering Tool y Chlover.

## Música electrónica
La música electrónica cubana, está caracterizada por los ritmos introducidos en la Isla fundamentalmente por Juan Blanco y posteriormente por realizadores alemanes cuando filmaron un documental sobre la gira de varios DJs capitalinos para llevar la cultura de la música electrónica hacia otras ciudades de Cuba en 2004. [cita requerida]
Según el origen de sus influencias, se pueden determinar dos corrientes principales dentro del género: la música electrónica bailable cubana y la música electrónica experimental cubana. 
La influencia europea sobre la primera corriente es innegable, en parte porque fue la música que permitía el gobierno a Cuba, mientras que por el otro lado bloqueaba la entrada de contenido musical proveniente de los EE. UU., fundamentalmente durante la década de los 90'.[cita requerida]
Una posterior apertura que facilitaba los viajes al exterior por parte de los cubanos y el acceso a la internet, favorece el desarrollo de una segunda variante con identidad propia y experimental desde los géneros puramente electrónicos hasta la música bailable. [cita requerida]
Entre sus “padres” se destacan Djoy de Cuba, Alexis de la O, Edwin Casanova, DJ Dark, Kike Wolf entre otros, y algunos nuevos que se han sumado a este movimiento, tal es el caso de I.A., Ultrack, DJ OBI, Diemen Duff, entre otros.
La llegada de algunos de ellos a los EE. UU. y otros países, propició un impulso natural al género ya que redujo los costes de producción y facilitó el acceso a las plataformas de digitales.

## Algunas manifestaciones de la música cubana

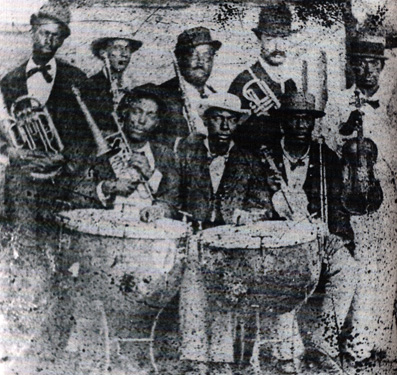
Orquesta Típica Flor de Cuba, alrededor de 1850.

La música tradicional o folclórica cubana abarca:
- Punto cubano
- Rumba
- Danzón
- Son cubano
- Cha-cha-chá
- Danzón
- Danzonete
- Changüí
- Guaguancó
- Guajira
- Guaracha
- Mambo
- Nueva Trova
- Pachanga
- Salsa
- Changüisa
- Son
- Timba
- Trova
- Rock cubano
- Filin (Bolero, feeling)
- Mozambique
- Pilón

### Videos
- Documental 52': Cuba Son
- Documental 52': Havana, Hip Hop Underground
- Documental Música Cubana "The Songs of Cuba"
- Canal de música Pop, Es Cubano Es Popular
- Canal de salsa y timba, Es Cubano Es Popular
- Canal de son, boleros y ritmos cubanos, Es Cubano Es Popular
- Canal de rumba y yoruba, Es Cubano Es Popular
- Canal de smúsica en la calle, Es Cubano Es Popular
- El Salón de la Música Cubana
- Cuba y sus géneros musicales

- Datos: Q1544863
- Multimedia: Music of Cuba / Q1544863